# Második világháború
| 0. Lengyel–ukrán háború                                  | 1918. | 11. 01. - 1919. 07. 18.  |
| 1. Versailles-i békeszerződés                            | 1919. |                          |
| 2. Lengyel–szovjet háború                                | 1919. | 02. 14. - 1921. 03. 18.  |
| 3. Trianoni békeszerződés                                | 1920. |                          |
| 4. Rapallói egyezmény                                    | 1920. | november 12.             |
| 5. Francia–lengyel katonai szövetség (en)                | 1921. | február 16.              |
| 6. Rigai béke (en)                                       | 1921. | március 18.              |
| 7. Menetelés Rómába                                      | 1922. | október 28 - 29.         |
| 8. Korfui összetűzés (olasz-görög) (en)                  | 1923. | aug. - szept.            |
| 9. Müncheni sörpuccs                                     | 1923. | november 8.              |
| 10. A Ruhr-vidék francia–belga megszállása (en)          | 1923. | - 1925.                  |
| 11. Libia megszállása - Második olasz–líbiai háború (en) | 1923. | - 1932.                  |
| 12. Mein Kampf (Harcom) megjelenése                      | 1925. |                          |
| 13. Dawes-terv (en)                                      | 1924. |                          |
| 14. Locarnói egyezmény                                   | 1925. | december 01.             |
| 15. Young-terv (en)                                      | 1929. |                          |
| 16. Nagy gazdasági világválság                           | 1929. | október 24. – 1941.      |
| 17. Mandzsúria japán lerohanása (en)                     | 1931. | 09. 18. - 1932. 02. 26.  |
| 18. Mandzsukuo megszállása                               | 1931  | – 1942.                  |
| 19. Sanghaj-i január 28-i összetűzés (en)                | 1932. | 01. 28. – 03. 03.        |
| 20. Szovjet–lengyel megnemtámadási egyezmény             | 1932. | július 25.               |
| 21. Genfi leszerelési világértekezlet (en)               | 1932. | 02.02. - 1934.06.11.     |
| 22. Első hopeji hadjárat/A nagy fal védelme (en)         | 1933. | 01.01 - 05.31.           |
| 23. Belső-mongóliai hadjárat (en)                        | 1933. | - 1936.                  |
| 24. Hitler lesz a kormányfő és az államfő is egyben      | 1933. | - 1934.                  |
| 25. A tanggui fegyverszünet (en)                         | 1933. | május 31.                |
| 26. Németország újrafelfegyverzése elindul (en)          | 1933. | július 12.               |
| 27. Olasz–szovjet egyezmény (en)                         | 1933. | szeptember 2.            |
| 28. Belső-mongóliai hadjárat (en)                        | 1933. | ápr.- 1936. dec.         |
| 29. Németország elhagyta a leszerelési értekezletet (en) | 1933. | október 14.              |
| 30. Németország kilép a Nemzetek Szövetségéből (en)      | 1933. | okt. 19. - nov. 12.      |
| 31. Német–lengyel megnemtámadási egyezmény               | 1934. | január 26.               |
| 32. A Saar-vidéki népszavazás/visszatérés Németországhoz | 1935. | január 13.               |
| 33. Kötelező sorozás kezdődik Németországban újra (en)   | 1935. | március 16.              |
| 34. Francia–szovjet segítségnyújtási szerződés (en)      | 1935. | május 2.                 |
| 35. Szovjet–csehszlovák segítségnyújtási szerződés (en)  | 1935. | május 16.                |
| 36. He-Umezu egyezmény (en)                              | 1935. | 06. 10. - 1937. 07. 07.  |
| 37. Angol–német tengerészeti egyezmény (en)              | 1935. | június 18.               |
| 38. December 9-i megmozdulások Pekingben (en)            | 1935. | december 9.              |
| 39. Második olasz–etióp háború (abesszíniai háború)      | 1935. | 10. 3.- 1937. 02. 19.    |
| 40. A Rajna-vidéki bevonulás (en)                        | 1936. | március 7.               |
| 41. Spanyol polgárháború kezdete                         | 1936. | júl. 17. - 1939. ápr. 1. |
| 42. A Berlin–Róma-tengely (német–olasz egyezmény)        | 1936. | október 27.              |
| 43. Antikomintern paktum                                 | 1936. | november 25.             |
| 44. Suiyuan hadjárat (en)                                | 1936. | október - november       |
| 45. Hsziani válság (en)                                  | 1936. | december 12-26.          |
| 46. Második kínai–japán háború                           | 1937. | - 1945.                  |
| 47. A USS Panay-incidens (en)                            | 1937. | december 12.             |
| 48. Ausztria bekebelezése (Anschluss)                    | 1938. | március 12.              |
| 49. Májusi válság (német–cseh határ) (en)                | 1938. | május 19 - 23.           |
| 50. Haszan-tavi csata/Csangkufengi összecsapás           | 1938. | júl. 29. - aug. 11.      |
| 51. Német–csehszlovák kisháború (Ordnersgruppe) (en)     | 1938. | szeptember 16 - 17.      |
| 52. Müncheni egyezmény                                   | 1938. | szeptember 29.           |
| 53. A Szudéta-vidék Birodalomhoz csatolása (en)          | 1938. | október 01 - 10.         |
| 54. Első bécsi döntés                                    | 1938. | november 02.             |
| 55. A Szlovák Köztársaság kikiáltása                     | 1939. | március 14.              |
| 56. Csehszlovákia német megszállása (en)                 | 1939. | március 15.              |
| 57. Litvánia náci megfenyegetése, Memel elcsatolása (en) | 1939. | március 20 - 22.         |
| 58. Magyar–szlovák kis háború                            | 1939. | március 23 - 31.         |
| 59. A spanyol polgárháború végső hadműveletei (en)       | 1939. | március 26. - április 1. |
| 60. Danzigi válság (en)                                  | 1939. | március - augusztus      |
| 61. Angol függetlenségi garancia Lengyelországnak (en)   | 1939. | március 31.              |
| 62. Albánia olasz lerohanása (en)                        | 1939. | április 7-12.            |
| 63. Szovjet–angol–francia tárgyalások Moszkvában (en)    | 1939. | ápr. 15.- aug. 21.       |
| 64. Német–olasz barátsági és katonai szerződés           | 1939. | május                    |
| 65. Halhín-goli csata                                    | 1939. | május - szeptember       |
| 66. Molotov–Ribbentrop szerződés                         | 1939. | augusztus 23.            |
| 67. Lengyelország német lerohanása                       | 1939. | szept. 1. - okt. 6.      |

A második világháború az emberiség történetének legnagyobb és legtöbb halálos áldozattal járó fegyveres konfliktusa. A legelterjedtebb álláspont szerint kezdete az 1939. szeptember 1-jei, Lengyelország elleni német támadáshoz köthető. A háborút azonban egyesek már 1937. július 7-től számítják, amikor kitört a második kínai–japán háború. A történelemtudósok egy része szerint ugyanakkor ezen két távol-keleti ország katonai konfliktusa még nem terjedt ki a világ több pontjára, így az regionális jellegűként értelmezhető és a világháború szoros előzményének tekinthető. A háború Európában 1945. május 8-án Németország, míg Ázsiában szeptember 2-án Japán feltétel nélküli megadásával fejeződött be.
A világháborúban a szövetségesek és a tengelyhatalmak álltak egymással szemben. Kezdetben javarészt a tengelyhatalmak győzedelmeskedtek a csatákban, majd 1942-től mind a kelet-európai, mind a csendes-óceáni, mind az afrikai fronton a szövetségesek törtek előre, és végül a tengelyhatalmak teljes vereséget szenvedtek.
Az európai, ázsiai és afrikai földrészen vívott harcokban közel hetven nemzet vett részt, ennek következtében több mint 73 millióan vesztették életüket, beleértve a megölt civileket és az elesett katonákat is. A háború kitöréséhez nagyban hozzájárult az első világháború után, a Párizs környéki békeszerződésekkel (versailles-i békeszerződés; trianoni békeszerződés; saint-germaini békeszerződés; sèvres-i békeszerződés) kialakított világpolitikai helyzet.
A világháborút végigkísérték mindkét tömb részéről a civil lakosság és a hadifoglyok elleni erőszakos cselekmények. A megszállt területeken a hadviselő felek rendre terrorizálták a helyi lakosságot, melyek közül kiemelkednek a japánok által Kínában és Mandzsúriában, a németek által az elfoglalt szovjet területeken és a szovjetek által Kelet-Európában elkövetett visszaélések. A nyugati szövetségesek terrorbombázásokat hajtottak végre Németország és Japán ellen, melyek sokszor rengeteg halálos áldozattal jártak, mint Drezda, Hamburg és Tokió esetében. A világháború végén két atombombát dobtak Japánra, ami több százezer ember szörnyű halálát eredményezte. A világháború során több népirtás is történt, de az áldozatok számát és az elkövetés módszerét illetően kiemelkedik a több millió zsidó származású ember életét követelő holokauszt. A világégés után a győztesek Európában a nürnbergi perben, míg a Távol-Keleten a tokiói perben háborús bűnösnek ítéltek német és japán vezetőket.
A világháborút a hadviselő felek többsége számára lezáró párizsi békét 1947-ben kötötték meg. Európa térképét átrajzolták, a Szovjetunió jelentős területeket szerzett. Lengyelország határait nyugatabbra tolták, és cserébe német területekkel kárpótolták az országot. A háború után megromlott a két korábbi szövetséges, a Szovjetunió és az Amerikai Egyesült Államok viszonya, és egy új világméretű konfliktus, a hidegháború korszaka kezdődött el.
Az 1914–1945 közötti időszakot egyesek a második harmincéves háború időszakának nevezik. Már 1946-ban Charles de Gaulle úgy nyilatkozott: „A mi győzelmünkkel végződött harmincéves háború drámája számos váratlan eseményt foglalt magában”. Erről a teóriáról írt Sigmund Neumann könyvében, szerinte az első harmincéves háborúhoz hasonlóan a 20. század eleji nagy háború is több kisebb konfliktus eredménye. Hasonló szemléletben írt könyvet Ravasz István is.

## Előzmények

### Közvetett előzmények
Az első világháború következtében drámaian megváltozott Közép- és Kelet-Európa térképe. A meggyengült német és orosz nagyhatalmak között több független állam alakult, többségük, vagyis Lengyelország és a kisantant-államok a francia politika szövetségesének számítottak, azonban az Osztrák–Magyar Monarchia 1918-as felbomlása után nem akadt olyan hatalmi tényező, amely a német vagy az orosz (később szovjet) törekvéseket ellensúlyozta volna. Mivel az első világháborút követő forradalmi években a bolsevik típusú hatalomátvétel Oroszországon kívül kudarcot vallott, mintegy válaszként több ország közvéleménye jobbra tolódott. A húszas évek végétől és a harmincas évek elejétől kezdve a térség politikai és gazdasági válsággal sújtott országai sorra autoriterré váltak: vagy egyszemélyes, monarchikus diktatúrává (Jugoszlávia, Románia és Bulgária esetében ún. királydiktatúrává), vagy mérsékelten tekintélyelvű rendszerré (pl. Lengyelország).
Bár a pacifizmusnak rengeteg támogatója akadt, ugyanakkor több, a vesztes oldalon álló, valamint a világgazdasági válságban jelentősen meggyengült országban irredenta és revíziós irányzatokat képviselő pártok kerültek hatalmi pozícióba, élükön diktátorként viselkedő vezetőkkel. Ők kedvük szerint befolyásolhatták népüket, ellenőrzésük alá vonták a médiát és elhitették országuk lakóival, hogy talpra állítják meggyengült országukat.

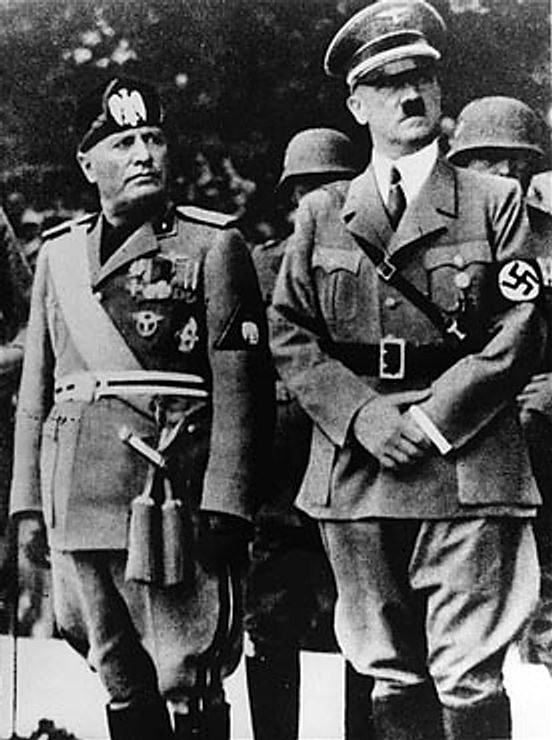
Mussolini és Hitler 1937-ben

Az első ilyen diktátor a 20. század történetében az olasz Benito Mussolini volt. Noha Olaszország a győztes oldalon állt az első világháborúban, más győztesekhez képest viszonylag keveset nyert, és az olasz államhatalmat az 1920-as években jelentősen gyengítették a folyamatos sztrájkok. Mussolini 1922-ben került hatalomra, a fasiszta párt elnökeként. Megígérte, hogy helyreállítja a rendet Olaszországban, és országát az „új Római Birodalommá” akarta fejleszteni. A média befolyásolásával és az ellenzék elfojtásával azt a látszatot keltette, hogy Olaszország fellendülőben van, pedig a tények mást mutattak. A diktátor kezdetben ellenségesen viszonyult a németekhez: 1934. július 25-ét követően, az ausztriai német puccskísérlet idején az olaszok csapatokat vonultattak föl a Brenner-hágón és Dél-Tirolban, így háborús fenyegetéssel ugyan, de egy időre megakadályozták Ausztria Németországhoz csatolását. Az évtized közepén azonban az olaszok fokozatosan közeledtek a németekhez, és 1936-ban Mussolini bejelentette a Berlin–Róma tengely létrejöttét. Egy évvel később pedig csatlakoztak ahhoz az antikomintern paktumhoz, amelyet 1936-ban kötött meg Japán és Németország.
Az első világháborút lezáró versailles-i béke megalázó feltételei és a nagy gazdasági világválság hozzájárult ahhoz, hogy az Adolf Hitler vezette Nemzetiszocialista Német Munkáspárt 1933-ban hatalomra jutott Németországban. Németország is romokban hevert a háború után: óriási infláció sújtotta az országot és a munkanélküliség soha nem látott méreteket öltött. Hitler, a korábbi katona a nemzetiszocialista párt élén került hatalomra 1933-ban, rögtön elkezdve az új állam, a Nemzetiszocialista Németország fölépítését. 1934-ben Hindenburg elnök halálával Hitleré lett a köztársasági elnöki cím is, aki nemsokára összevonta azt a kancellári szerepkörrel, ezzel ő lett a „Führer” (Vezér), hamarosan totális diktatúrát építve ki. Külpolitikájának deklarált célja volt a német lakta területek egyesítése, illetve a keleti irányú területszerzés, a „Lebensraum im Osten”. Így 1935-ben felmondta a békeszerződés által előírt katonai korlátozásokat, és gyors fegyverkezésbe kezdett. 1936. március 17-én Németország csapatai a locarnói egyezményt felrúgva bevonultak az addig demilitarizált Ruhr-vidékre.
Az első világháború következményeként Oroszország kiesett a nagyhatalmak sorából. A bolsevik hatalomátvétel és a vele járó polgárháború óriási veszteségekkel járt, egyesek 13 millióra teszik a szocialista rend felépítésével járó emberveszteséget. A Szovjetunióban 1924-ben, Lenin halála után Sztálin vette át a hatalmat. Mivel ez a térség nyersanyagban gazdag, de iparilag és gazdaságilag is elmaradott volt, nagyszabású ipari beruházásokkal, erőltetett ütemben javarészt a falusi parasztság rovására hajtottak végre fejlesztéseket. Ezeknek a beruházásoknak köszönhetően a 20. század közepére a Szovjetunió jelentős ipari-gazdasági nagyhatalommá fejlődött. A háború során a sztálini diktatúra 1941-től került a nyugati szövetségesekkel egy oldalra, de néhány dologban emlékeztetett Hitler nemzetiszocialista birodalmára: Sztálin is bebörtönöztette és kivégeztette valós vagy vélt ellenségeit, köztük a Vörös Hadsereg számos tisztjét, és ugyanúgy koncentrációs és munkatáborok hálózatát (Gulag) tartotta fenn. A sztálinizmus megítélése, a lenini politikához való viszonya, a nemzetiszocializmussal való párhuzamba állítása ugyanakkor mai napig történészviták tárgya.

### Közvetlen előzmények

A Molotov-Ribbentrop-paktum által meghatározott érdekszférák

Spanyolországban 1931-ben kikiáltották a köztársaságot. Öt évvel később sikertelen puccsot hajtottak végre Manuel Azaña elnök ellen José Sanjurjo tábornok vezetésével. A csak részben sikeres puccskísérlet után kitört a spanyol polgárháború. A lázadó nacionalisták puccskísérletét több konzervatív csoport is támogatta, mint például az Autonóm Jobboldal Spanyol Konföderációja (CEDA), de támogatták a monarchisták, a karlisták és a fasiszta Falange is. A köztársaságiak fegyvereket és önkénteseket kaptak a Szovjetuniótól, Mexikótól, a nemzetközi marxista mozgalomtól és a Nemzetközi Brigádoktól. A nacionalistákat támogatták a karlista és alfonzista monarchisták, a konzervatívok, a fasiszta falangisták és a legkonzervatívabb liberálisok, valamint Németország és Olaszország. A polgárháborút 1939-ben Francisco Franco vezetésével a nacionalisták nyerték meg. Egyes források szerint ez volt a második világháború főpróbája.
Benito Mussolini fel szerette volna éleszteni a Római Birodalom nagyságát és tekintélyét. Ennek egyik következménye volt, hogy 1935-ben megtámadta Etiópiát, és ezzel kitört az abesszíniai háború, amely egy évig tartott és olasz győzelmet eredményezett.
1938-ban az angol és francia megbékélési politikát kihasználva Hitler a Nemzetiszocialista Németországhoz csatolta Ausztriát (Anschluss), majd a Szudéta-válság kirobbantása után, a müncheni egyezményt követően a Szudéta-vidéket. 1939-ben Németország megszállta Csehország maradék területeit, Szlovákia önálló állam lett. 1939. április 7-én olasz csapatok szálltak partra Durazzóban, Albánia pedig végleg olasz fennhatóság alá került. 1939 nyarán Hitler egyre fokozta a feszültséget Lengyelországgal Danzig szabad város (ma: Gdansk), illetve a német területeket Kelet-Poroszországtól elválasztó danzigi korridor miatt.
Nagy-Britannia és Franciaország – noha a megbékéltetési politika hívei nem gyengültek meg – katonai garanciákat ígért Lengyelországnak egy német támadás esetére (lengyel-brit közös védelmi egyezmény és a francia-lengyel katonai szövetség).

Japán térhódítása Délkelet-Ázsiában

Nem sokkal a háború kirobbantása előtt Sztálin elfogadta Hitler javaslatát egy megnemtámadási szerződés megkötésére. Az 1939. augusztus 23-án megkötött Molotov–Ribbentrop-paktum titkos záradéka úgynevezett „érdekszférákat” határozott meg a Szovjetunió és Németország között. A szovjet érdekszférába került északon Finnország, Észtország, Litvánia és Lettország, délen a Romániához tartozó Besszarábia, valamint Bukovina északi területei. Lengyelországot a megállapodás értelmében felosztották a két érdekszféra között.
Az Egyesült Államokban az 1930-as években egy sor semlegességi törvényt fogadtak el. A Roosevelt vezette kormány azonban már ekkor is jelentős anyagi segítséget nyújtott a szövetségeseknek, előre látva, hogy nem kerülhető el a háborús részvétel. 1939-ben a Kongresszus törvényt hozott, amely engedélyezte, hogy az USA készpénzfizetés ellenében bármely országnak – ami a gyakorlatban Nagy-Britanniát és Franciaországot jelentette – fegyvert adjon el (Cash and Carry).
A Távol-Keleten a Japán Birodalom folytatta a század elején megkezdett terjeszkedési politikáját. 1931-ben a mukdeni incidens nyomán megszállták Mandzsúriát, ahol 1932-ben Mandzsukuo néven bábállamot hoztak létre az utolsó kínai császár, Pu Ji vezetésével. 1937-ben a Marco Polo-hídnál történt incidens után megtámadták Kínát, és az ország keleti részét ellenőrzésük alá vonták. 1940-ben Vang Csing-vej vezetésével kollaboránsokból álló bábkormányt hoztak létre Nankingban. 1938-ban a Haszan-tónál, 1939. május 12-én a Halhin-gol folyónál határviták nyomán harcba bonyolódtak a Szovjetunióval, ám a határozott fellépés nyomán meghátráltak, és szeptember 16-án fegyverszüneti megállapodást kötöttek.

## A háború Európában

### Keleti front

#### Lengyelország megtámadása

Animált térkép a háború folyamatáról Európában

A Lengyelország elleni német támadásra a közvetlen ürügy egy átlátszó provokáció, a gleiwitzi (ma: Gliwice) rádióadó elleni támadás szolgáltatta, amikor lengyel egyenruhába öltözött németek elfoglalták a határ menti kisváros rádióállomását. Az első harci eseményre 1939. szeptember 1-jén, hajnali 4 óra 40 perckor került sor, amikor a német légierő (Luftwaffe) bombázni kezdte a lengyelországi Wieluń városát. Ezzel az eseménnyel kitört a második világháború.
Az Egyesült Királyság és Franciaország már korábban megállapodott, hogy Lengyelországot nem hagyják Csehszlovákia sorsára jutni. 1939. szeptember 3-án ultimátumot küldtek Németországnak, amely a hadműveletek leállítását és a tárgyalások felvételét követelte. Mivel ez nem valósult meg, az Egyesült Királyság és Franciaország is hadat üzent Németországnak, de kisebb összetűzéseken kívül nem történtek háborús cselekmények, ezért hívják ezt furcsa háborúnak (drôle de guerre).
A német Wehrmacht gépesített csapatai a légierőtől támogatva gyors ütemben nyomultak előre, szétzilálva a keményen küzdő, de korszerűtlenségük miatt esélytelen lengyel erőket. Szeptember 17-én a szovjet haderő is átlépte a határt és megszállta a Molotov–Ribbentrop-paktumban megállapított területeket. Lengyelország sorsa ezzel véglegesen megpecsételődött és hadserege megsemmisült. A német–szovjet csapások alatt az ország nem tudott sokáig ellenállni. Szeptember 27-én Varsó kapitulált, Lengyelországot pedig a németek és a szovjetek felosztották egymás között, és ezzel megszűnt a keleti front.

#### Átmeneti időszak
1940 júniusában, a Franciaország elleni hadművelet utolsó napján, a Szovjetunió bekebelezte a balti államokat, majd a román régiót, Besszarábiát. Eközben a német–szovjet diplomáciai kapcsolatok és a gazdasági együttműködés fokozatosan leállt, és a két állam elkezdte a háborús előkészületeket.

#### A Szovjetunió megtámadása

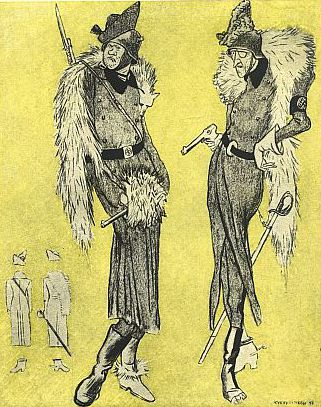
Szovjet propagandaplakát két nőies náci katonát mutat (1941)

A Szovjetunió elleni támadás tervét már 1941 elején jóváhagyták, és a Barbarossa kódnevet kapta. 1941. június 22-én három irányba indították el a támadást. Északon Leningrád felé kellett támadnia Wilhelm von Leeb Észak Hadseregcsoportjának, középen Szmolenszken át Moszkva felé tört előre Fedor von Bock Közép Hadseregcsoportja, délen pedig – (Galíciából kiindulva) Ukrajnán át a Donyec-medence és a Fekete-tenger felé – Gerd von Rundstedt Dél Hadseregcsoportja. A támadás teljesen meglepte a szovjeteket, és csak június 29-én szólított fel a Népbiztosok Tanácsa és az SZK(b)P Központi Bizottsága a fegyveres ellenállásra. Három hadseregcsoportot szerveztek meg: Vorosilov marsall északnyugati, Tyimosenko marsall nyugati, valamint Bugyonnij délnyugati frontját.

#### Német villámháború a Szovjetunióban
A kezdetekben a németek mindhárom hadseregcsoportja jól haladt előre, emiatt a szovjetek a Sztálin-vonalhoz húzódtak vissza. Július 4-én megkezdődött a vonal áttörése, amely két hétig tartott. A siker után a német Észak Hadseregcsoport egészen Észtországig, a Közép Hadseregcsoport Vityebszkig, a Dél Hadseregcsoport a Dnyeszter vonaláig nyomult. A német Dél Hadseregcsoporthoz az olaszok mellett nemcsak a románok küldtek csapatokat, hanem a magyarok is. Magyarország az 1941. június 26-án történt kassai bombázás ürügyén lépett be a háborúba, június 27-én a németek oldalán. A Dél és a Közép Hadseregcsoport a Pripjaty-mocsarakban harcoló szovjet egységeket bekerítették, és így egységes frontot tudtak létrehozni. Az Észak Hadseregcsoport eközben tovább haladt Leningrád felé, és augusztus 10-én a város külső védelmi gyűrűjét is megközelítette. A Névát szeptember elején érte el az ellenség, és szeptember 8-án megkezdték a város ostromát.
A Közép Hadseregcsoport augusztus végén elfoglalta Szmolenszket, így egy éket képezett az északi és a déli csoport között, ami a németek számára szükség volt a déliek felzárkózására, ezért Kijev bevételére a Közép Hadseregcsoportból páncélos egységeket csoportosítottak át a Dél Hadseregcsoportba. A várost szeptember 29-én vették birtokba a németek.
Kijev elestének másnapján Hitler kijelentette, hogy megindítják az utolsó rohamot a szovjet főváros, Moszkva ellen. Sorban foglalta el a német Közép Hadseregcsoport a környező szovjet városokat. Október 12-én elesett Kaluga, és két nappal később már 80 km-re voltak a fővárostól.

#### A moszkvai csata és Leningrád ostroma
1941. szeptember elejére a német Észak Hadseregcsoport elérte a Névát. Szeptember 25-én megkezdődött Leningrád ostroma. A leningrádiak felkészültek az ostromra: tankcsapdákat, védvonalakat építettek ki. November elejére a lakosságnak már alig volt élelmiszere. Az ott lakók kénytelenek voltak mindent megenni az életben maradáshoz. Lovakat, kutyákat, macskákat, és még a halottakból is fogyasztottak az éhhalál elkerülése miatt.
1941 novemberében befagyott a város határában található Ladoga-tó, így megnyithattak egy, a jégen át vezető hadtápvonalat az utánpótlásnak. Decemberben a szovjet hadsereg elfoglalta a Tyihvin vasúti csomópontot, melynek köszönhetően lerövidült a szállítás és nem utolsósorban rajta keresztül félmillió polgárt tudtak evakuálni. A tél elmúlta után a városban zöldségeket kezdtek termeszteni, így biztosítva az élelmiszert, de sikerült újraindítani a gyárak egy részét is. Leningrád 890 nap után, 1944. január 27-én szabadult ki végleg a Wehrmacht ostromgyűrűjéből.
1941. november 7-én a szovjet fővárosban nagyszabású katonai parádét tartottak, ahol Sztálin biztatta a csüggedőket és felhívta a figyelmet a közelgő német veszélyre – ekkor az ellenség már csak 50 km-re volt Moszkvától. A németek azonban ekkor megtorpantak, mivel az októberi esőzések nyomán sártengerré változott a környék. November 22-én még elfoglalták Klin városát, de pár hét múlva beköszöntött a kíméletlen orosz tél, és a hőmérséklet hamarosan –36 °C alá esett, amire nem készült fel a német hadsereg.
1941. december 5-én a szovjetek megkezdték a németek elleni támadásukat, mintegy 1000 kilométeres vonalban. A Vörös Hadsereg 1942. márciusig 100–250 kilométerre nyugatabbra hatolt, visszaszerezve több mint 10 000 települést. Ekkor azonban a támadás elakadt, és védekezésre rendezkedtek be.

#### Az 1942-es szovjet és német hadműveletek

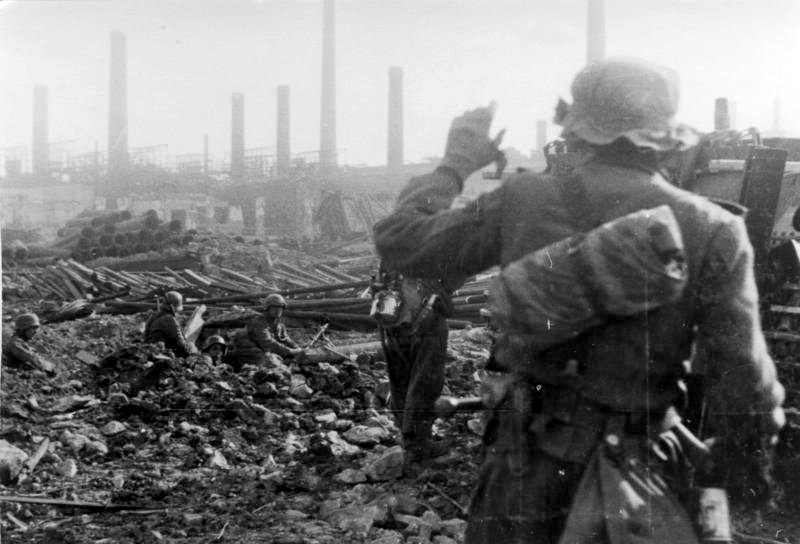
Német katonák Sztálingrád romjain

1942 márciusában, miközben fokozatosan álltak át támadó harcmodorról a védekezőbe, a szovjet felső vezetők három kisebb offenzívát mégis terveztek. Az elsőnél Leningrád, a másodiknál Szmolenszk, míg a harmadiknál Harkov felszabadítása volt a cél. Ezekkel a harcászati műveletekkel azonban stratégiai hibát vétettek. Már a krími ellentámadáskor kudarcot vallott a Vörös Hadsereg, mivel a kezdeti sikerek után a németek teljesen kiszorították a honi hadsereget. A félszigeten egyedül Szevasztopol tartott ki több hónapig, de végül július elején befejeződött a város ostroma. A szovjetek legfőbb hadászati hibája a csapatok szárnyainak gyengesége volt. Ennek következtében a németek mindenhol visszaverték a támadásokat, és jelentős számú szovjet hadifoglyot ejtettek.
A németek a szovjet támadásokat visszaverve, 1942. június 28-án, Orjoltól délre megindították a Fall Blau hadműveletet. A német csapatok július 6-án elérték a Don folyót, de Voronyezs városánál elakadtak. A déli csapatok azonban nem ütköztek jelentős ellenállásba, így július 23-án elfoglalták Rosztov városát. Ekkor Hitler két csoportra bontotta a Dél Hadseregcsoportot. Az „A” csoportnak – szlovák és román csapatokkal – Rosztovtól délre kellett a szovjet erőket megsemmisíteni. A „B” csoportnak – olasz, román és magyar csapatokkal – a Don-kanyart kellett elfoglalnia, majd Sztálingrád felé a Volgáig előrenyomulnia.
1942. augusztus elején a Paulus vezette 6. hadsereg és a 4. páncéloshadsereg a Volga felé tört előre, majd Paulus Sztálingrád elfoglalására kapott parancsot, míg egy másik csoportosítás a Kaukázus felé vette az irányt. Augusztus végére a Kaukázus legmagasabb csúcsát, az Elbruszt is elfoglalták a német hegyivadászok. Azonban itt el is akadt a németek előrenyomulása.

#### A szovjet ellentámadás Sztálingrádnál

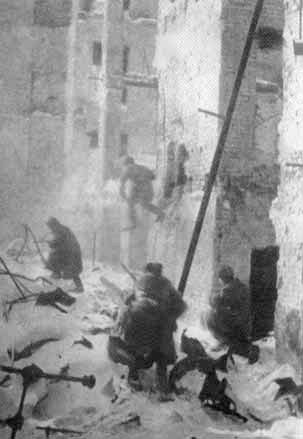
Szovjet katonák harca Sztálingrád romjai között

Paulus 1942. augusztus 19-én adott parancsot Sztálingrád elfoglalására. A csata első szakaszában a németek jelentős területeket foglaltak el. Szeptember 22-én kettévágták a szovjet 62. hadsereget és kijutottak a Volgához. Ezután tovább harcoltak házról házra, míg november 11-én megindították az utolsó rohamot, amely nem lett sikeres. A szovjetek nyolc nappal később megkezdték az ellentámadást, és november 22-én bekerítették a német erőket (Uránusz hadművelet).
Hitler, miután értesült arról, hogy Paulus seregét bekerítették, Hoth páncélosait Sztálingrádhoz vezényelte, de a szovjet záron nem tudták átverekedni magukat (Wintersturm hadművelet). A bekerített német erőkhöz már csak légihídon lehetett utánpótlást eljuttatni, de a német repülőgépek zöme megsemmisült a szovjet légvédelem hatékonysága miatt, és így végül magukra maradtak, majd 1943. február 2-án megadták magukat.
A sztálingrádi és az azt kiegészítő kisebb szovjet ellentámadások következtében a németek visszavonni kényszerültek a Kaukázusba korábban betört csapataikat is, majd az erős szovjet támadások következtében február 14-én Rosztovot is ki kellett üríteniük. Ezzel egyidejűleg Vatutyin tábornok Délnyugati Frontja – miután januárban elsöpörte a 8. olasz és a Magyar 2. hadsereget – Voronyezs felől tovább folytatta támadását Harkov felé. Február 16-án a várost védő német páncélos hadtest kénytelen volt visszavonulni, és a szovjetek visszafoglalták Harkovot. A Vörös Hadsereg erői azonban február közepére kimerültek, és a németek ellencsapásuk során, március elején visszafoglalták a várost. Belgorodnál azonban leállt a támadás, és mindkét fél védekező állásba rendezkedett be.

#### A kurszki csata és az 1943. évi események

A kurszki csata

Miután 1943 márciusában a keleti fronton megszűnt a küzdelem, Hitler áprilisban utasítást adott a Kurszk melletti orosz kiszögellés megtámadására. A hadművelet – amely a „Citadella” fedőnevet kapta – megindítását kezdetben májusra tervezték, majd július elejére halasztották. Július 5-én észak felől a 9. hadsereg, dél felől a 4. páncéloshadsereg indította meg a támadást. Július 12-ig komoly sikereket értek el, de ekkorra kifulladt az offenzívájuk. Ezt kihasználva a szovjetek ellentámadást indítottak, és a németek belátták, hogy megbukott a hadművelet.
A kurszki győzelem után a rendelkezésre álló hadműveleti tartalékok bevetésével a szovjetek mind a kiszögelléstől délre, mind attól északra általános offenzívába kezdtek. A szovjet haderő augusztus 5-én elfoglalta Belgorodot, ezzel előttük lényegében megnyílt az út Harkov és a Dnyeper felé.
Belgorod elfoglalása után Harkov, majd Kijev felé törhettek előre. Eközben (augusztus 7-én) megkezdődött a harc Szmolenszk városáért. Októberben a város környékét is visszafoglalták, így már egészen Fehéroroszországig jutottak.
1943 októberében átszervezték a szovjet haderőt. Délen négy új frontot hoztak létre, amelyek az 1–4. Ukrán Front elnevezést kapták. Az ezek alá rendelt hadtestek novemberre elvágták a Krímben állomásozó német alakulatokat, november 6-án ugyanis már Kijev is szovjet kézre került. A december 24-én kezdődött új offenzíva eredményeként az év utolsó napján Zsitomir is elesett.

#### A Szovjetunió felszabadítása
1944 első napjaiban a szovjetek Bergyicsev vasúti csomópontért harcoltak, amit hamar sikerült elfoglalniuk. Január folyamán elfoglalták Kirovográdot, és Cserkaszi körzetében jelentős német erőket kerítettek be. Március elejére a 2. Ukrán Front már a Tarnopol–Proszkurov-vonalat is elérte. Ekkor azonban komoly német ellenállásba ütköztek, és két hétig komoly harcok zajlottak a térségben, de a németek nem bírtak a Vörös Hadsereggel és visszavonultak. Ennek köszönhetően március 29-én a szovjetek elérték a Dnyesztert. Eközben a 3. Ukrán Front Nyikolajev és Odessza felé vette az irányt. Április 10-én elesett Odessza is, így a frontvonal már a román határnál húzódott.

A Bagratyion hadművelet 1944. június 22. – augusztus 29.

Északon Leningrád 890 napos ostrom után, 1944. január 27-én került újra szovjet kézre. Ezután a finnek visszaszorítására törekedett a szovjet sereg. Szeptemberben aláírták a finn–szovjet békeszerződést.
Április 8-án a szovjetek elindították a Krím felszabadítására irányuló offenzívájukat. Az itt elszigetelt német 17. hadsereg védelmét Perekop környékén Tolbuhin egy héten belül áttörte, majd a 4. Ukrán Front és az Andrej Jerjomenko vezette hadseregcsoport elsöprő erejű támadásának köszönhetően május elején Szevasztopol felszabadult. A megmaradt német erőket tengeren menekítették át Romániába.
Németország látva a közelgő szovjet inváziót úgy döntött, hogy megszállja Magyarországot és Romániát azért, hogy elkerülje ezekben az országokban egy esetleges németellenes csoport hatalomra kerülését. A magyarországi megszállást márciusra időzítették, de a romániai megszállásról lemondtak Ion Antonescu hatására. Magyarországra 1944. március 19-én hajnali 4 órakor indult meg a német támadás, és egy nap alatt elfoglalták az országot.
A finn határvidéki harcok közben a szovjet csapatok dél felé vonultak. Július 18-án elfoglalták Pszkovot, majd Észtországot is visszafoglalták. Lettországban pár héttel később a németeket a Rigai-öbölnél bekerítették, és szeptemberben ellentámadásba lendültek. A szovjeteknek vissza kellett vonulniuk, amíg meg nem érkezett az erősítés. Októberben ismét előretörtek, és ekkor a németek Északi Hadseregcsoportját Rigától nyugatra bekerítették.
A szovjetek legjelentősebb hadműveletére (Bagratyion hadművelet) 1944. június 22-én került sor, amikor a német Középső Hadseregcsoport ellen megkezdték a támadást. Pár napos harcok után sikeresen áttörték a német erőket, majd megkezdték megállíthatatlan menetelésüket nyugat felé. Június 30-án átkeltek a Berezina folyón, július 8-án elfoglalták Baranavicsit, öt nappal később Vilniust. Egy másik szovjet hadtest július 4-én elfoglalta Minszket, majd július 28-án Bresztet. Ezzel Fehéroroszország felszabadult.
Eközben Lvov környékén is harcok bontakoztak ki, és július végére a Vörös Hadsereg csapatai elfoglalták a várost, majd Sandomierz felé vonultak.

#### A németek kiűzése Magyarországról és Szlovákiából

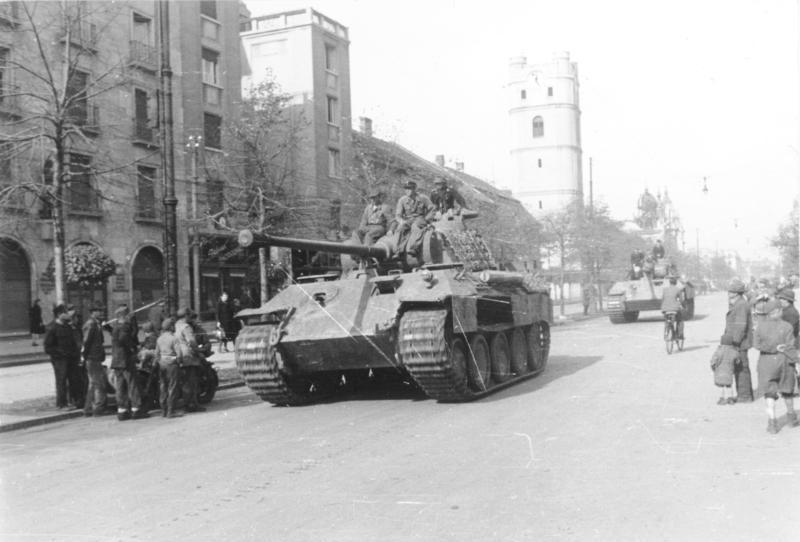
A német 23. páncéloshadosztály Debrecenben

Miután 1944 nyarán Románia átállt a szovjetekhez, a Vörös Hadsereg egy része Bulgária felé nyomult előre, egy másik csoportosítása a román erők hathatós támogatásával a Kárpátokon keresztül rátámadt Magyarországra. A hegységrendszer ezen része nem volt jelentősen megerősítve, így a szovjet–román csapatok gyorsan haladtak előre, és hamarosan, október 6-án, az újabb offenzíva keretében már Debrecent támadták. A németek a város környékén végrehajtott ellentámadás során kisebb sikereket értek el, de a szovjeteket nem tudták megállítani, és október 19-én az egész Tiszántúl szovjet megszállás alá került.
Eközben a magyar politikai életben is változások történtek. Románia mintájára Horthy Miklós magyar kormányzó október 15-én bejelentette, hogy fegyverszünetet köt a Szovjetunióval (kiugrási kísérlet). A németek és a velük szövetséges magyar politikai erők emiatt megbuktatták a kormányzót, és a Szálasi-kormány került az ország élére.
1944 novemberében a Belgrádot elfoglaló szovjet hadtest átkelt Apatinnál a Dunán. Ezután a szovjetek Budapest és a Balaton felé nyomultak előre, és összetalálkoztak a Debrecen felől érkező szovjet hadtestekkel. Decemberben a Vörös Hadsereg sikeresen körülzárta a magyar fővárost. Az itt lévő német és magyar erők csapdába estek, ezért többször megpróbáltak kitörni, kevés sikerrel. Az 51 napos ostrom után, 1945. február 13-án elfoglalták Budapestet a szovjetek. Az ostrom alatt és után a szovjet hadsereg több tízezer civil lakost hurcolt el a fővárosból és környékéről.
A németek 1945. március 6-án megindították az utolsó offenzívájukat a Balaton és a Dráva irányából a Duna felé. A szovjet túlerő miatt azonban csak a Velencei-tó keleti partjáig jutottak, és ezután megkezdték a visszavonulást. Március végén elesett Komárom, Szombathely, Kőszeg és Sopron. A hivatalos álláspont szerint április 4-én Nemesmedvesnél elhagyta az utolsó német katona Magyarország területét. A szocializmus idején Magyarországon ez a dátum ünnep volt, és a megszállás ellenére a felszabadulás napjának nevezték. 1985-ben derült ki, hogy maga a dátum sem volt igaz, hiszen április 13-án Pinkamindszentnél távozott magyar területről az utolsó német katona.
A magyarországi támadások előtt nem sokkal, 1944 őszén a Vörös Hadsereg elérte Kárpátalját, de a Kárpátokon nem tudtak áttörni. Ellenállt nekik a kiépített Árpád-vonal, ami miatt nem tudták időben támogatni az 1944 októberében elbukott szlovák nemzeti felkelést. Ez éppen abban a hónapban történt, amikor a szovjet alakulatok elérték Szlovákia határát. Itt azonban csak lassan tudtak nyugat felé törni, és a Magyarországon harcoló szovjet hadtestek sem tudtak segítséget nyújtani a budapesti ostrom miatt. Az ostrom után már gyorsan haladtak előre, a németek pedig sorra harc nélkül kiürítették a városokat. 1945 márciusában Issza Plijev tábornok sikeresen áttörte a Garamnál létesített német vonalakat, így megnyílt az út Pozsony felé. Jozef Tiso kormánya, látva a közelgő ellenséget, hamar elhagyta a fővárost. A szovjetek április 4-én foglalták el a szlovák fővárost.

#### A háború befejezése Európában

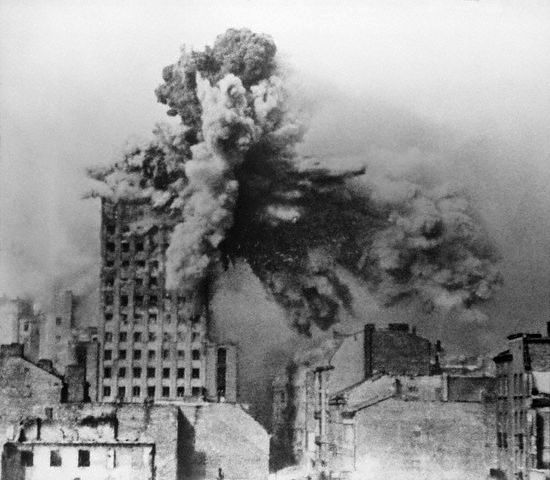
A lebombázott legmagasabb varsói épület, a Prudential felhőkarcoló 1944. augusztus 28-án

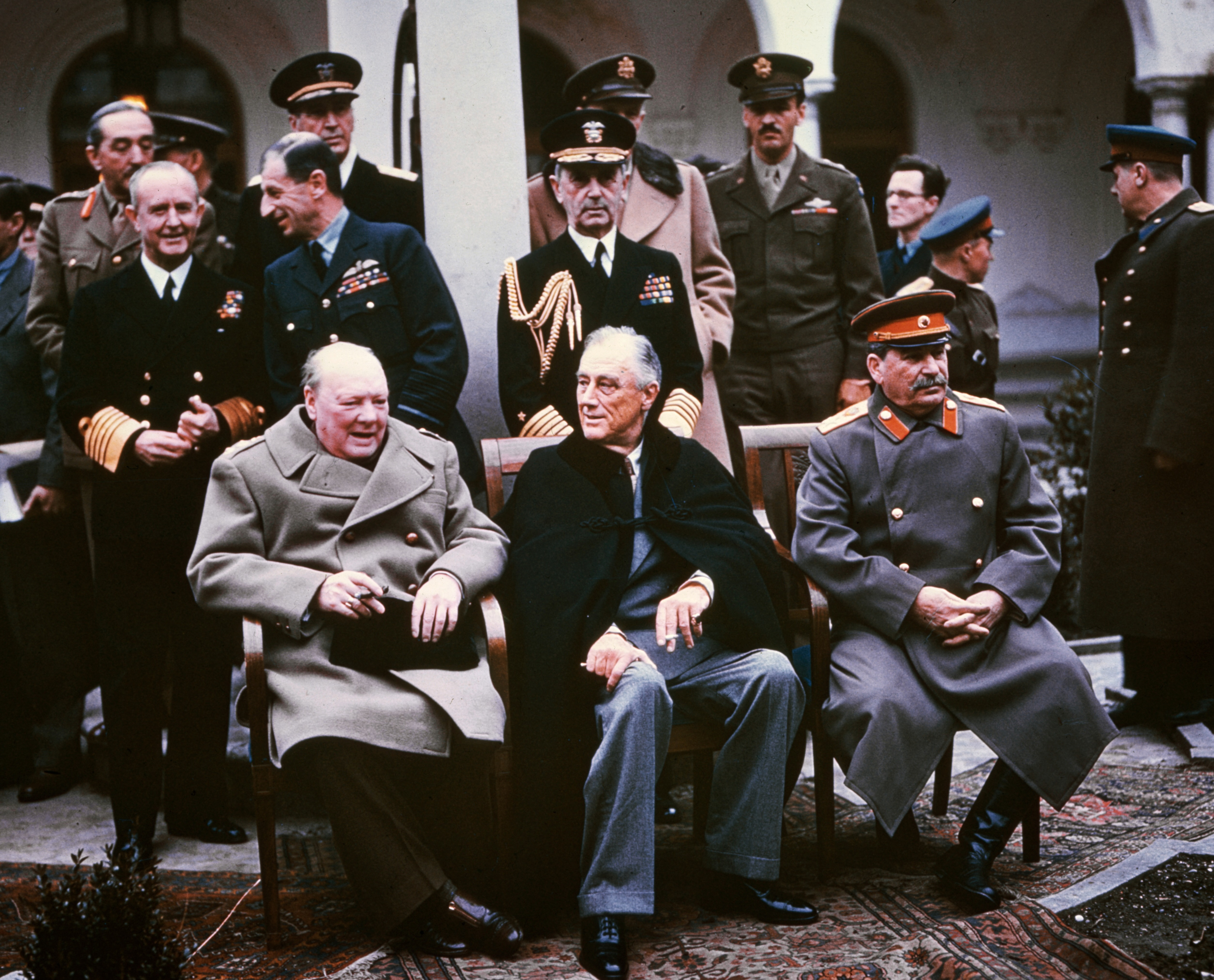
A szövetségesek a jaltai konferencián Winston Churchill, Franklin D. Roosevelt és Joszif Visszarionovics Sztálin. Sir Andrew Cunningham, a Brit Flotta admirálisa és Charles Portal, a RAF marsallja Churchill mögött áll, William D. Leahy, a US Navy admirálisa pedig Roosevelt mögött áll

1944 augusztusára a szovjet csapatok a Visztula partjához értek. A lengyel ellenállás tudomást szerezvén erről úgy látta, hogy itt az ideje Varsó felszabadításának, és egyúttal bíztak abban, hogy a szovjetek támogatni fogják őket. Az ellenállók augusztustól október elejéig küzdöttek, de a szovjet segítség hiányában a németek eltiporták őket. Ezután a szovjetek támadásba lendültek és elfoglalták a romokban lévő egykori lengyel fővárost.
1945. január 12-én a Vörös Hadsereg megindította az offenzívát a középső arcvonalon. Ezzel egy időben a kelet-poroszországi német alakulatok lekötésére kisebb támadást hajtottak végre a szovjetek, Konsztantyin Rokosszovszkij hadseregtábornok vezetésével. A csapatok gyorsan haladtak előre. A déli csapatok január 20–25 között elfoglalták Krakkót, majd néhány nap múlva az auschwitzi koncentrációs tábort is. Ekkor szembesült a világ a náci rémtettekkel. A sziléziai iparvidéket komolyabb összecsapások nélkül, január 29-én foglalták el. Eközben északabbra a Georgij Zsukov marsall vezette csapatok benyomultak Brandenburg tartományba.
Februárban úgy vélték a katonai stratégák, hogy túl gyorsan haladnak nyugatra a déli és a középső csapatok, ezért az Oderánál megálltak, és várták a Kelet-Poroszország felől érkező szovjet csapatokat. Azonban az ottani sereg nem nyugat felé, hanem észak felé nyomult előre, hogy elvágja az ottani német erőket, így Pomerániában fennállt a lehetősége a német ellentámadásnak. A németek, látva a lehetőséget, február 13-án meg is támadták a szovjet csapatokat, de csak kisebb sikereket értek el, és hamarosan hátrálniuk kellett a szovjet túlerővel szemben. Márciusban a szovjetek sikeresen bekerítették a pomerániai német csapatokat.
Ezután pár hétig az Odera partján állomásoztak és töltötték fel tartalékaikat ahhoz, hogy megkezdhessék az utolsó nagy offenzívát. Délen április elején kiűzték az utolsó német erőket is Magyarországról, így az új cél Bécs városa volt. Április 6-án megkezdődött a város ostroma, és egy hét múlva a város szovjet uralom alá került. A csapatok nem álltak meg itt, hanem nyugat felé vonultak tovább, és hamarosan Linz városánál találkoztak az amerikai erőkkel. Május elején csupán Alsó-Ausztriában voltak kisebb csatározások.

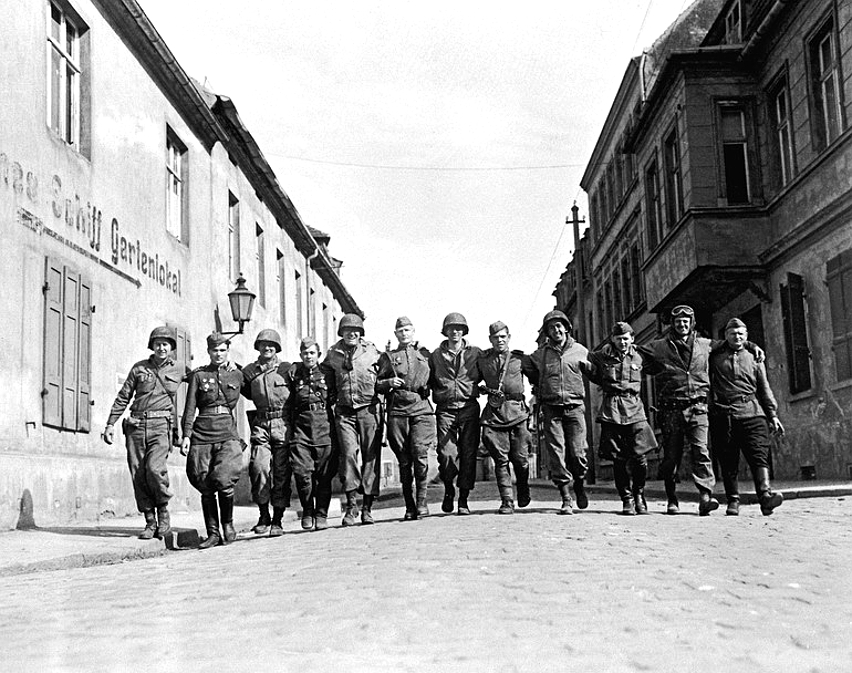
Szovjet és amerikai katonák ünneplik győzelmüket Torgau városában

1945. április 16-án kezdetét vette 2,5 millió szovjet katonával az utolsó offenzíva. A Zsukov marsall vezette sereg lassan haladt előre Berlin felé, a németek újabb és újabb egységeket vetettek be. Április 22-én sikerült körülzárni a német fővárost, és másnap megkezdték az ágyúzását. A német parancsnokságnál teljes volt az anarchia, eközben a szovjetek egyre több utcát foglaltak el. A németek sorban veszítették el a stratégiai helyeket. Április 25-én már a repülőterek is szovjet kézbe kerültek. Ugyanezen a napon a szovjetek először találkoztak az amerikai sereggel az Elba partján, nem messze Strehla városától. Öt nap múlva a Reichstag épületére kitűzték a Szovjetunió lobogóját. Hitler és felesége ezen a napon öngyilkos lett. A németek kezén ekkor már csak a birodalmi kancellária és néhány hivatali épület volt. Másnap a szovjetek megkezdték az utolsó rohamot. Május 2-án délután valamennyi német harcoló katona megadta magát a városban.
A Cseh–Morva Protektorátusban azonban még zajlottak a harcok. Május 5-én a kommunisták elfoglalták a prágai rádiót és felkelésre szólították fel a cseheket. A németek ezt gyorsan le akarták verni, de a szovjetek különböző irányból megrohamozták a cseh fővárost, és május 9-én el is foglalták azt.
Hitler utóda, Karl Dönitz május 7-én készen állt aláírni a németek feltétel nélküli kapitulációját, de erre csak az aznap megkötött fegyverszünet után kerülhetett sor, ugyanis a szovjet képviselő ekkor még nem érkezett meg az aláírás helyére. Végül 1945. május 8-án, közép-európai idő szerint 23 óra 1 perckor a németek hivatalosan is kapituláltak. A második világháború Európában ezzel a mozzanattal fejeződött be, de az utolsó német harcoló egységek csak május 11-én adták meg magukat.

### Skandináv front

#### Téli háború

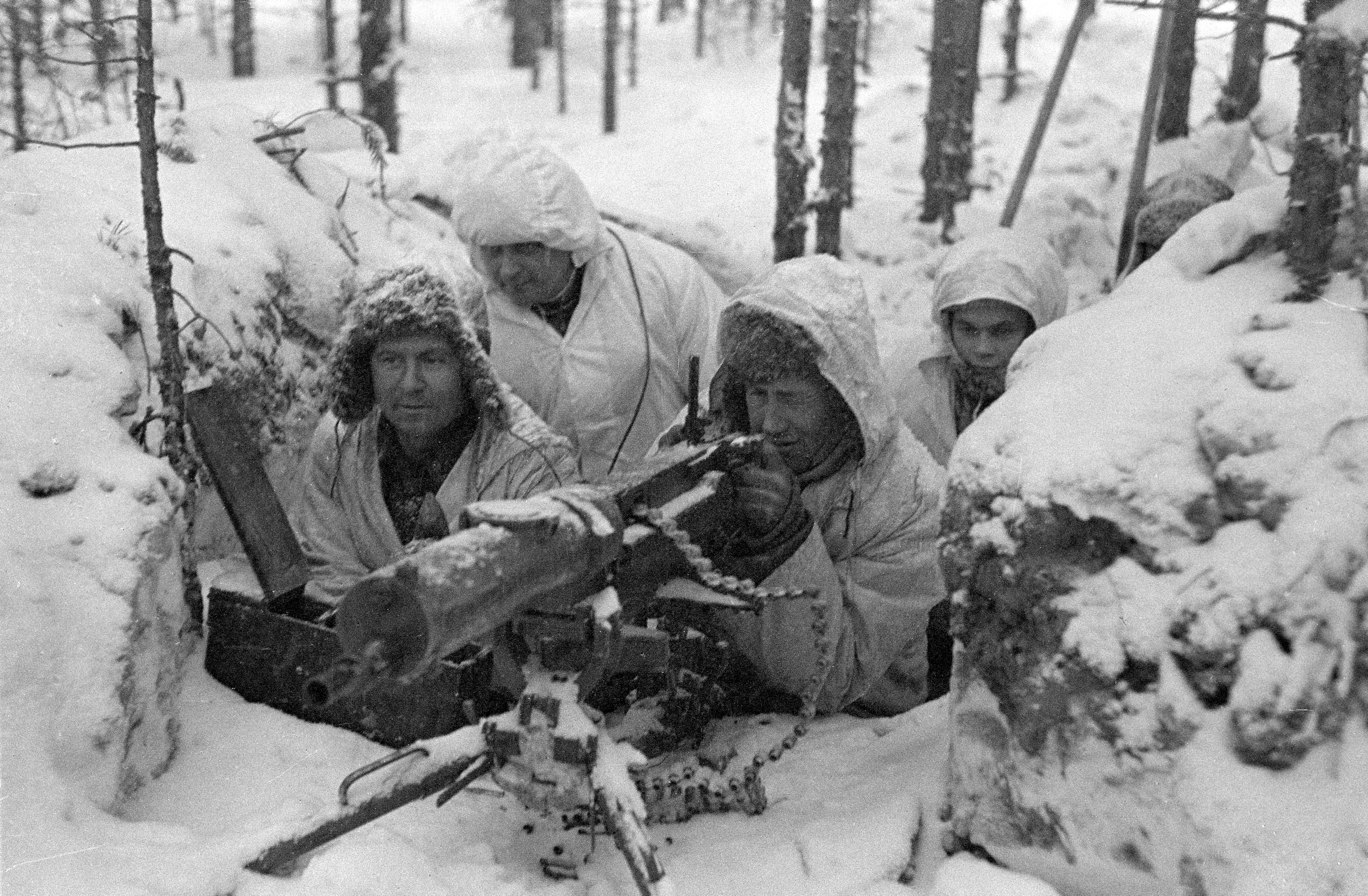
Finn géppuskások a téli háborúban

1939. november 28-án a szovjet hadsereg a finn határ közelében a saját földjükön lévő Mainila települést ágyúzta, ez volt a később mainilai ágyúzás néven elhíresült provokáció. A határincidens után a szovjet haderő 1939. november 30-án megtámadta Finnországot. Kezdetét vette a szovjet–finn háború, vagy más néven téli háború.
A Szovjetunióban az 1930-as évekbeli koncepciós perek, tisztogatások (nagy tisztogatás) következményeként a tapasztalt és képzett tisztjeitől megfosztott, emiatt rosszul vezetett szovjet csapatok egymást követő támadási kísérletei sorra megtörtek a finn ellenálláson, így a háború a tervezettnél jobban elhúzódott. A szovjetek végül 1940. február 11–19-én a befagyott Finn-öblön keresztül megkerülték a finn erődrendszert, a Mannerheim-vonalat, és március 13-án bevonultak Viipuriba. A finn erők kezdeményezésére ugyanezen a napon megkötötték a moszkvai békét. Finnország területének 10%-áról, mintegy 40 000 km²-ről kellett lemondania.

#### Dánia és Norvégia megszállása
1940 februárjában Hitler Nikolaus von Falkenhorstot bízta meg azzal, hogy dolgozza ki Dánia és Norvégia elfoglalásának tervét. Dániára azért volt szüksége Hitlernek, mert Norvégia útjába esett. Norvégiára pedig azért, hogy biztosítsa a svéd vasérc-utánpótlási vonalát. Ezt azonban a britek is tudták.
Churchill már 1939 szeptemberében javasolta Norvégia elfoglalását, de ezt a parlament elutasította. A britek végül elszalasztották a lehetőséget, és a németek megelőzték őket. Először Dániát támadták meg 1940. április 9-én, és gyakorlatilag négy óra alatt elfoglalták az országot. Ugyanezen a napon jelentős német erők szálltak partra a norvég partvidék több pontján, Oslótól Narvikig. A britek és a franciák még áprilisban expedíciós erőket küldtek az északi országba. A britek elfoglalták Narvikot, és június 8-ig hatalmuk alatt is volt, de ekkor fel kellett adniuk az ellenállást. Ezzel a norvégiai megszállás befejeződött. Norvégia feladása előtt a britek májusban elfoglalták Izlandot, mert féltek, hogy a németek megszállják a szigetet is.
A britek norvégiai kudarca elégedetlenséget váltott ki az állampolgárokban, és 1940. május 10-én Chamberlaint Winston Churchill váltotta a miniszterelnöki székben.

#### Folytatólagos háború

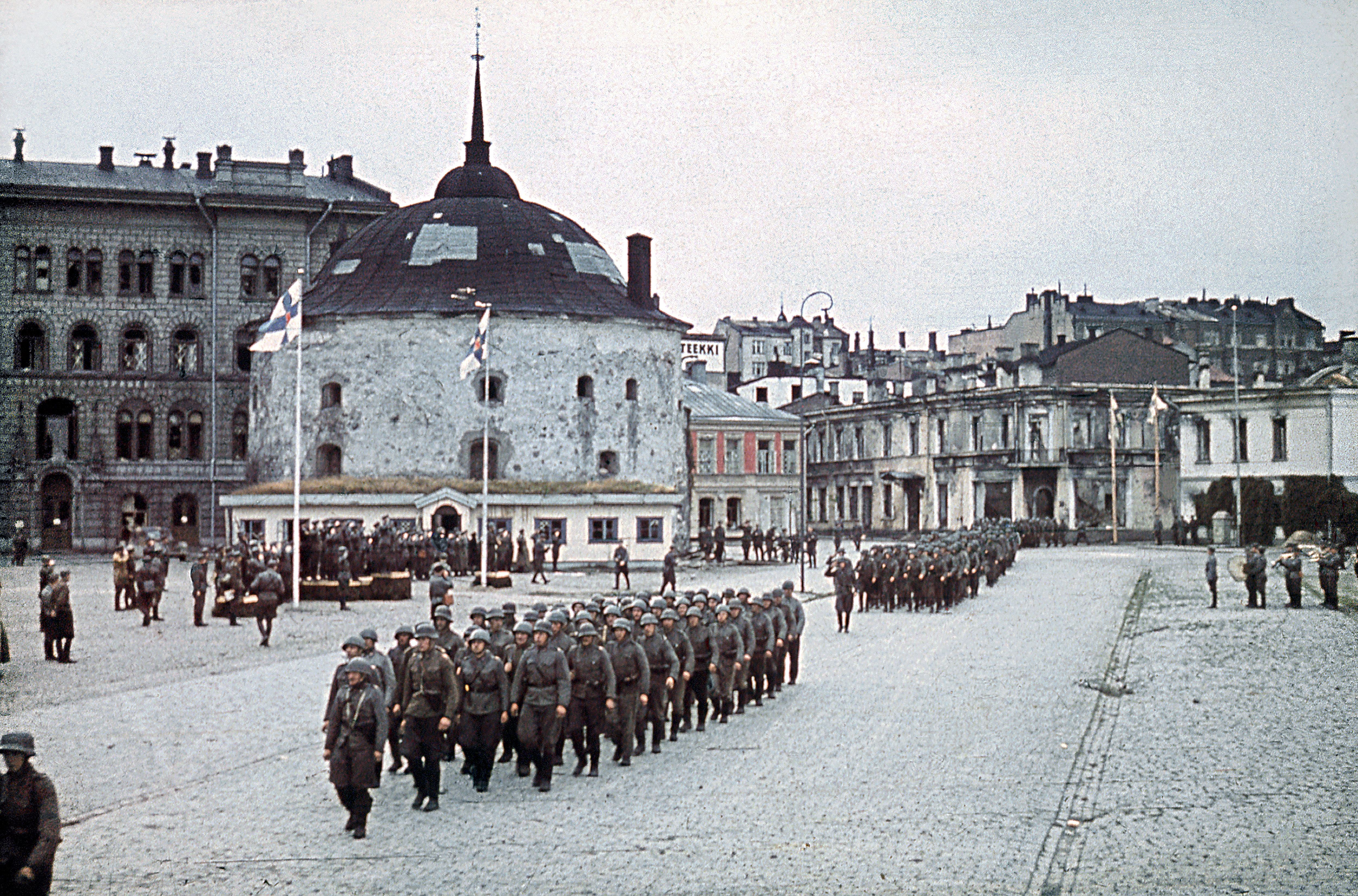
Katonai parádé Viipuriban 1941. augusztus 31-én

1940-ben a téli háború után Finnországnak le kellett mondani délkeleti országrészéről. Amikor tudomást szereztek arról, hogy a németek megtámadják a Szovjetuniót, a finnek elérkezettnek látták az időt arra, hogy visszaszerezzék az elvesztett területeket. Amikor 1941. június 22-én megkezdődött a Barbarossa hadművelet, a finnek is hadat üzentek a Szovjetuniónak. A támadást július 10-én indították meg, és hat nap alatt elérték a Ladoga-tavat. Szeptember 2-án elérték a korábbi finn-szovjet határt is. Ezután támadást indítottak Kelet-Karélia ellen, amelyet nagy nehézségek árán, de decemberben elfoglaltak.
1942-ben a szovjetek ellentámadást hajtottak végre több helyen, de a finnek visszaverték, és 1944 júniusáig állóháború alakult ki. 1944. június 9-én a Szovjetunió megindította a nagy offenzívát, és július elején már a téli háborúban felállított Viipuri–Kuparsaari–Taipale-vonalon zajlottak a harcok. Június 20-án ismét szovjet uralom alá került Viipuri. Ezután tárgyalásokat kezdtek a fegyverletételről, amelyet szeptember 19-én kötöttek meg Moszkvában. A fegyverszüneti egyezményben Finnország ígéretet tett, hogy átáll a szövetségesek oldalára.

#### Lappföldi háború
A fegyverszünet után, október 1-jén a finnek megtámadták Tornióban a visszavonuló németeket. A németeket meglepetésszerűen érte a finnek támadása, emiatt az északra vonuló német csapatok minden épületet, hidat felrobbantottak, ahova az ellenség befészkelhette volna magát. A Karéliában maradt német csapatok Kelet-Finnországban vonultak Norvégia felé. Az utolsó német egységek zöme november végén hagyta el Finnországot. A norvégiai Lyngen-fjordnál állomásozó német csapat Finnország északnyugati csücskét is ellenőrzése alatt tartotta, amelyet csak 1945. április végén adtak fel, de harcok nem zajlottak ekkor már az ország területén.

### Nyugati front

#### A franciaországi hadjárat

A Fall Gelb végső hadműveleti terve, amelyben a páncélos ékek végső célpontja a La Manche-csatorna

Még véget sem ért az 1940-es dániai és a norvégiai hadjárat, máris újra támadást indított a német haderő Franciaország ellen Luxemburgon, Hollandián és Belgiumon keresztül. Ezzel befejeződött a furcsa háború, és elkezdődtek a Franciaország és Nagy-Britannia elleni támadások. 1940. május 10-én indult meg a hadjárat Belgium és Hollandia felé.
A hadjáratot két nagyobb szakaszra lehet osztani: az első szakaszban („Fall Gelb”) a német páncélos ékek átkeltek a szövetségesek által áthatolhatatlan természeti akadálynak hitt Ardennek hegységen, és hátulról bekerítették a szövetséges főerőket, amelyek Franciaország északi részén és Belgiumban harcoltak. A harcok eredményeként a Brit Expedíciós Haderő a tengerpartra szorult vissza, és a Dynamo hadművelet keretében több mint 300 000 brit, francia és más nemzetiségű katonát kellett kimenteni Dunkerque-ből, akik közül 338 226 főt sikeresen át is vittek Angliába. A hadjárat következő szakaszában, amely június 5-én kezdődött („Fall Rot”), a német csapatok áttörték a sebtében kiépített francia védelmi állásokat, hátulról megkerülték a fő francia védelmi állást, a Maginot-vonalat, és mélyen benyomultak Franciaország területére. Június 10-én Olaszország is hadat üzent Franciaországnak, és támadást indított az ország déli részén. Ezt követően a francia kormány Bordeaux-ba menekült. Június 14-én elesett Párizs, június 17-én pedig Philippe Pétain marsall bejelentette, hogy országa fegyverszünetért fog folyamodni, amit június 22-én írtak alá a compiègne-i erdőben, ugyanabban a vasúti kocsiban, amelyben 1918 novemberében a németek aláírták az első világháborút lezáró fegyverszüneti egyezményt.
A hadjárat a tengelyhatalmak döntő győzelmével zárult: Franciaországot két, északi és nyugati megszállási zónára osztották fel, délen az olasz csapatok tartottak megszállva egy kis részt, míg a maradékon – az úgynevezett zone libre – megalakult a Vichy-kormány, amely elvileg polgári fennhatóságot gyakorolt mindhárom zónában.

#### Az angliai csata
Az angliai csatán a La Manche csatorna ellenőrzéséért vívott küzdelemsorozatot értjük. A náci hadvezetés a légtér ellenőrzését előfeltételnek tekintette Nagy-Britannia megszállásához. A csata dátumát a brit, illetve német források eltérően adják meg: az angolok 1940. július 10. és október 31. között, míg a németek 1940. augusztus közepétől 1941. május végéig.
Az angliai csata során a németek vadászrepülőkkel támadták meg az angol partokat és repülőket. Később Londont is bombázták, amiért korábban az angolok Berlinre is bombákat szórtak. Az angliai csata sikeréhez hozzájárult a jól kiépített radarrendszer, amely lehetővé tette, hogy már akkor tudomást szerezhessenek a német repülőgépekről, amikor azok még Franciaországban voltak. A csatát a németek elvesztették és Hitler a Szovjetunió felé fordította tekintetét.
A csata idején, azaz 1940. szeptember 27-én kötötte meg Berlinben Németország, Olaszország és Japán a háromhatalmi egyezményt, amelyben kimondták, hogy segítik egymást a szövetségesek ellen.

#### A nyugati front újranyitása és Franciaország felszabadítása

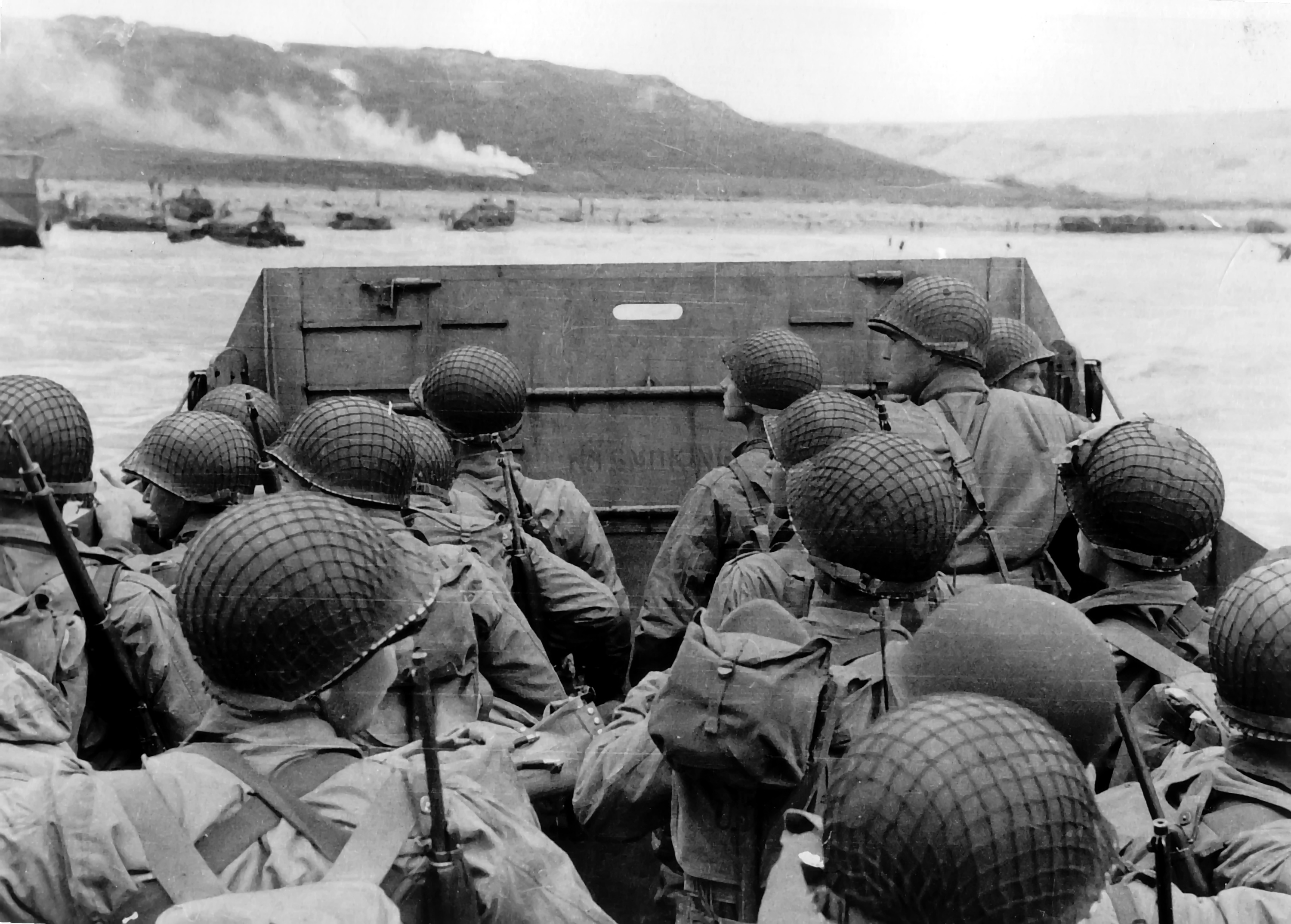
Amerikai katonák partraszállása az Omaha szektorban

Az 1943-as teheráni konferencián a szövetségesek megállapodtak a „Második Front” létrehozásában 1944-re, melynek megfelelően 1944. június 6-án, az úgynevezett D-napon, kora hajnalban szövetséges csapatok landoltak az Észak-franciaországi Cotentin-félszigettől keletre lévő partokon, Caen városától északra. A hadműveletben amerikai, brit és kanadai erők vettek részt, és öt fő partraszállási helyre érkeztek. A partok kódneve nyugatról kelet felé haladva Utah, Omaha, Gold, Juno, Sword volt, ebből kettőn (Utah, Omaha) az amerikai hadsereg szállt partra, kettőn (Gold, Sword) a britek, egyen (Juno) pedig a kanadaiak.
Miután a szövetséges haderő megvetette a lábát a kontinensen, az amerikaiak a nyugati területeken sorba foglalták el a városokat. A fő céljuk Cherbourg városa, illetve annak stratégiai fontosságú kikötője volt. A németek június 26-án adták fel a várost, de előtte tönkretették a kikötőt, amelyet az amerikaiak csak augusztusra tudtak helyreállítani. A brit–kanadai seregnek nehezebb dolguk volt, mert Caen városánál erős német ellenállásba ütköztek. A németek kitartottak, de Hitler nem tudott több egységet átcsoportosítani, mivel a keleti fronton is szüksége volt katonákra még, ezért július 9-én feladták a várost. A szövetségesek így stabilan megvetették a lábukat Normandiában.
Caen után a brit-kanadai sereg kelet felé, az amerikai pedig dél felé nyomult előre. Később az amerikai sereg szétvált. A főerő a Szajna-medence felé vonult, míg egy kisebb egység Bretagne felszabadítására kapott parancsot. Augusztus 19-én a szövetségesek egyesültek és jelentős német egységeket kerítettek be. Ezután a kanadai-brit sereg a tengerparton haladt észak felé, az amerikai pedig Párizs felé nyomult. Párizsban 1944. augusztus 22-én felkelés tört ki, amelynek következtében a gyenge német sereg feladta a várost, majd a szövetségesek augusztus 25-én bevonultak.
1944. augusztus 15-én a szövetségesek újabb partraszállást hajtottak végre, ezúttal Dél-Franciaországban (Dragoon hadművelet). Ezen a területen nem volt jelentősebb haderő, így a szövetséges csapatok egészen a Rhône-völgyéig nyomultak előre. Ezután tovább haladtak észak felé, és november 13-án felszabadították Strasbourgot. Franciaországból – néhány bekerített kisebb német egység kivételével – 1944 decemberére kiűzték a német hadsereget.

#### Hollandia és Belgium felszabadítása

Térkép a Market Garden hadműveletről

1944. augusztus végére a brit sereg elérte a francia-belga határt, és négy nap alatt 300 km-t nyomult előre az ország területén, és elfoglalták Brüsszelt és Antwerpent. Szeptemberben Montgomery azt javasolta Eisenhowernek, hogy Hollandia nyugati területeit egy merész hadművelettel – amely a Market Garden nevet kapta – szabadítsák fel. A terv az volt, hogy Eindhoven és Nijmegen hídjaihoz légideszantosokat dobnak le, és így a brit csapatok bekerítik a helyi német erőket, majd egészen Münsterig nyomulnak előre, és bekerítik a Ruhr-vidéket. A hadművelet azonban katasztrófába torkollott. Az Arnhemnél ledobott brit erők heves ellenállásba ütköztek, nem tudták megszerezni a hidat, így az egész hadművelet megbukott. A 35 000 bekerített katonából 17 000-ren meghaltak, eltűntek vagy megsebesültek.
Hitler, látva a közelgő szövetségeseket, októberben jelezte tábornokainak, hogy ellentámadást kíván végrehajtani a nyugati fronton. Az ardenneki offenzíva 1944. december 16-án indult; a német csapatok átlagosan 25–30 km mélyen törtek be az amerikai arcvonalba. A németek a csata idején amerikai egyenruhába öltözött ejtőernyősöket dobtak le szövetséges területre, csapatokat térítettek el, fontos információkhoz jutottak. Az időjárás felhős, ködös volt, így az szövetséges légierő nem támadhatta a német célpontokat. December 23-án kitisztult az égbolt, és komoly csapásokat mértek a Wehrmacht egységeire. 1945. január 3-án a szövetséges erők ellentámadásba mentek át, és a németeknek súlyos vereséget okozva győztek.

#### Nyugat-Németország eleste
Miután a Market Garden hadművelet sikertelen volt és Franciaország nagy részét felszabadították, a szövetségesek Aachen felé vették az irányt, és október 2-án megostromolták a várost. A német csapatok a végsőkig kitartottak, és csak október 21-én adták át a várost az ellenségnek. Elzászban azonban még mindig maradtak német csapatok, így a szövetségesek rájuk koncentráltak, amikor 1945 elejére minden francia területet felszabadítottak, és a Rajnán való átkelésre összpontosítottak.
1945 februárjában már nem állomásoztak német erők a Rajna bal partján, így a szövetségesek felsorakoztak a folyó partján. Márciusban megindították a támadást a Rajnán túli területek ellen. A kanadai és brit erők balszárnya Hollandia felszabadítására indult, és április 2-re sikeresen kiűzték a németeket az országból. Eközben a jobbszárny az Alsó-Elba irányába vonult, és április 24-ig elfoglalták a folyó bal partját Harburgtól Wittenbergéig. A britek Brémát április 26-án, Lübecket május 2-án, Hamburgot május 3-án szabadították fel.
Az amerikai csapatok Ruhr-vidéki német csapatokat áprilisban körülzárták, és április 10-én Hannovert is elérték. Az amerikai sereg egy része eközben Nürnberg felé tartott, és április 20-án foglalták el a várost. A németek fokozatosan szorultak vissza a Duna mögé. A szovjet sereggel először 1945. április 25-én találkoztak az Elba partján, nem messze Strehla városától.
A felszabadult Franciaország is segítségére sietett a szövetséges erőknek. Németország déli területeit egészen a Boden-tóig a franciák foglalták el.

### Balkáni front

#### Görögország és Jugoszlávia megszállása
Mussolini Albánia elfoglalása után ki szerette volna terjeszteni hatalmát Délkelet-Európára és bábállamot létrehozni Görögországban, ezért 1940. október 28-án az olasz csapatok Albániából kiindulva megtámadták a szomszédos országot, Hitler tudta nélkül. Ezzel kitört a olasz–görög háború. A kezdeti olasz előrenyomulást hamar megtörték a görögök, ezután az olaszokat egészen Epiruszig visszaszorították, és állóháború alakult ki. 1941 márciusában próbálkoztak utoljára az olaszok támadással, de ekkor sem jártak sikerrel.
Miután Hitler letett az angliai invázióról, kelet felé tekintett. 1941 februárjában jóváhagyták a Szovjetunió elleni támadás tervét. Előtte azonban meg kellett oldania a balkáni helyzetet, ezért csapatokat küldött az olaszok megsegítésére. Németországnak jól jött az, hogy Magyarország 1940 októberében, Szlovákia és Románia egy hónappal később, Bulgária 1941 márciusában aláírta csatlakozását a háromhatalmi egyezményhez, így a németek átszállíthatták csapataikat ezeken az országokon.
A németek a jugoszlávokat is meg kívánták győzni, hogy csatlakozzanak a háromhatalmi egyezményhez, végül 1941. március 25-én aláírták a szerződést. Két nappal később azonban államcsíny történt Belgrádban, és az új kormány bejelentette, hogy nem ratifikálják az egyezményt. A németeknek nem maradt más megoldás, mint a megszállás.

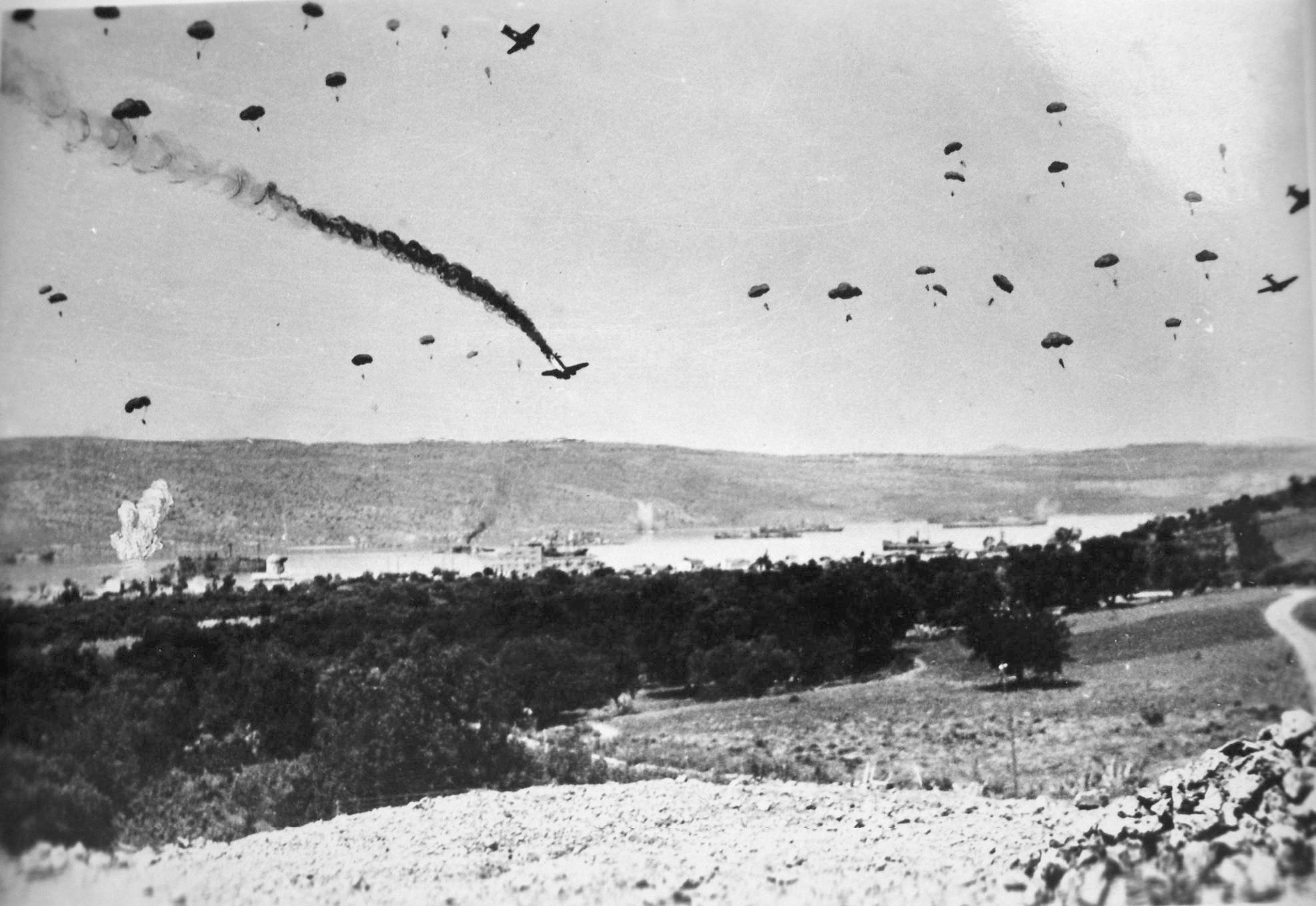
Német légideszantosok földet érése Krétán 1941 májusában

A német csapatok a görög-bolgár határt 1941. április 6-án lépték át. Ugyanezen a napon a német bombázók román, osztrák és bolgár repülőterekről fölszállva bombázni kezdték a jugoszláv fővárost. A németek lassan haladtak előre, és április 10-én az Ohridi-tónál találkozott a német és az olasz sereg. Másnap az olaszok bekapcsolódtak a jugoszláv invázióba is, majd egy nappal később a magyarok is ezt tették. A hadjárat április 17-én ért véget, amikor aláírták a jugoszláv kapitulációt. Görögországban a németek eközben tovább szorították dél felé a honi csapatokat, egészen Thermopüláig, ahol a brit expedíciós sereg várta őket. A németek április 24-én bombázni kezdték a görög-brit állásokat, és ezzel kitört a thermopülai csata, és még ezen a napon lemondott a kormány, és a királlyal együtt Krétára menekültek. A britek is próbálták csapataikat Krétára menekíteni, és 50 732 szövetséges katonát tudtak kimenekíteni Kréta szigetére. Azonban itt sem maradhattak sokáig, mert május 31-ére a németek ellenőrzése alá került a sziget (krétai csata).
Az invázió következményeként Jugoszláviát feldarabolták: egyes részeit Bulgária, Olaszország és Magyarország kapta meg, egyes részein bábállamokat hoztak létre (pl.: Független Horvát Állam). Görögországot felosztották német és olasz megszállási övezetekre, az északkeleti területeket pedig Bulgáriához csatolták.

#### A németek kiűzése a Balkán-félszigetről
Miután 1944. április 10-én a Vörös Hadsereg elfoglalta Odessza városát, tíznapos pihenő után megkezdték Románia elfoglalását. Három nap múlva összeomlott a front, és Antonescut megbuktatták. Mihály román király ekkor felszólította az országot, hogy szálljanak szembe a németekkel, és 25-én hadat is üzent korábbi szövetségeseinek. A szovjet hadsereg tovább nyomult az ország belseje felé, és augusztus 30-án bevonult Bukarestbe. Bulgáriában a román átállás hírére fordulat következett be, és szeptember 2-án a németellenes Agrárpárt jutott hatalomra. A szovjetek három nappal később hadat üzentek Bulgáriának, mert nem bízott az új kormányban, és szeptember 8-án megtámadták. A szovjet csapatok gyorsan, szinte ellenállás nélkül foglalták el az országot.
1944. szeptember 10-én Kimon Georgiev ezredes ragadta magához a hatalmat, és még aznap hadat üzentek Németországnak. Öt nappal később a szovjetek bevonultak Szófiába. Október elejére a 340 000 fős bolgár hadsereg a jugoszláv–bolgár határnál sorakozott fel.
1944. szeptember 21-én Tito Moszkvába utazott, és megegyezett Sztálinnal, hogy a Szovjetunió jelentős élelmiszert és hadianyagot szállít Jugoszláviába. A Vörös Hadsereg szeptember 29-én megindította a támadást Jugoszlávia ellen, és október 15-én elfoglalták Belgrádot. Ezután a szovjetek Magyarország felé fordultak, és a jugoszláv hadseregre hagyták az országuk felszabadítását.
1944. október 4-én a Peloponnészosz-félszigeten partra szálltak a britek, és megindultak az ország fővárosa felé. Athént október 12-én kiürítették a németek, és észak felé vonultak. Útközben a helyi partizánok súlyos veszteségeket okoztak nekik. November 2-án hagyták el Görögországot, és decemberében megkezdték Albánia kiürítését is.
1944 novemberére a frontvonal az Eszék–Szarajevó–Mostar-vonalon húzódott, az Albániába visszavonuló német csapatok viszont csak 1945 elején érték csak ezt a vonalat. A jugoszláv haderő Hercegovinán keresztül kezdte meg a németek kiűzését a Független Horvát Állam területéről. A régió 1945 januárjában került jugoszláv kézre. Ezután a Szerémség felől támadtak. 1945 márciusában nagy offenzívába kezdtek a szovjetek és a jugoszlávok, így a németek április elején feladták állásaikat a Szerémségben. A németek Zágráb környékére húzódtak vissza, de május 2-án a jugoszláv hadsereg támadásai ellen már nem tudtak védekezni, és feladták Zágrábot, Ljubljanát pedig május 9-én, vagyis a német kapituláció napján foglalták el a jugoszlávok.

### Olasz front

#### Szicília elfoglalása

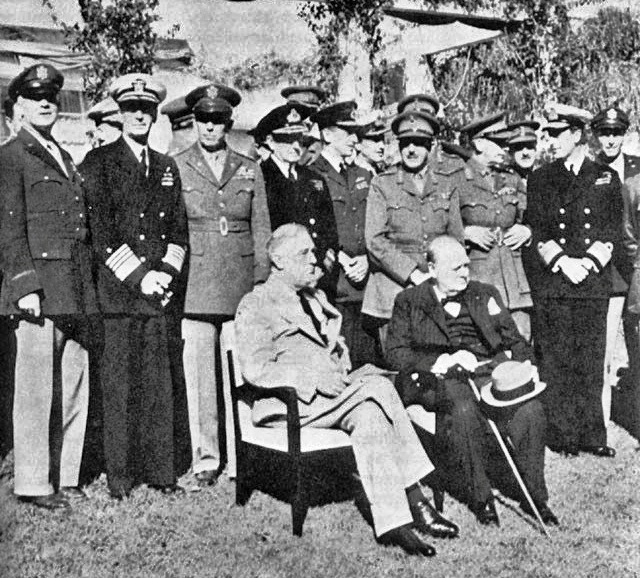
Franklin D. Roosevelt és Winston Churchill a casablancai konferencián, 1943 januárjában, ahol a szövetségesek a észak-afrikai, szicíliai és olaszországi partraszállásairól döntöttek

Miután kiűzték a németeket Észak-Afrikából, a szövetségesek célja Olaszország meghódítása lett. 1943. július 9–10-én a szövetségesek partra szálltak Szicíliában, ami a szövetségesek számára is meglepően simán zajlott, a sziget elfoglalása azonban nem ment könnyen. Palermo ugyanis csak július 22-én került brit fennhatóság alá, Messinát augusztus 16-án foglalták el az amerikaiak. Közben a németek átkeltek a Messinai-szoroson.

#### Az Appennini-félsziget elfoglalása
A szövetségesek szicíliai sikereinek hatására július 24-én Rómában a Fasiszta Nagytanácsban leszavazták Mussolinit, akit le is tartóztattak. III. Viktor Emánuel, Pietro Badoglio tábornokot bízta meg az új kormány megalakításával, aki fegyverszüneti tárgyalásokat kezdeményezett. A sikeres tárgyalásoknak köszönhetően az olaszok szeptember 3-án aláírták a fegyverszünetet, de csak öt nappal később jelentették be azt. Ezt követően a németek megszállták Észak-Olaszországot, és ellenkormányt szerveztek. Mussolinit szeptember 12-én az Otto Skorzeny vezette német kommandósok kiszabadították, és a volt olasz diktátor Észak-Olaszországban, német védnökség alatt létrehozta a Olasz Szociális Köztársaságot.

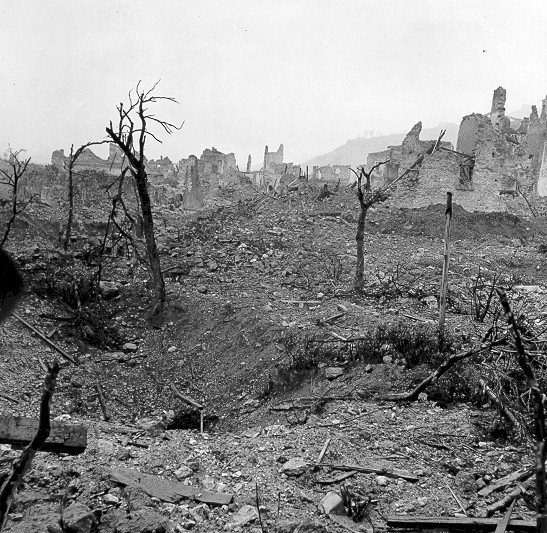
A lepusztított Monte Cassino a nehézbombázás után

A szeptember 9-én partraszálló szövetséges csapatok kemény harcokat vívtak a németekkel. A szövetséges csapatmegerősítés miatt 17-én a németek visszavonulót fújtak. Október 1-jén már Nápolyt is az amerikaiak ellenőrizték. A britek az Adriai-tenger partján haladt északnyugat felé. A szövetséges előrenyomulás igen lassan folytatódott az Appennini-félszigeten („Csiga offenzíva”), ennek következtében csak január elején érték el a Gustav-vonal kulcspontját, a Monte Cassino hegyét, amelyen a Szent Benedek által a 6. században alapított apátság állt. Itt az offenzíva teljesen elakadt.
A hegyet végül májusban, súlyos veszteségek árán vették be a szövetségesek. Május 23-án a part mentén támadásba mentek át az amerikai-brit páncélos erők, és ezzel egyidejűleg az anziói hídfőből is kitörtek a szövetségesek, és megindultak a nyílt várossá nyilvánított Róma felé, amit június 4-én értek el. Ezután fokozatosan vonultak vissza a németek védvonaltól védvonalig. 1944 augusztusára a front a gót vonalhoz ért, amelyet csak 1944 decemberében hagytak hátra a németek, és a Pó völgyébe vonultak vissza, amit 1945 áprilisában értek el. Végül május 2-án letették a fegyvert a német egységek.

## A háború Afrikában

### Etiópiai front

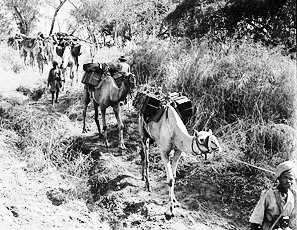
Lőszereket szállító etióp tevekaravánok 1941-ben

Az olaszok Északkelet-Afrikában már a világháború kitörése előtt hadjárattal megszerezték Etiópiát, de helyzetük bizonytalan maradt, mivel a helyi ellenállási mozgalom nehezítette az olasz közigazgatás kiépítését. A háború kitörésekor a körülmények még ingatagabbá váltak, mivel tengeri utánpótlási vonalakait folyamatosan támadták a britek.
A briteknek nem volt megfelelő hadereje a térségben, ezért elengedhetetlen volt az etióp partizánok támogatása. Hailé Szelassziéval, Etiópia elűzött császárával megállapodtak, hogy ő irányítja Szudánból az olaszok elleni harcokat. A kezdetekben azonban nem értek el sikereket. Mussolini 1940. június 10-én indította meg a támadást Észak- és Kelet-Afrikában, majd augusztusban elfoglalták Brit Szomáliföldet. 1941 elejére a helyzet megváltozott, a britek jelentősen növelték a kenyai és szudáni csapataik létszámát, így februárban megtámadhatták Olasz Szomáliföldet és Etiópiát. Az olasz csapatokat ekkorra már sikeresen meggyengítették a partizánok. Végül április 6-án a brit erők bevonultak Addisz-Abebába. Május 18-án az olasz csapatmaradványok letették a fegyvert, ezzel valamennyi kelet-afrikai olasz gyarmat elveszett.

### Nyugat-afrikai hadműveletek
Franciaország megszállása után kettészakadtak a francia gyarmatok. Egyes részük a Vichy-kormányt, a másik a szabad francia mozgalmat támogatta. A nyugat-afrikai harcok kirobbantó momentuma az volt, amikor a britek 1940. július 10-én megtorpedózták a francia Richelieu csatahajót Dakarban. Augusztus 6-án Charles de Gaulle, a szabad francia mozgalom vezetője Conakryban egy szárazföldi hadjáratot javasolt Szenegál ellen, de ezt a britek nem támogatták, ezért szeptemberben brit hajókkal közelítette meg Szenegál fővárosát, Dakart. Szeptember 23-án megkezdődnek a hadműveletek a város ellen, de a britek nem tudták megsemmisíteni a várost védő francia hajókat.
A szabad francia mozgalom ekkor Gabonra támadt, ugyanis a közép-afrikai francia gyarmatok közül csak ez nem állt át az ő oldalukra. Október 27-én a Philippe Leclerc vezette kameruni, csádi, kongói sereg megtámadta Gabont. November 12-én elesett a főváros, Libreville.

### Észak-afrikai front

#### Olasz hadjárat Egyiptom ellen
A britek tudták, hogy amikor 1940 júniusában az olaszok hadat üzentek nekik, Egyiptom lesz a célpontjuk, de ekkor csak kisebb összecsapások történtek, ugyanis Mussolini csak szeptember 8-án adta ki a parancsot a támadásra. A csapatok másnap indultak meg Egyiptom felé, majd szeptember 13-án lépték át a líbiai–egyiptomi határt. A britek visszavonultak, és csupán utóvédharcokra szorítkoztak, így az olaszok szeptember 16-ára elérték Szidi el-Baranit, ahol megálltak. A Richard O’Connor vezette brit egységek visszavonultak Marsa Matruh térségébe, ahol védelmi sáncokat alakítottak ki.
Az észak-afrikai olasz győzelemhez elengedhetetlen volt Málta megszállása, amely a britek fontos tengerészeti állomása volt. Ezért az olaszok 1940 nyarán bombázni kezdték a szigetet, de még a németek segítségével is csak részsikereket értek el. A britek és a máltaiak komoly erőfeszítések árán, de ellenőrzésük alatt tudták tartani a stratégiai fontosságú szigetet.
Októberben a britek erősítést küldtek a gyarmataikból. O’Connor december 9-én váratlanul támadásba ment át (Compass hadművelet), szétzilálta az olasz 10. hadosztályt, majd januárban elfoglalta a cyrenaicai városokat, Tobrukot és Bengázit, de február elején a britek megálltak, és haderejük egy részét Görögországba helyezték át.

#### Német-olasz hadjárat Egyiptom ellen

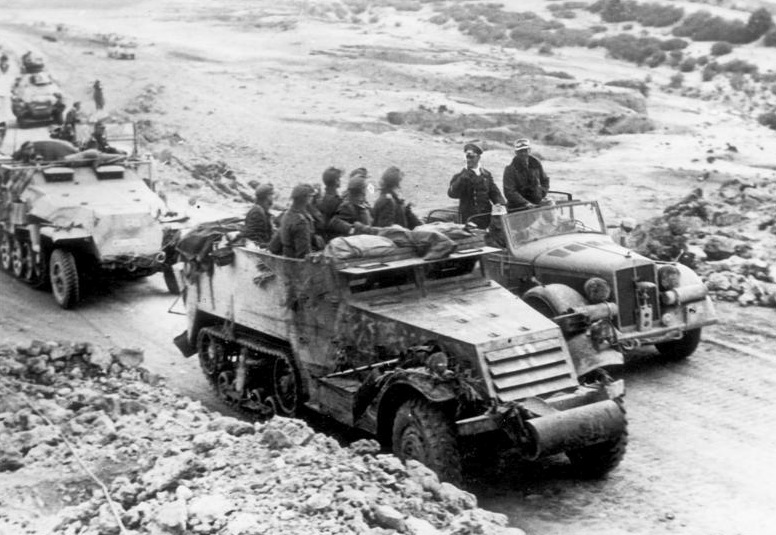
Rommel utasításokat ad egy német gyalogos rajnak, akik az amerikaiaktól zsákmányolt egyik M3 féllánctalpas lövésszállítóban utaznak. Mögötte egy rakétavetőkkel felszerelt Sd.Kfz. 251/1 Ausf. C (StuKa zu Fuss)

Mussolini Líbia megmentése érdekében kénytelen volt elfogadni a már korábban felajánlott német segítséget. A német 5. könnyű gépesített hadosztály, amelyet később még a 15. hadosztály is követett, február 12-én érkezett meg Tripoliba; az így felállított Német Afrika-hadtest parancsnokává Erwin Rommel altábornagyot nevezték ki.
Rommel csapatai március 31-én indultak meg Egyiptom felé. Április 7-én elfogták O’Connor és Neame tábornokokat, amikor a sofőrjük rossz utat választott. A brit csapatok ekkor az egyetlen védhető erődítménybe, Tobrukba vonultak vissza. Június 15-én a britek megtámadták a németeket (Battleaxe hadművelet), de hamar visszaverték őket, amikor Rommel bevetette a tobruki ostromgyűrű összes harckocsiját. Az ezt követő nyarat mindkét fél a további hadjáratokra való felkészüléssel töltötte. A jelentősen kiegészített brit 8. hadsereg november 11-én ment át újra támadásba (Crusader hadművelet). Rommel kezdetben sikerrel hárította el a Bir el-Gobi elleni támadást, aztán mégis a visszavonulás mellett döntött, noha a britek súlyos veszteségeket szenvedtek. A németek és olaszok – hosszabb-rövidebb időre többször megállva – 1942 januárjáig egészen El-Ageiláig, a korábbi offenzíva kiindulópontjáig hátráltak.
Miközben azonban az előrenyomuló brit csapatok szinte teljesen felőrlődtek, Rommelnek nemcsak sikerült megőriznie erői zömét, hanem még komoly utánpótláshoz, többek között új harckocsikhoz is jutott. Rommel – az előző évihez hasonlóan – váratlan gyorsasággal indította meg újabb ellentámadását. Január 28-án visszafoglalta Bengázit, a brit 8. hadsereg szétzilálva vonult vissza, és csak Tobruktól nem messze sikerült átmenetileg megvetnie a lábát. Május 26-án új offenzíva kezdődött meg, amelyben a németek elsöprő győzelmet arattak, mivel a gazalai csata nyomán sikerült elfoglalniuk a megerősített Tobrukot. Ezután a németek tovább folytatták az előrenyomulást, egészen az el-alameini szorosig. Az első el-alameini csata a németek vereségével végződött, a fáradt katonák és a kevés harcképes páncélosok miatt.

#### A németek kiűzése Észak-Afrikából

A második el-alameini csata térképvázlata

Őszre alapvetően megváltoztak a két fél tevékenységét meghatározó hadászati tényezők. A 8. brit hadsereg jelentős felszerelést és egy új, energikus parancsnokot kapott Montgomery tábornok személyében.
Montgomery október 23-án 20 óra 40 perckor kiadta a parancsot a támadásra. A páncélosok azonban nem tudták áttörni a németek arcvonalát. A több napig tartó ütközetben támadások és ellentámadások követték egymást. November 4-én a britek végül sikeresen áttörték a frontot. Ezután a britek 1500 km-t nyomultak előre nyugat felé.
1942. november 8-án Dwight D. Eisenhower tábornok vezetésével amerikai-angol csapatok szálltak partra Marokkóban és Algériában. Ezzel kezdetét vette a Torch hadművelet. Az addig a Vichy-kormányhoz hű francia csapatok csak minimális ellenállást tanúsítottak, ezzel az afrikai német-olasz erők két tűz közé szorultak. A nyugat felől támadó amerikaiak 1943. április 7-én találkoztak az Egyiptom felől támadó brit 8. hadsereggel, végül 1943. május 13-án a Tunéziába szorított német utóvédcsapatok megadták magukat. A szövetségesek ezáltal ismét használni tudták a Földközi-tengert, és május 26-án befutott az alexandriai kikötőbe az első hajókonvoj.

## A háború Ázsiában és a Csendes-óceánon

### Háború a Közel-Keleten
Miután 1940. június 10-én Olaszország is hadat üzent Franciaországnak és az Egyesült Királyságnak, potenciális célponttá váltak a brit és francia mandátumterületek a Közel-Keleten, mert jelentős olajtartalékok voltak a területen. Az olaszok még ebben a hónapban bombázni kezdték a brit mandátumú Palesztinát. A legjelentősebb bombázás szeptember 9-én volt, amikor Tel-Avivra mértek csapást, és 137-en meghaltak.
1941 áprilisában az új, németbarát iraki kormány megtagadta a britek megsegítését a háborúban, és a tengelyhatalmakhoz csatlakozott. A britek emiatt május 2-án megtámadták az országot. Az irakiak kezdetben hárítani tudták a brit támadásokat, de a hónap végére kapituláltak, és május 31-én fegyverszüneti megállapodást írtak alá az országot megszálló britekkel. Az irakiaknak engedélyezniük kellett a brit csapatok áthaladását az ország területén.
1941 nyarán újabb konfliktus bontakozott ki a Közel-Keleten. Ezúttal Szíriában és Libanonban, amely mandátumterületek a Vichy-Franciaországhoz tartoztak. A britek attól tartva, hogy a németek ugródeszkának használják az egyiptomi hadjárathoz, június 8-án megkezdődött az Exporter hadművelet, amikor a brit csapatok átkeltek a Litani-folyón. Négy nappal később az ausztrál és a Szabad Francia Erők is csatlakoztak a britekhez. Damaszkuszt június 21-én elfoglalták a szövetségesek. Ezután Bejrút elfoglalása következett. Július 9-én a britek délről megindították a hadműveletet. A vichyi francia erők ekkor fegyverszüneti tárgyalásokat kezdeményeztek, és a szövetségesekkel megállapodtak abban, hogy július 12-én éjfél után egy perccel lép életbe. Ugyanezen a napon Bejrút is a szövetségesek kezére került. Az akkói fegyverszünetet követően Szíria a Szabad Francia Erők ellenőrzése alá került.
Miután a Szovjetunió is belépett a háborúba, a szövetségesek a segítségére siettek. A hadianyag-szállítmányokat azonban egy semleges állam, Irán területén kívánták eljuttatni, ezért 1941. augusztus 25-én a szovjetek északról, a britek délről megtámadták az országot, amely szeptember 17-én kapitulált. Az ország északi felét a szovjetek, a déli területeket a britek ellenőrizték egészen 1946-ig.

### Japán délkelet-ázsiai terjeszkedése

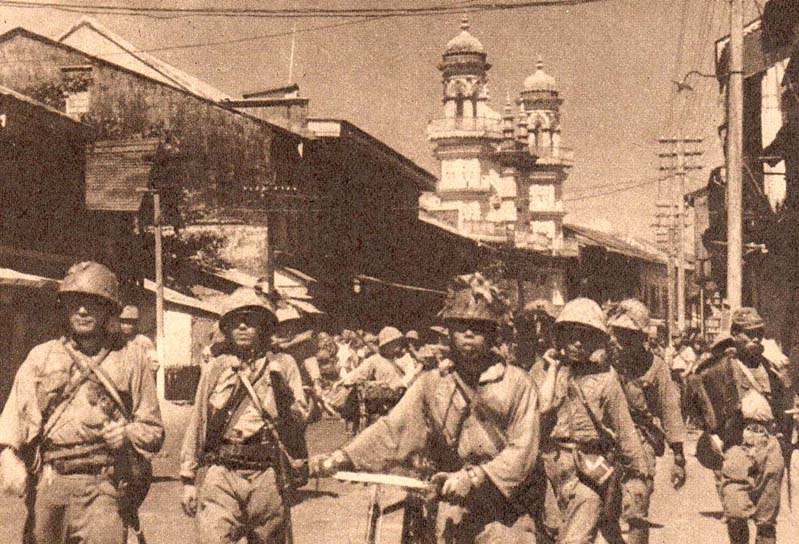
Japán katonák Szingapúrban, 1942

Amikor a második világháború kitört Európában, a Távol-Keleten már több éve zajlott a második kínai–japán háború. Egyesek szerint a második világháború kezdete is ennek a háborúnak a kezdetével egyezik meg.
A japánok a kezdeti években sorra foglalták el a part menti területeket, egészen Francia Indokínáig. Miután Franciaország kapitulált, a japánok szeptember 23-án megindították a támadást a gyarmat ellen, és három nap alatt megszállták Francia Indokína északi részét. Japán következő célpontja Burma és Malájföld volt, de az odavezető út Sziámon keresztül vezetett. A japánok 1941. december 8-án megkezdték a hadjáratot az ország ellen, Bangkokot és néhány kikötőt még aznap elfoglaltak. Az ország két hét múlva békét kötött Japánnal, és hadat üzent a szövetségeseknek. Érdekesség, hogy bár a támadás megkezdését Pearl Harbor megtámadásával szinte egy időre, december 8-ára tűzték ki, azonban az időpont az időeltolódás miatt gyakorlatilag a Pearl Harbor-i események előtt egy óra húsz perccel megkezdődött. Thaiföld lerohanása után a csapatok egy része nyugatra, Burma felé vette az irányt, a másik fele délre, Szingapúr felé. A szingapúri csata 1942. február 15-én brit kapitulációval ért végett, majd májusban Burmából is kiszorították a japánok a briteket.
A sziámi hadműveletekkel egy időben Hongkong brit gyarmatvárost is megtámadták a japánok. A helyi erők karácsony estéig kitartottak, de ekkor elfogyott a vízkészletük és a lőszerük, és kénytelenek voltak kapitulálni.

### Japán csendes-óceáni terjeszkedése és Pearl Harbor elleni támadása

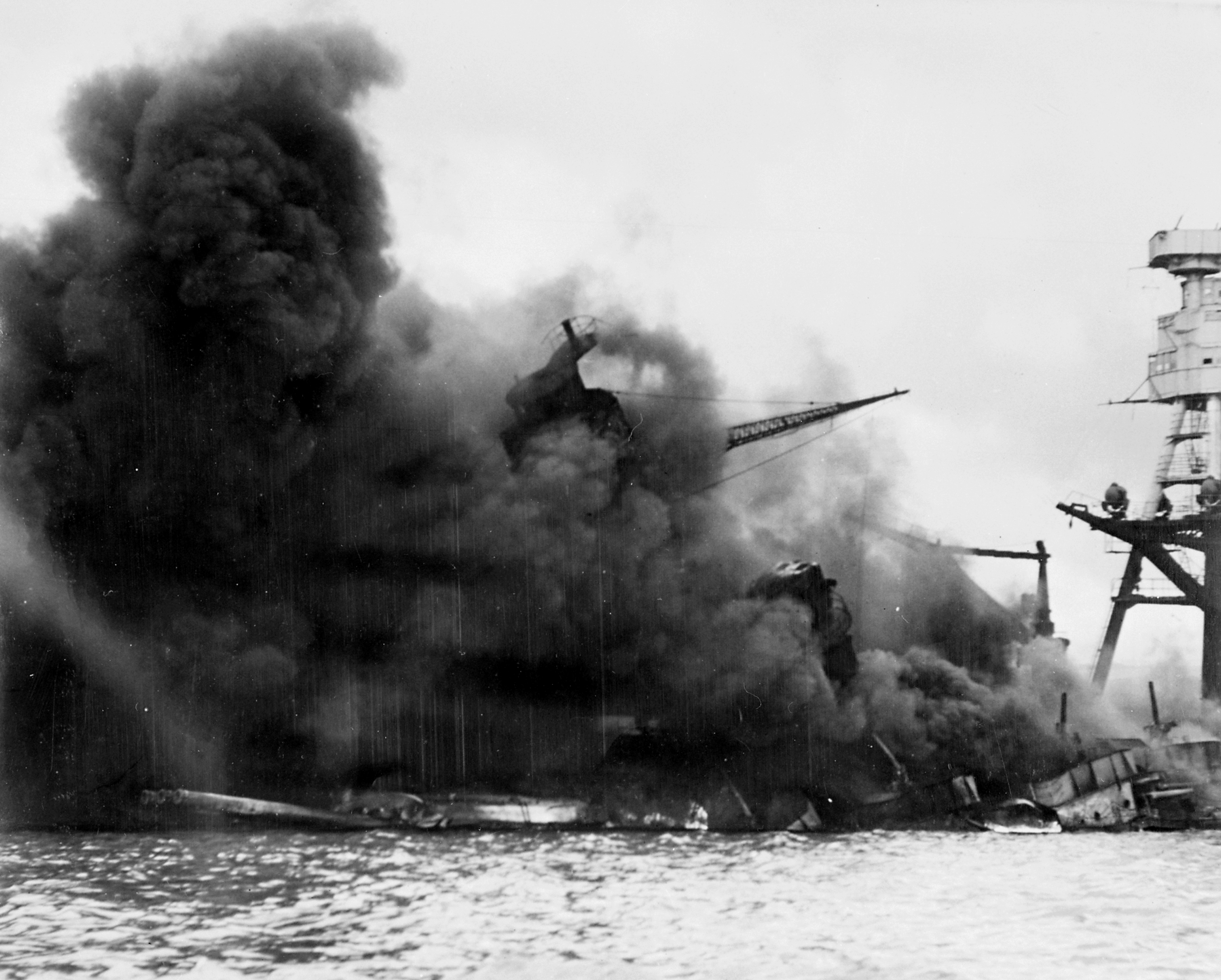
Az elsüllyesztett USS Arizona csatahajó a Pearl Harbor-i támadás után. A hajó a japán bombatalálat után két napig égett. Egyes darabjait kiemelték, ám a roncs a mai napig a víz alatt maradt, hadisírként

A japánok a szárazföldi terjeszkedéssel párhuzamosan a csendes-óceáni szigetvilágban is hódítottak. A sziámi hadjárattal egy időben, a japán haditengerészet megtámadta az amerikai fennhatóság alatt álló Fülöp-szigeteket, Guamot és a nyersanyagokban gazdag, holland fennhatóság alatt álló Holland Kelet-Indiát. 1942 májusára mindhárom területet elfoglalták. A csendes-óceáni hadjáratokkal egy időben, hawaii-i idő szerint 1941. december 7-én a japán flotta megtámadta az USA haditengerészetének Pearl Harbor-i támaszpontját.
Miután Batávia 1942. március 8-án elesett és Holland Kelet-India Japán fennhatósága alá került, a japán csapatok Port Moresby elfoglalását tűzték ki célul, hogy aztán onnan támadhassák meg Ausztráliát. Az amerikaiak azonban megfejtették a japánok rejtjeles üzeneteit, így több hajót tudtak küldeni a térségbe. 1942. május 4-én kitört Korall-tengeri csata, amelyben mindkét részről több repülőgép-hordozó vett részt, a szövetségeseknek – elsősorban az amerikai flottának – sikerült megakasztaniuk az előnyomulást. Ez volt a világ első repülőgép-hordozó csatája.

### A háború fordulópontja Ázsiában
Miután Japán elfoglalta a Csendes-óceán nyugati szigeteit, nekilátott a szigetek védelmének kiépítéséhez. Ehhez a Midway-atollt szemelték ki, mivel ideális bázisnak vélték a járőröző hajók számára. Az amerikaiak megfejtették a japán támadás előtt az ellenség üzeneteit (egy csapdát állítottak, amelyben közölték, hogy a szigeten fogyóban az ivóvíz), és ide tudták vezényelni a Chester Nimitz admirális vezette flottát. A csata 1942. június 4-én kezdődött. A japán gépeket hamar észrevették az amerikai radarok, így néhány komolyabb káron kívül az atoll épségben maradt. A három napig tartó csatában az amerikai flotta (Spruance és Fletcher tengernagyok vezetésével) megsemmisítő vereséget mért a japán hajórajra. Elsüllyedt a japán Akagi, a Kaga, a Hirjú és a Szórjú repülőgép-hordozó, valamint az amerikai Yorktown.

### A japánok visszaszorítása Ivo Dzsimáig
A midwayi csata után a szövetségesek megindították azt az offenzívát, amit a japán hadvezetés már nem tudott megállítani, és ami végül elvezetett Japán kapitulációjához. A guadalcanali hadjárattal kezdődően fokozatosan szorították vissza Japánt az elfoglalt területekről, módszeresen foglalták vissza a szigeteket (szigetről szigetre ugrás taktikája). A harcok 1942 augusztusától 1943 februárjáig tartottak. A japánok a Midway-atoll elleni offenzívával egy időben megtámadták az Aleut-szigeteket. Két szigetet, Attut és Kiskát el is foglalták a hadművelet során. Az amerikaiak a guadalcanali hadjárattal egy időben megtámadták a két elfoglalt szigetet, és augusztus 15-én kiszorították a japánokat a területről. Ezzel véget ért az aleut-szigeteki csata.
1943 márciusában az amerikaiak megtervezték Japán visszaverését a Csendes-óceán szigeteiről. A terv szerint délen Douglas MacArthur, míg északon Nimitz tengernagy seregének kellett előrenyomulnia. November 1-jén MacArthur serege támadást indított a délen fekvő Bougainville-sziget ellen, majd november 20-án Nimitz serege is megkezdte a hadműveleteket a Gilbert-szigeteki Tarawa-atoll ellen. Miután a Gilbert-szigetek mellett a Marshall-szigeteket is elfoglalták az amerikaiak, 1944. június 11-én megkezdték a Mariana-szigetek elfoglalását is. Eközben MacArthur serege Új-Guinea szigetére lépett, és megkezdték a japánok kiűzését. A sziget augusztusra került az amerikaiak kezére.
1944 szeptemberében az amerikaiak eldöntötték, hogy az év végén megkezdik a Fülöp-szigetek elleni hadműveletet. Október 20-án a Leyte-öbölben szálltak partra az amerikai egységek. Az öbölnél olyan nagy volt a tét, hogy a japán kamikazék, az öngyilkos pilóták életüket nem sajnálva amerikai hajókba vezették gépeiket, ám így sem tudták megnyerni a csatát. Megnyílt az út Japán felé. MacArthur 1945. július 5-én bejelentette, hogy a Fülöp-szigetek felszabadultak.
Délkelet-Ázsia szárazföldi térségeiben nem voltak jelentős csaták, mivel a briteket Európa, a japánokat a Csendes-óceánon zajló csaták kötötték le. Kínának az amerikaiak nem tudtak fegyvert szállítani. 1944 januárjában a britek megtámadták a Burmában állomásozó japán erőket, de a dzsungelharcra jól kiképzett ellenséggel nem bírtak, így vissza kellett vonulniuk. Eközben Kínában a japánok a kínai főváros, Csungking felé vonultak. Ez annak a jele volt, hogy a Csang Kaj-sek vezette sereg gyenge volt, szerencséjükre a japán utánpótlási vonalak elnyúltak, így az ellenség megállt. Kína északi részén a kommunisták, élükön Mao Ce-tung, uralták a vidéket, ahol jól kiképzett, fegyelmezett sereget építettek ki.
Burmában 1944 őszén a britek újabb offenzívába kezdtek, hogy kiszorítsák a japánokat az országból. 1945. március 20-án heves harcokat követően elfoglalták az ország közepén található Mandalayt, május 2-án pedig az ország fővárosát, Rangunt.

### A háború befejezése Ázsiában

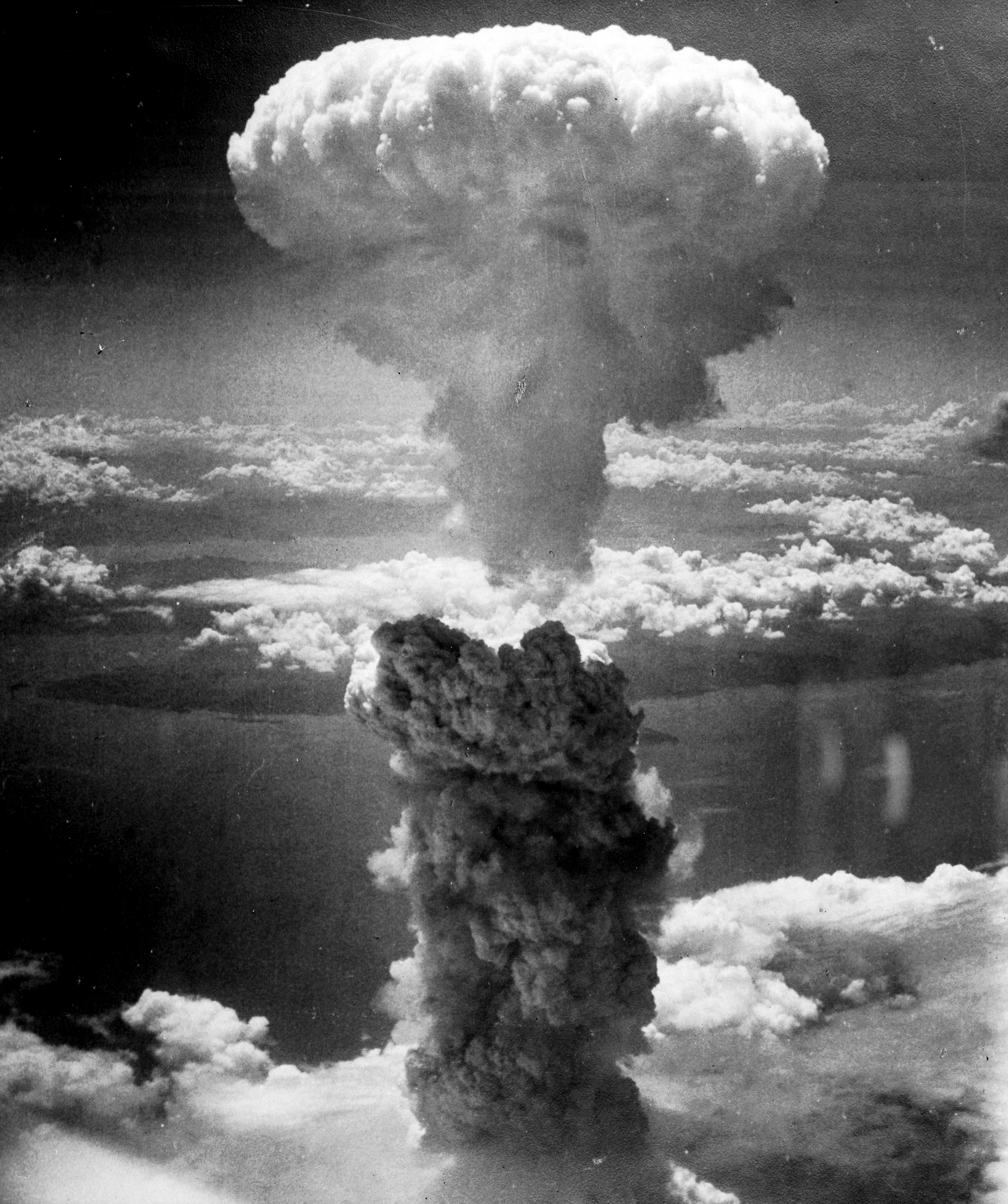
A Nagaszakira 1945. augusztus 9-én ledobott atombomba 18 km magas gombafelhője

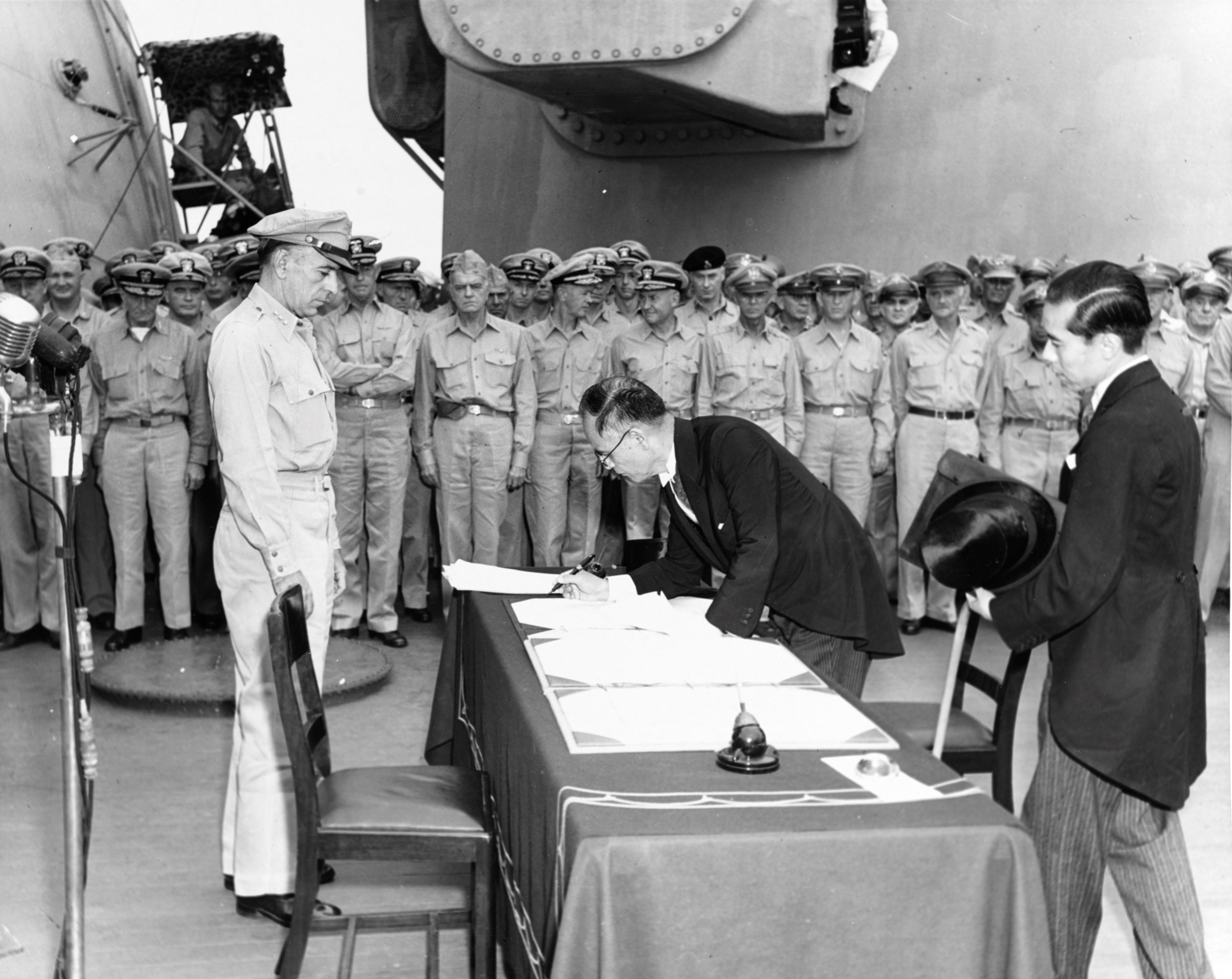
Sigemicu Mamoru japán külügyminiszter a USS Missouri fedélzetén aláírja a japán fegyverletételi okiratot 1945. szeptember 2-án. Ezzel hivatalosan is befejeződött a második világháború

A burmai hadműveletekkel egy időben, 1944 őszén a Mariana-szigetekről fölszálló amerikai repülőgépek bombázni kezdték Japán városait. Az 1945. március 9-én 334 B–29-es bombázóval Tokió ellen végrehajtott gyújtóbomba-támadásnak becslések szerint 80–100 000 halálos áldozata volt.
Az amerikaiak ezután a stratégiai fontosságú Ivo Dzsima-szigetre összpontosítottak. A jelentősen megerősített szigetet 1944 decemberétől bombázták az amerikaiak, majd 1945. február 19-én indult meg a partraszállás. Alig szálltak ki a tengerészgyalogosok a rohamcsónakokból, máris pusztító erejű géppuska- és ágyútűz érte őket. A következő hónapban az amerikaiaknak még így is, hogy többszörös fölényben voltak, teljes légi és tengeri támogatással, minden négyzetméterért meg kellett küzdeniük. A japánok sok száz bunkert építettek a föld alá és kiválóan rejtőzködtek, így az amerikaiak legtöbbször csak holtan látták őket. Március 26-án, 36 nap kemény harc után a maradék védők nagy része egy végső rohamra indult, ahol többségük meghalt.
Ivo Dzsima után a szövetségesek következő célpontja Okinava volt. Ez a sziget nagyjából 500 km-re feküdt Japántól. A csendes-óceáni háború legvéresebb csatája április 1-jén kezdődött. A japánok erősen védték állásaikat, majd mikor látták, hogy elvesztik a szigetet, a katonák többsége az öngyilkosságot választotta a fogság helyett. Június 22-én befejeződött az ellenállás, és július 2-án az amerikaiak biztonságossá nyilvánították a szigetet.
1945 nyarán Truman eldöntötte, hogy beveti az újonnan kifejlesztett atombombát, amitől azt remélte, hogy a háborúnak gyorsan vége lesz. 1945. augusztus 6-án, délelőtt 8 óra 15 perckor a Paul Tibbets ezredes által vezetett (és anyjáról elnevezett) Enola Gay nevű B–29-es bombázó urániumbombát (Little Boy) dobott Hirosimára. Augusztus 9-én, délelőtt 11 óra 02 perckor az amerikaiak ledobták a plutóniumbombát (Fat Man) is Nagaszaki városára. 1945. augusztus 8-án, a potsdami egyezmény megállapodásainak megfelelően a Szovjetunió is hadat üzent Japánnak. A Vaszilevszkij marsall vezette csapatok másnap, augusztus 9-én megtámadták a Mandzsúriában állomásozó japán erőket. Az atombombák és a megkezdett szovjet hadmozdulatok hatására augusztus 14-én Hirohito császár meggyőzte a kormányt, hogy Japán fogadja el a kapitulációs feltételeket. Másnap népével is közölte a japán kapitulációt.
A kapituláció ellenére szovjetek folytatták a hadmozdulatokat. Augusztus 22-én elfoglalták Port Arthur kikötőjét, majd megtámadták a koreai japán sereget. Augusztus 26-án elfoglalták Szahalin szigetét, majd szeptember 1-jén a Kuril-szigetek is szovjet fennhatóság alá került.
A Japán fegyverletételéről szóló egyezményt hivatalosan 1945. szeptember 2-án írták alá a Tokiói-öbölben horgonyzó Missouri csatahajón. A Kínában és Indokínában harcoló egymilliós japán hadsereg hivatalosan szeptember 9-én Nankingban kapitulált Csang Kaj-sek nemzeti erőinek. A Távol-Keleten alacsonyabb intenzitású harcok a japán fegyverletétel után – több esetben még évekkel később – is folytatódtak. Voltak olyan katonák, akik évtizedekkel később adták csak meg magukat. A legtovább harcoló japán katona Onoda Hiroo volt a Fülöp-szigeteken.

## Tengeri hadviselés

### Háború az Atlanti-óceánon (Atlanti csata)

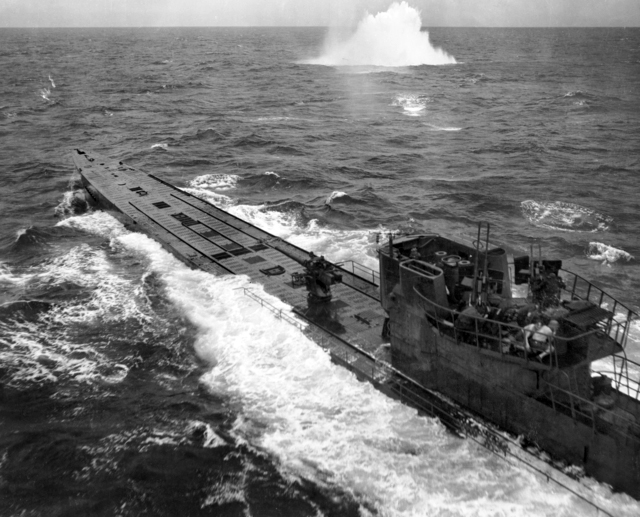
Egy német tengeralattjáró szövetséges légitámadás alatt (1943)

A német és az angol tengeri flotta mérete jelentősen eltért, köszönhetően a versailles-i békeszerződés korlátozásának. A britek nemcsak több hadihajóval, cirkálóval, rombolóval rendelkeztek, de repülőgép-anyahajójuk is volt. Mivel az első világháborúban a brit kereskedelmi hajókat gyakran érték támadások, a britek, hogy ennek megismétlődését elkerüljék, elrendelték, hogy a kereskedelmi hajók konvojokban közlekedjenek. Ennek ellenére így is számos hajó vágott neki a tengernek védtelenül, ugyanis a haditengerészet nem tudott elegendő kísérőhajót biztosítani számukra. Kezdetben a német tengeralattjárók elsősorban a brit vizeken, a felszíni flotta pedig az Atlanti-óceánon tevékenykedett.
Franciaország és Norvégia elfoglalása után a németek használhatták a megszállt országok kikötőit, így megnövekedtek a britek elleni tengeri támadások. A sikerekhez hozzájárult az is, hogy az új tengeralattjáróknak nagyobb volt a hatótávolsága, így a britek nem tudtak légi támogatást adni hajóiknak. 1942-ig a németek jelentős győzelmeket könyvelhettek el, de ekkor a szövetségesek radarral látták el a repülőgépeket, és olyan készüléket szereltek a gépekbe, amelyek képesek voltak a tengeralattjárók csavarzaját érzékelni. Ennek köszönhetően a németek jelentős veszteségeket szenvedtek el, és világossá vált, hogy a tengeren elvesztették a háborút.

### Háború a Csendes-óceánon
A Csendes-óceánon a háború az anyahajókról felszálló repülőgépek és az ellenséges hajóflotta között zajlott. Az első ütközetre a Korall-tengeren került sor, ahol a végeredmény döntetlen lett, mivel mindkét fél elvesztette egyik repülőgép-hordozó hajóját. A japánok ezután a Midway-atollra figyeltek fel, amely, ahogy Nagumo tengernagy írta a csata után, „Hawaii előőrse” volt. Azonban az amerikaiak lelőttek egy japán felderítőt az atoll környékén, és rájöttek, hogy valahol a térségben fog támadni az ellenség. Rejtjelfejtőik hamarosan megfejtettek egy elfogott üzenetet, és kiderítették, hogy valóban a Midway-atoll lesz a célpont. A midwayi csata elején a japánok több repülőgépet semmisítettek meg, mint amennyit vesztettek, de taktikai hibák miatt végül az amerikaiak kerültek ki győztesen. A japánok elvesztették a Szorju és a Kaga repülőgép-hordozókat.
A midwayi csata után az amerikaiak fokozatosan szorították vissza a japán flottát. 1944-ben a Fülöp-szigetek környékén vívott harcok során teljesen szétzilálták az ellenséget, amely ezután már nem volt képes támadásokat végrehajtani. Amikor már Okinavát is elfoglalták az amerikaiak, a japánok kénytelenek voltak öngyilkos pilótákat (kamikaze) bevetni. Az okinavai csata során 1900-at vetettek be, amelyek közül csak 250 érte el a célpontját, és 25 hajót voltak képesek elsüllyeszteni.
Todzso japán hadvezér szerint a tengeralattjárók is hozzájárultak az USA sikeréhez, amely a statisztikák szerint is helytálló. A japán flotta egyharmada (köztük a két utolsó repülőgép-hordozó) a tengeralattjárók torpedóitól semmisült meg.

## Légi hadviselés
A légi hadviselés elsődleges célja, hogy hozzájáruljon egy háborút viselő ország vagy szövetség politikai céljainak eléréséhez. A légierő által végrehajtható cselekmények a politikai és katonai vezetés célkitűzéseinek elérését teszik lehetővé. És bár légierő természetéből fakadóan elsősorban a stratégiai, támadó célok eléréséhez járul hozzá, számos légierő-elméletet fogalmaztak meg annak a kérdésnek a megválaszolására, hogy pontosan miként lehet a légierő bevetéseit politikai téren realizálni.

### Európa
Az első világháború után minden nagyobb ország komoly légierő-fejlesztést hajtott végre. A második világháború elejére a német Luftwaffe volt a legjobban felszerelve. A lengyelországi és a nyugat-európai német szárazföldi támadások megkezdése előtt pár perccel már bevették a légierőt, hogy az ellenséges gépeket még a repülőtereken megsemmisítsék. Egyúttal a német bombázók komoly kárt okoztak a közlekedési infrastruktúrában és megrongálták a gyárakat. Ezenkívül pszichológiai hatásuk is volt azzal, hogy nagyvárosokra mértek csapást. A vadászgépek a szárazföldi hadműveletekben segítettek. Az angliai csata során elszenvedett vereség, amely főként a radar alkalmazásának köszönhető, megmutatta a németek gyengéit.
A britek másik taktikája az volt, hogy a Spitfire vadászgépeket más körzetekből átvezényelték olyan körzetekbe, ahova a támadásokat várták, és mielőtt a németek elérték volna a kijelölt célpontokat, a vadászgépeiket igyekeztek leválasztani a bombázóiktól, így a britek könnyebben elbántak velük. A brit Hurricane vadászgépek eközben a német bombázókra mértek csapásokat.
A Szovjetunió elleni támadás kezdetekor a németek csak a meglepetésnek köszönhették a sikereiket, azonban nagy hatótávolságú bombázók hiányában nem tudták megakadályozni, hogy a szovjetek új fegyvereket, harckocsikat és repülőgépeket gyártsanak, így lassan több gépet állítottak elő, mint a németek. A szovjetek csak 1943-ban tudták átvenni a légtér feletti ellenőrzést, amikor új módszereket dolgoztak ki a vadászrepülők számára. Ilyen volt a kubán-lépcső, amely a vadászrepülőket 2, 3 és 4 századba szervezték függőlegesen.
Winston Churchill 1941-ben javaslatot tett arra, hogy a stratégiai bombázásokra alkalmas bombázókat gyártsanak, és már ebben az évben megalakultak ezeket a bombázásokat végrehajtó csoportok, bár még jelentéktelen hatásuk volt a hadműveletekre. 1942-ben alkalmazni kezdték a radart a bombázókon, így azok sokkal pontosabban találták el a célpontokat. Miután az amerikaiak beléptek a háborúba, a felfegyverzett B-17-es és B-24-es bombázóknak köszönhetően kevesebb kísérőgépre volt szükség. Ettől kezdve Németország egyetlen városa sem úszta meg a támadásokat, a legsúlyosabb bombatámadást 1945 februárjában, Drezda szenvedte el.

### Ázsia
Ázsiában a légi hadviselés eltért Európától. A Csendes-óceánon zajló tengeri háborúk részben a levegőben dőltek el, ugyanis az itteni stratégia az anyahajókról felszálló repülőgépekre épült. Ezek a gépek ellenséges cirkálókat, rombolókat, anyahajókat süllyesztették el. A kezdeti japán győzelmek hamar múlttá lettek, mivel már 1942 májusában használni kezdték az amerikaiak a radarokat, így gyorsan felfedezték az ellenséges gépeket.
Ázsiában 1944-ben nyílt lehetőségük az amerikaiaknak, hogy Japánt szisztematikusan bombázzák, amikor a Mariana-szigeteket elfoglalták. Ekkor indult meg a B-29-es bombázók sorozatgyártása. Ezekkel a háború végéig óriási veszteségeket okoztak a japánoknak.

## Hadigazdálkodás

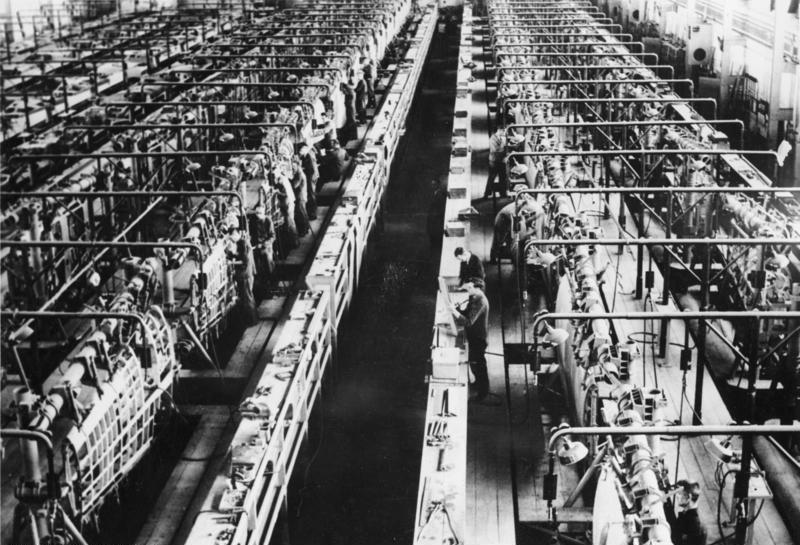
Német repülőgépgyár 1944-ben

Németország 1942 áprilisában hagyta jóvá a fegyver- és hadianyaggyártás új programját, amely a rövidtávú (1 éven belüli) és hosszabb távú (1944 márciusig) részekből állt. A program központi eleme a harckocsik és a repülőgépek gyártása volt. A hadianyaggyártás azonban csak 1943 nyaráig növekedett, ezután a háború végéig csökkenő tendenciát mutatott, a fegyvergyártás viszont 1944-ig növekedett. A fegyvergyártás összefoglaló mutató (1942. január = 100%) 1942-ben 142%, 1943-ban 222% és 1944-ben 277% volt.
Miután Németország megtámadta a Szovjetuniót, Sztálin elrendelte a gyárak áttelepítését az Urál-hegységbe. A hatalmas emberveszteségek miatt a szovjetek nőket állítottak be a futószalagok mögé. 1940–1942 között a munkásnők aránya 38%-ról 53%-ra nőtt. A termelést – a hatalmas veszteségek ellenére is – fokozatosan növelték, a háború második felében meg is haladták a németek által gyártott tüzérségi lövedékek mennyiségét.
Az Egyesült Királyságban a háború elején a hadihajók gyártása növekedett, 1942-től viszont inkább a partraszálló járművekre helyezték a hangsúlyt. A hadihajókkal ellentétben a repülőgépek csak a francia vereség után kaptak nagyobb szerepet, mivel a britek látták, hogy az erős légierővel meg tudják védeni az országot a németektől. 1939-ben majd’ 8000 gépet állítottak elő, míg 1940-ben már 15 000 repülő került ki a gyárakból. A Henessy-terv szerint inkább vadászgépeket, mint bombázókat kellett előállítani, ami anyagilag kedvezőbb volt, viszont a katonai stratégiát meg kellett változtatni. A harckocsik előállítása a királyságban nem kapott túl nagy hangsúlyt. Az 1944-es franciaországi partraszálláskor bevetették a Cromwell tankokat, amelyek képesek voltak felvenni a küzdelmet, de mégis a Shermant használták inkább a brit seregben is.
Az Amerikai Egyesült Államok 1940-ben kezdte el fokozni a fegyverkezést, amit leginkább a repülőgépgyártás növelése jellemzett. A háború alatt összesen 231 099 repülőgépet állított elő. Az amerikaiak a brit kapcsolatok miatt a hajóépítést is prioritásként kezelték, és ebben az időben 1000 hadihajót építettek. A harckocsigyártás mértékéről 1942 novemberében döntöttek: 99 000 harckocsi helyett azonban csak 88 000-et állítottak elő a háború végéig. A legelterjedtebb típus a Sherman tank volt.
Az Amerikai Egyesült Államok Kongresszusa 1941. március 11-én megszavazta a kölcsönbérleti törvényt, amelynek révén három év alatt 50 milliárd dollárt adott későbbi szövetségeseinek. A törvény úgy rendelkezett, hogy a kölcsönöket a háború végeztével kell elkezdeni törleszteni, de ez végül nem minden esetben valósult meg, ugyanis a Szovjetunió megtagadta a visszafizetést.
Japán a háború során a tengeri összecsapásokra koncentrált inkább, ezért 1941–44 között 2000–3000 tankot állítottak elő évente. A japánok által favorizált hajó- és repülőgépgyártás növelése 1942 végétől kezdődött. 1944-ben már kétszer annyi repülőgépet állítottak elő, mint 1942-ben, azonban ez a mennyiség is messze elmaradt az angolokhoz vagy a németekhez képest. A háború előtt Japán jelentős flottával rendelkezett, de a háború során egyre nagyobb veszteségeket szenvedett el, hiába gyártották sorra a hadihajókat. 1945-re a japán hadiipar összeomlott, az ország gazdasága pedig a csőd szélére került.
Olaszország a háború kezdetekor tudta tartani a lépést a szövetségeseivel. 1500 páncélost és 3000 repülőgépet állított elő. Fegyvergyártás területén viszont már ekkor le volt maradva, sőt a németektől kellett vásárolnia. A gazdaságot annyira kimerítette a fegyverkezés, hogy 1943-ra áruhiány lépett fel, csökkentek a bérek és megugrott az infláció. A gazdaság a csőd szélére került. Olaszország tulajdonképpen nem volt felkészülve a háborúra.
A fegyvergyártás a háború idején:
| Ágazat    | Egyesült Királyság | Szovjetunió | Amerikai Egyesült Államok | Németország                    | Japán      |
| --------- | ------------------ | ----------- | ------------------------- | ------------------------------ | ---------- |
| Páncélos  | 2 800              | 110 000     | 91 270                    | 61 250                         | 7 200      |
| Repülőgép | 133 000            | 162 000     | 329 000                   | 126 000                        | 90 000     |
| Tüzérség  | 36 400             | 541 900     | 219 000                   | 101 200                        | nincs adat |
| Hadihajó  | 1 340              | 260         | 8 950                     | 1 540(tengeralattjárók nélkül) | 625        |

## Kollaboráció
A második világháborúban az ideológiák is harcban álltak, így fordulhatott elő, hogy a megszállott területeken a helyiek kollaboráltak a tengelyhatalmakkal. A kollaboránsok között nemcsak egyéneket, de csoportokat, sőt kormányokat is megtalálunk. Sok nő a jobb élet reményében randevúzott német katonával, ugyanis több élelemhez, sőt még luxuscikkekhez is hozzájutott. A háború után azonban ezen nőket kiközösítették, megszégyenítették (pl. levágták hajukat, meztelenre vetkőztették őket).
A Vichy-kormány készségesen együttműködött a nemzetiszocialista Németországgal: a zsidókat szankciók sújtották és az antiszemitizmus legálissá vált 1940 októberétől. A zsidó törvények, az addig teljes értékű zsidó állampolgárokat nem franciáknak, hanem tőlük alsóbbrendűnek sorolta be és őket megfosztotta a francia állampolgárságtól. A törvény a zsidók házainak elkobzásához és koncentrációs táborokba való deportálásukhoz vezetett. A Vichy-kormány a németekkel együttműködve 75 000 zsidót deportált 1942–1944 között.
Norvégia 1940-es német megtámadása után Vidkun Quisling alakított kormányt együttműködve a németekkel. 1942 őszén megkezdték a zsidó polgárok összegyűjtését és deportálását a Német Birodalomba. Végül 770 főt tudtak deportálni, hiszen sokakat az ellenállók átjuttattak a szomszédos Svédországba. Quisling harcolt a norvég függetlenségért, ezt megtárgyalva Hitlerrel, ígéretet kapott, ha vége a háborúnak, a német katonák elhagyják Norvégia területét. A norvég vezetőt a háború végén kivégezték, neve több nyelven az „áruló” szinonimája lett.
Kínában a Japán által megszállt területen 1940. március 30-án Vang Csing-vej alakított kollaboráns kormányt. Csing-vej igyekezett minél nagyobb autonómiát elérni a japánoknál, de kevés sikerrel járt. Ennek oka az lehetett, hogy a japánok továbbra is Csang Kaj-sekben látták a fő szövetségest. A japánok által elkövetett atrocitások és a tényleges hatalom hiánya miatt igen népszerűtlen volt a lakosság körében, és nem befolyásolhatta érdemben a kínai helyzetet. A japánok egyetlen sikere egy nagy létszámú, mintegy félmilliós Kínai Kollaboráns Hadsereg összetoborzása volt, amely segített fenntartani a rendet a megszállt területeken. A japánok kapitulációjakor a kínai kormány is megbukott, és kíújult a kínai polgárháború.

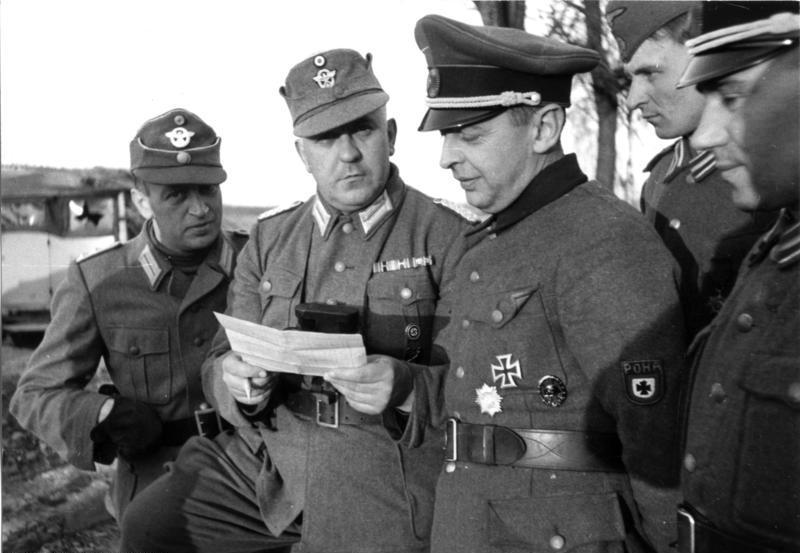
Boriszláv Kaminszkij német katonákkal egyeztet 1944 márciusában

A megszállt Szovjetunió területén is többen döntöttek úgy, hogy együttműködnek a németekkel, sőt még civilek megölésében is segédkeztek. Ilyen volt az 1941 szeptemberében Babij Jarban történt eset is, amikor 33 771 zsidó polgárt mészároltak le. Az ukrajnai kozákok a sztálini terror miatt álltak át a németek oldalára. Belőlük több kozák egységet hoztak létre, akikre a partizánok felderítését bízták.
Kaminszkij-brigád (vagy más néven Orosz Felszabadító Néphadsereg, oroszul: Русская освободительная народная армия) a Barbarossa-hadművelet után a Lokoti Autonómia területén működő szervezet, céljuk a kommunisták megbuktatása, ugyanis részben szökött vörös katonák alkották, bár a többség helyi orosz önkéntes volt. A szovjetek előretörésekor visszavonulva először Fehéroroszországban, majd Lengyelországban volt a központjuk. A brigád részt vett a varsói felkelés leverésében, közben nőket erőszakoltak meg, házakat fosztottak ki. Végül 1944 novemberében feloszlatták. Andrej Andrejevics Vlaszov a Vörös Hadsereg fiatal tábornoka 1942-ben német fogságba esett, az életet választva és Sztálin szavait kétségbe vonva átállt az ellenség oldalára. Vezetésével 1944-ben megszervezték a Vlaszov-hadosztályt, amely a háború végén megadta magát az amerikaiaknak. A volt tábornokot ezután a többi szovjet kollaboránssal visszaküldték hazájukba. Vlaszovot a szovjet rendszer árulónak tartotta, éveken át nevét említeni sem volt szabad, s azt több nyilvántartásból törölték. A személyére és szerepére vonatkozó történelmi kutatások, többek közt ezért is, még nem adtak róla lezártnak mondható képet. Hadseregének tagjait – és más szovjet kollaboránst – a nyugati hatalmak, annak ellenére, hogy vélhetően tudták, a biztos halál vár rájuk, visszaküldték hazájukba, java részük munkatáborba került, közülük és az őket segítők közül ezreket (elsősorban ukránokat) lőttek tömegsírokba.
A második világháború idején India a Brit Birodalom része volt, és a japánok megtámadták a gyarmat azon területeit, ahol pár évvel később megalakult Burma. Több ezren úgy képzelték, hogy a japánok majd megadják a régen várt függetlenséget, ezért csatlakoztak a megszállókhoz. Számukra hozták létre az Indiai Nemzeti Hadsereget (hindiül: आज़ाद हिन्द फ़ौज, urduul:  آزاد ہند فوج), amelynek 43 000 tagja volt. A katonák a burmai csatákban vettek részt, de a japánok vereségekor fogságba estek, majd visszaszállították őket hadifogolyként az indiai táborokba, ahonnan később elengedték őket.
Francia Indokína japán megszállásakor a helyi francia vezetők az ellenállás helyett az együttműködés mellett döntöttek, mivel a Vichy-kormány a japánok szövetségesének, Németországnak volt a bábkormánya. A japánoknak is szüksége volt a franciákra, akik régóta kormányozták a területet, így nem volt szükség komolyabb japán katonai alakulatokra a rend fenntartása érdekében. A helyzet 1945 márciusában változott meg, amikor a japánok megdöntötték a francia uralmat, és a helyiek nacionalizmusát kihasználva, támogatták a függetlenségi törekvéseiket.

## Ellenállási mozgalmak

### Partizánok a Balkánon

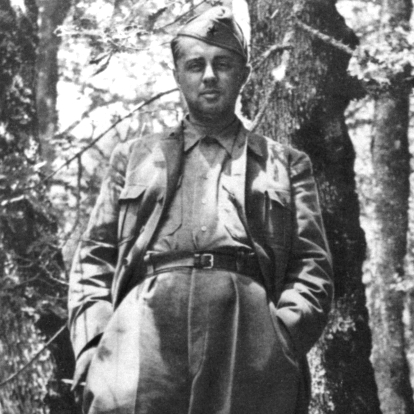
Hoxha a partizánvezér 1944-ben Odriçannál

Albániában az olasz megszállás után elvétve voltak kisebb szabotázsok, az első jelentős partizáncselekedetre 1942 júliusában került sor, amikor az ország összes telefonvezetékét elvágták. A kisebb csoportok („20 zászlóalj”) munkáját 1943 júliusától Enver Hoxha ezredes koordinálta. Amikor a németek vették át a hatalmat az olaszoktól, számos olasz csatlakozott Hoxha partizánjaihoz. A németek nagyszabású hadjáratokat indítottak a helyi ellenállás megtöréséhez, de ők kihasználták az ország földrajzi adottságát, így a németek nem tudták megtörni őket. 1944-ben Hoxhát nevezték ki a Nemzeti Felszabadítási Hadsereg vezetőjévé. A németek novemberi kivonulása után ő lett Albánia új vezetője, és Albánia kommunista állam lett.
Jugoszlávia területén két németellenes mozgalom szerveződött. Az egyik a Draža Mihajlović ezredes által szervezett csetnikmozgalom, míg 1941 májusától tevékenykedő kommunista partizánmozgalom, amelynek vezetője Tito volt. A németeket meg is lepte, hogy ennyire kiterjedt ellenállási mozgalom volt ezeken a területeken. A csetnikeket 1943-ig támogatta a londoni kormány, majd 1943. május 27-én megérkezett az első angol katonai misszió, amely már a kommunistákat támogatta a csetnikek helyett. Az egyik legismertebb partizán-német csata, a neretvai csata volt, amelyről filmet is készítettek. A háború után a kommunisták vették át az uralmat az újjászervezett Jugoszláviában.
Görögországban a németellenes mozgalom 1941 szeptemberében vette kezdetét, amikor megalapították a Görög Nemzeti Felszabadító Frontot (EAM), amelyet a Kommunista Párt, a Szocialista Párt és az Agrárpárt hozott létre. Később az EAM létrehozta a Görög Népi Felszabadító Hadsereget (ELASZ). Az EAM később együttműködést írt alá a Görög Nemzeti Demokratikus Szövetséggel (EDESZ). A két szervezet azonban 1943 végén egymás ellen fordult, és ezzel kitört a görög polgárháború. Az ELASZ nemcsak a britek által támogatott EDESZ-t szorította vissza, de a németeket is kiűzte az országból. A polgárháború végül 1949-ben ért véget, a kommunisták vereségével.
Romániában a háború alatt a kommunisták csak kisebb szabotázsokat hajtottak végre. Bulgáriában is a kommunisták szervezték a partizánokat. 1942 elejétől volt jelentősebb a partizántevékenység, amikor nemcsak a németek, de a bolgár csendőrség ellen is támadásokat hajtottak végre. 1943 tavaszán a Bolgár Munkáspárt a különböző partizánegységeket a Népfelszabadító Felkelő Hadseregbe integrálta. Egy évvel később már 30 000 partizán volt az ország területén. 1944 nyarán a kommunisták átvették a hatalmat, és a szovjetek segítségével kiűzték a németeket az ország területéről.

### Partizánok a keleti fronton
A megszállt Lengyelországban már a kezdetekkor megjelentek a partizánok, akik közt nacionalistákat és kommunistákat is lehetett találni. Hivatalosan a londoni emigráns kormány, élén Sikorski tábornokkal irányította a partizánokat. Ők hozták létre a Fegyveres Harci Szövetséget, amely később létrehozta a Honi Hadsereget. A német–szovjet háború kezdete létszámnövekedést eredményezett a partizánmozgalomban. Ezzel együtt a baloldal létrehozta a Népi Gárdát, amely – a Honi Hadsereggel ellentétben – fegyveres harcot hirdetett. A lengyel partizánok több tízezer vagont, illetve mozdonyt, több ezer autót semmisítettek meg a háború folyamán. A háború vége felé a partizánok között már politikai csata bontakozott ki, és a konzervatív nézeteket valló partizánok Varsóban felkelést robbantottak ki, amit levertek a németek. Lengyelországból a szovjetek űzték ki a németeket, és a háború után Lengyelország szocialista ország lett.

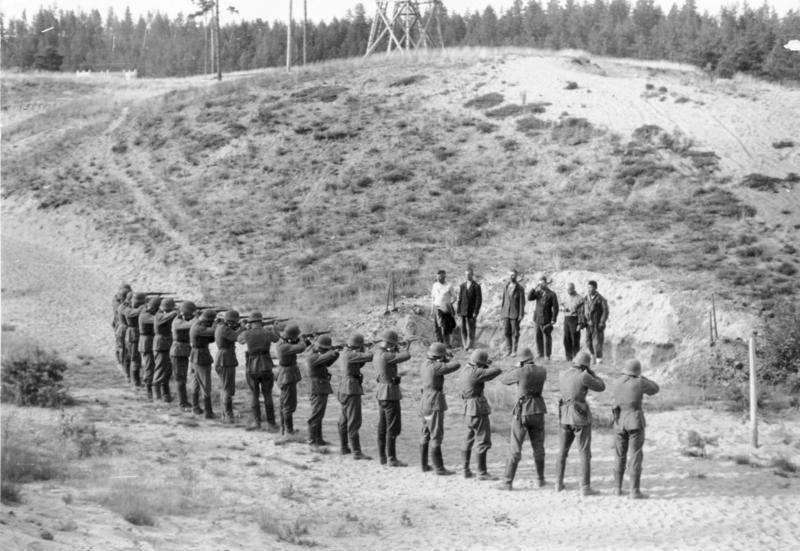
Német katonák partizánokat végeznek ki a Szovjetunióban, 1941-ben

Miután a németek 1941 júniusában megtámadták a Szovjetuniót, Sztálin július 3-án felszólította népét, hogy a megszállt területeken partizánok gyengítsék az ellenséget. A szovjet vezetés valójában félt a partizánoktól, hiszen azok akár a kommunista hatalom ellen is tevékenykedhettek, ezért a megszállt területeken a partizánok fő feladata nem a megszállók elleni harc, hanem a szovjet hatalom fenntartása volt. A partizánokat az ország kommunista pártja irányította, majd 1942 májusában, a megnövekedett létszám miatt, létrehozták a Partizánmozgalom Központi Törzsét. Az ország nyugati részén ott voltak főleg partizánkörzetek, ahol sűrű erdőségek, mocsarak, hegyek jellemezték a tájat, és ahol jelentéktelen volt a német jelenlét. A partizánok létszámnövekedéséhez hozzájárult a sztálingrádi győzelem. 1943 végén a Belorusz Szovjet Szocialista Köztársaságban kb. 350 000, az Ukrán Szovjet Szocialista Köztársaságban kb. 200 000 partizán tevékenykedett. A partizánok között egyre több volt a közép-európai is. 1944 folyamán, ahogy a front egyre inkább nyugat felé tolódott el, úgy szűntek meg a partizáncsapatok. A partizánok egy része hazatért, másik részük beállt a Vörös Hadseregbe.
A Cseh–Morva Protektorátusban a háború kitörésekor két ellenállási mozgalom alakult ki, az egyiket a kommunista párt támogatta, a másikat a londoni emigráns kormány. Az ellenállók legnagyobb tette az 1942 májusában végrehajtott Heydrich elleni merénylet volt, amit a németek kegyetlenül megtoroltak. 1944 során partizánokat dobtak le a szovjetek mind cseh–morva, mind szlovák területre. Ezek a cseh és szlovák partizánok átállt katonák voltak. 1944 nyarán kirobban a szlovák nemzeti felkelés, amelyet a németek októberben levertek. Az élve maradt 20 000 partizán a hegyekbe menekült. A szovjetek azonban már közeledtek, és 1945-ben kiűzték a németeket a volt Csehszlovákiából, amely a háború után újjáalakult, és hasonlóan Lengyelországhoz, szocialista állam lett.
Magyarországon az 1944-es német megszállásig nem volt említésre méltó ellenállási mozgalom. Ezután a baloldali erők megalapították a Magyar Frontot, amely felszólította a lakosságot a szabotázsra. Az év őszén több kisebb partizánegység (Petőfi Egység, Rákóczi Egység) megkezdte a fegyveres ellenállást. Végül a szovjetek 1945 tavaszán kiűzték a németeket az ország területéről.

### Ellenállási mozgalmak Olaszországban és Skandináviában
Norvégiában 1942-ben alakult meg a Milorg ellenállási mozgalom, amelynek stratégiája az volt, hogy tájékoztatta a népet a hadi helyzetről. A szabotázsakcióik is jelentősek voltak. Ezek közül a legnagyobb a Norsk Hydro-erőmű felrobbantása volt. A norvég ellenállók fél évvel később a náciknak komoly veszteséget okoztak a nehézvíz-készlet megsemmisítésével. Dániában az ellenállás egészen az 1943-as német hatalomátvételig jelentéktelen volt. Ezután azonban megsokszorozódott az ellenállók száma, és megszervezték a Szabadság Tanácsát. A tanács számos szabotázsakciót hajtott végre, az egyik 1944 júniusi, fegyvergyártó elleni akció után általános sztrájkok törtek ki az országban, és a megszállóknak engedményeket kellett tenniük ahhoz, hogy a sztrájkok véget érjenek.
Olaszországban 1943 szeptemberében kezdődött az olasz ellenállás. Októberben Nápolyban a lakosság felkelt a németek ellen. Nem sokkal később az egész országban tevékenykedtek partizánok, amelyeket a Nemzeti Felszabadító Bizottság irányított. A partizánok a szabotázsakcióikat a hegyekkel tarkított területeken hajtották végre. 1944-ben a németek Észak-Olaszországban teljes erővel megtámadták a partizánokat, és területeket foglaltak vissza tőlük. 1945. április 25-én az utolsó szövetséges offenzíva idején a több mint 200 000 főt számláló partizánok általános felkelést robbantottak ki. Ezen a napon elfogták Mussolinit, majd három nappal később agyonlőtték szeretőjével, Claretta Petaccival együtt. A szövetséges csapatok odaérkezésekor már nem maradtak német alakulatok a térségben.

### Ellenállási mozgalmak a nyugati fronton
Hollandiában a londoni emigráns kormány irányította az ellenállást, amely (főleg az angoloknak) titkos információkat adtak át és illegális újságokat terjesztettek. A Gestapo a háború alatt megfejtette az ellenállás rejtjelét, így másfél éven át minden Hollandiába érkező ellenállót elfogtak. Belgiumban is az illegális újságokkal szabotálták a német megszállókat, de harci cselekményektől sem riadtak vissza az ellenállók. A partizánok létszáma 1943-ig növekedett, de ekkor elfogták a kommunista párt vezetőit, és meggyengült a szervezet. Amikor a szövetségesek elérték a belga határt, a partizánok is bekapcsolódtak az ország felszabadításába. Később a partizánok között feszülő politikai ellentét miatt a belga kormánynak gyorsan le kellett fegyverezni őket.
Franciaország megszállása után, 1940. június 18-án Charles de Gaulle tábornok Londonban ellenállásra szólította fel a franciákat. Az országban a kommunisták és a Moulin vezette de Gaulle-párti mozgalmak harcoltak a németek ellen. Moulin egységeit a britek is támogatták. 1944 márciusában az ellenálló csoportok létrehozták az Ellenállás Nemzeti Tanácsát. A tanács nem sokkal később megkezdte a szövetséges partraszállást megelőző szabotázsakciókat a németek ellen. A partraszállás után az ellenállók legnagyobb eredménye Párizs felszabadítása volt.

## Jellemző hadviselési módok

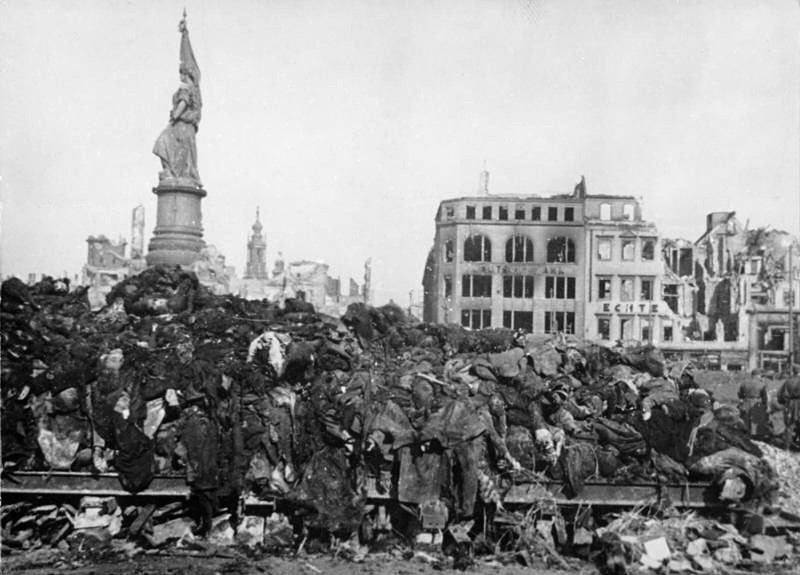
A polgári lakosság hullahegyei Drezdában, az 1945. február 13–15. között végrehajtott RAF-szőnyegbombázások nyomán

A szőnyegbombázást először a spanyol polgárháborúban, az El Mazucó-i csatában vetették be, és később a világháború során többször is alkalmazták. A taktika lényege, hogy egy adott, nagyobb területet szisztematikusan lerombolnak. A legsúlyosabb bombatámadást 1945 februárjában Drezda szenvedte el.
A szárazföldi hadviselés megváltozott, az első világháborúhoz képest nőtt a mobilitás, és több fegyvernemet együttesen használtak. A gyalogságot az első világégés során a harckocsi támogatta, a második világháborúban viszont elsődleges fegyvernemmé lépett elő. A két világháború között komoly fejlesztéseket hajtottak végre rajtuk, melynek során megerősítették a páncélzatukat, növelték a sebességüket.
A radart a két világháború között kezdték fejleszteni, a második világháború elejére számos ország használta már. Az angliai csata során jelentős szerepet kapott a radarok által közölt információk értelmezése és felhasználása. A britek számos radarállomással rendelkeztek, központja Badswey volt. A Pearl Harbor elleni japán támadás reggelén a sziget északi részén található radarállomás operátora repülőgépek jeleit figyelte meg a képernyőn, amit jelzett feletteseinek, de ők a korábbi számos téves jelentés miatt nem vették komolyan. Nem sokkal később a japánok komoly veszteségeket okoztak az amerikaiaknak.

### Jellemző fegyverek
A légtereket a háború során a vadászgépek uralták. A legjobbnak tartott vadászgépek szövetséges részről a P–51 Mustang, a Supermarine Spitfire és a Jak–7/Jak–9, míg a tengelyhatalmak részéről a Bf 109, a Fw 190 és az A6M Zero volt.
A második világháborúban a legelterjedtebb kézifegyver a német Gewehr 98 ismétlőpuska és annak továbbfejlesztett változata, a Karabiner 98k volt. Ez utóbbi volt a legnagyobb számban gyártott német lőfegyver, amelyet a világháborúban használtak. A szovjet Vörös Hadseregben a Moszin–Nagant ismétlőpuska volt nagy számban rendszeresítve, a Magyar Királyi Honvédségben pedig főként a 35 M. és a 43 M. ismétlőpuskákat alkalmazták, a brit nemzetközösségi haderőkben pedig a Lee-Enfield különféle változatait.
Az első világháború tapasztalatai alapján a németek továbbfejlesztették a géppisztolyokat és nagy számban alkalmazták őket. A második világháborúban az Maschinenpistole 40-et használták, és a háború legjobb fegyverének tartották. Öntöltő kézifegyverek sorában a szovjet PPS–41 és PPSZ–43 géppisztolyok, valamint az SZVT–40, a német Gewehr 41 és Gewehr 43 öntöltő puskák voltak elterjedtek a keleti fronton. A nyugati és a déli hadszíntereken a brit STEN-t és az amerikai Thompson-géppisztolyokat alkalmazták leginkább. Közkedvelt fegyvertípus volt amerikai részről az M1 Garand öntöltő puska és a szintén amerikai M1 Carbine rohamkarabély is, amely az első nagy sorozatban gyártott, hadrendbe állított gépkarabélynak tekinthető. Könnyűgéppuskák, golyószórók tekintetében a német MG 34 és MG 42, valamint az FG 42 lett alkalmazva a Wehrmacht részéről, a szovjet csapatok a DP golyószórót, a britek a Bren könnyű géppuskát, az amerikaiak pedig az M1917-et, az M1919-et és a BAR-t alkalmazták.

## Katonai újítások

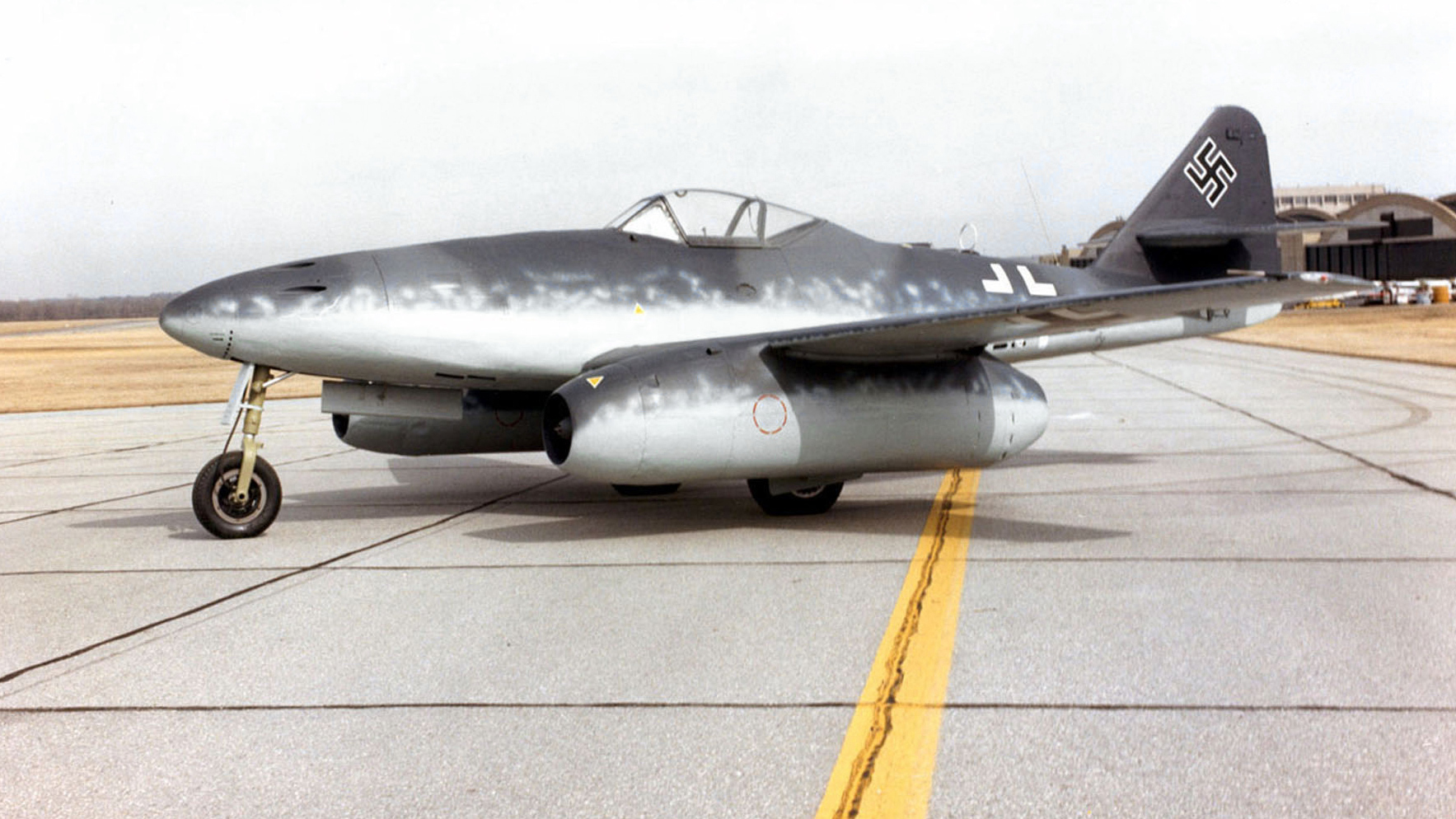
Messerschmitt Me 262A

A második világháború során a légi hadviselésben új korszak kezdődött. Megjelentek a sugárhajtású repülőgépek. Az első ilyen gép a He 178 volt, és 1939. augusztus 27-én szállt fel első ízben. A sorozatgyártása azonban nem kezdődhetett meg, mert a Német Birodalom jelentős termeléskieséssel számolt volna, ha átállnak a sugárhajtású gépekre, ezenkívül az infrastruktúrát is át kellett volna alakítani. A németek csak 1944-ben kezdték meg az Me 262 sugárhajtású gép sorozatgyártását.
1942-től a Manhattan terv keretében olyan bombát igyekeztek kifejleszteni a tudósok, amely a maghasadáson alapult. Az atombombának két fajtáját valósították meg, az egyiknél a plutóniumot, a másiknál az uránt használták fel. 1945-ben be is vetették mindkét fajtáját. Az urániumbombát Hirosimára, a plutóniumbombát Nagaszaki városára dobták le.
A németek második világháború alatt fejlesztették ki a gépkarabélyokat, pontosabban a Sturmgewehr 44-et. A páncélöklöket, azaz a panzerfaustokat 1942-ben alkalmazták először. Az egyszer használatos páncélöklöket a páncélozott harci járművek ellen vetették be. A nagyobb hatótávolságú panzerschreckek (páncélrémek) előállításához az amerikai bazookát vették alapul, így született meg a Raketenpanzerbüchse 54.
Az Atlanti-óceánon a németek kifejlesztették a farkasfalka taktikát, amelynek lényege az volt, hogy több tengeralattjáró támadott meg egy-egy konvojt. A kezdetekben komoly sikereket értek el a németek, azonban a szövetséges szonárok és radarok megjelenésével súlyos veszteségeket szenvedtek el. A Csendes-óceánon zajló tengeri háborúk részben a levegőben dőltek el, ugyanis az itteni stratégia az anyahajókról felszálló repülőgépekre épült. Ezek az ellenséges cirkálókat, rombolókat, anyahajókat süllyesztették el. A kezdeti japán győzelmek hamar múlttá lettek, mivel már 1942 májusában használni kezdtek az amerikaiak radarokat, így gyorsan felfedezték az ellenséges gépeket.
A gépesített hadviselés elméletét a két világháború között fektették le. Ennek lényege: a páncélos harckocsik gyors, szárazföldi támadásával megsemmisíteni az ellenséget. Az első gépesített avagy páncélos hadművelet a Fall Gelb volt, amikor német páncélos ékek átkeltek az Ardennek hegységen, és hátulról bekerítették a szövetséges főerőket, amelyek Franciaország északi részén és Belgiumban harcoltak. A szovjeteknél Tuhacsevszkij A korszerű hadászat kérdései és A háború új kérdései című műveiben foglalkozik a mély hadműveletekkel. Szerinte a hadműveletek széles vonalon mély behatolással történnek, így az ellenséget nem lehet egy döntő ütközetben legyőzni, hanem a csoportokat egymást követve kell felszámolni. A németeknél Heinz Guderian Achtung! Panzer! (magyarul Riadó! Páncélosok! ill. Vigyázat! Páncélosok! címmel jelent meg) című művében foglalkozott vele. Szerinte a siker titka a megfelelő terep, a kellő számú harckocsi, a meglepetés, a szükséges szélességi és mélységi tagolás. A brit Charles Fuller a frontvonal áttörésével foglalkozik. Szerinte az ellenség védelmén két ponton kell betörni, majd innen kiindulva szétzilálni azt. Védelem tekintetében Fuller a két U betű elméletét tartja a legjobbnak, amely szerint egy fő védelmi és egy előretolt védelmi terepszakaszt kell kiépíteni. A két terepszakasz között kell az ellenséget felderíteni, a fő védelmi szakasz előtt pedig meg kell állítani az ellenséget, majd a harckocsik ellenlökésével megsemmisíteni azt.
A szovjetek a két világháború között a Nebelwerfer rakétavető mintájára kezdték el fejleszteni a később katyusaként elnevezésű fegyvert. A 82 mm-es rakéták egy teherautóra szerelt síneken siklottak fel. A fegyver előnye az egyszerűsége volt, viszont pontatlanul lehetett vele célozni, és sok időbe telt az újratöltése. Első alkalmazása 1941. július 14-én volt a fehéroroszországi Orsa település mellett.
A világháború során vetettek be először légideszant-egységeket, vagyis repülőgépekkel szállítottak ejtőernyős lövész és ejtőernyős tüzér egységeket a frontvonal mögé. Kezdetben a németek vetették be, majd 1941-től a britek is fejleszteni kezdték ezt az új harci módszert, és létrehozták az SAS alakulatokat. Az amerikaiak a japán támadás után láttak hozzá légideszant-alakulatok felállításához.
A világháborúban használták először harcokhoz a helikoptereket. A németek 1941-ben fejlesztették ki a Fl 282-t, a Kolibrit. A német iparterületek bombázása miatt azonban kevés gép készült el.

## Háborús propaganda

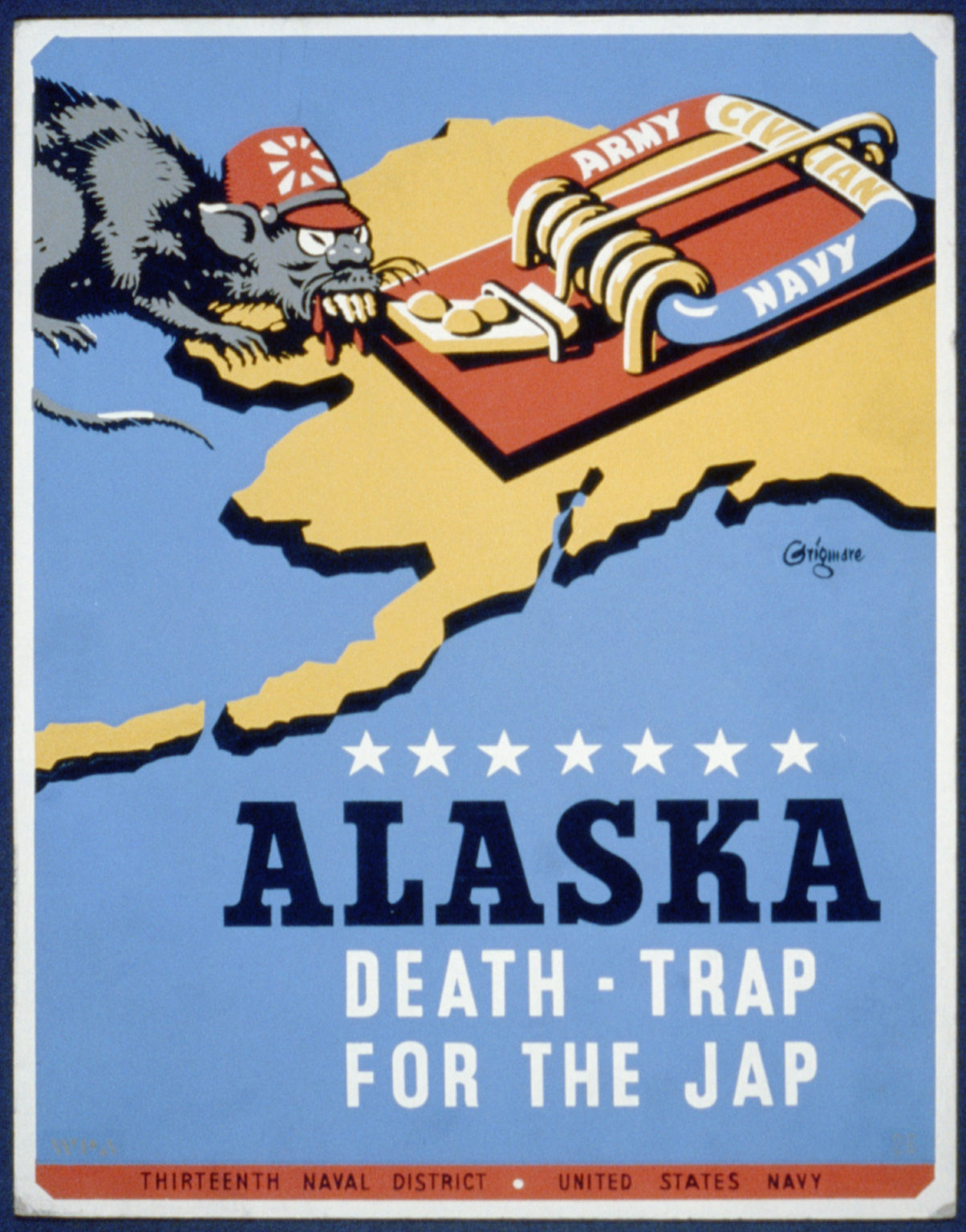
Amerikai plakát az alaszkai japán támadásról

A háború folyamán mindkét fél élt a propaganda eszközeinek szinte teljes tárházával.
Az Amerikai Egyesült Államok több mint 200 000 különböző fajtájú plakátot nyomtatott. Ezeket a plakátokat legtöbbször közintézmények környékén helyezték ki, és témái között a toborzás, a haditermelés növelése szerepeltek. Számos képregény is született propaganda célból. Superman a német nyugati falat (Siegfried-vonal) támadta meg. Az ország olyan szórólapokat nyomtatott, amelyeket repülőgépekkel juttattak el ellenséges területre, hogy az ottani lakosságot és katonaságot megadásra késztessék. Hollywoodban filmeket is készítettek, ahol az olaszokat, a németeket, a japánokat ellenszenves tulajdonsággal ruházták fel. Bemutattak olyan filmet, ami a kémek ténykedéséről szólt; volt olyan film is, amelyben egy angliai háziasszony háborús éveit jelenítették meg. A rádiót arra is használták, hogy a kódolt üzeneteket célba juttassák.
A britek is hasonló módszereket használtak. A rádióban 23 nyelven sugározták propagandaanyagaikat.
A németek is előszeretettel használták a plakátokat, amelyeket heroikus realista stílusban készítettek. A Völkischer Beobachter (Népi figyelő) című újság volt a nácik hivatalos lapja, amelyben saját hőseiket dicsőítették. Számos filmet is készítettek, de ezek többségét a háború előtt forgatták. A híradók nem az igazságról, hanem a németek igazságáról tájékoztattak.

## Veszteségek
A második világháború halálos áldozatainak pontos számát sosem lehet megtudni, a pontatlan nyilvántartások miatt. A számítások szerint kb. 75 millió halálos áldozata volt, köztük 20 millió katona és 40 millió civil. A civilek közül sokan az éhezések, bombázások, betegségek és népirtás következtében haltak meg.
A Szovjetunió egyes számítások szerint 27 millió főt veszített a háború alatt, beleértve a 8,7 millió katonai halottat, akik közül 5,7 millió orosz, 1,3 millió ukrán volt. A Szovjetunió-béli civil lakosság háborús veszteségeivel kapcsolatban több becslés is létezik: a statisztikai és demográfiai adatok megbízhatatlanok; a legújabb orosz kutatás 13,7 millió civil áldozattal számol, de létezik 6,7 milliós becslés is. Mások 46 millióra teszik az összesített szovjet veszteséget.
Németország katonai vesztesége 5,3 millió fő volt, akik főleg a keleti fronton és a németországi harcokban estek el.
Az összes halálos áldozat 85%-a – főként kínai és szovjet – szövetséges, míg 15%-a tengelyhatalmi személy volt. Ehhez hozzájárult a japán és német háborús bűnök által megölt emberek száma. A náci faji és megszállási politikának 11 és 17 millió civil áldozata volt közvetve és közvetetten. A holokauszt során kb. 5–6 millió zsidót öltek meg, rajtuk kívül 2–3 millió szovjet hadifogoly, kétmillió lengyel, másfél millió roma, 200 000 fogyatékos, másként gondolkodó, 15 000 homoszexuális és 5000 Jehova tanúja is a náci rezsim áldozatává vált. Az usztasák majd 100 000, főleg szerbet, kisebb részt zsidót és cigányt öltek meg.
A Luftwaffe civil területek felett, főleg olyan nagyvárosokban, mint London, Rotterdam és Varsó, valamint a szövetségesek drezdai, tokiói és hamburgi bombázásai komoly csapást okoztak. A németországi bombázások több mint 600 000 civil életét követelték.

## Békekötések

Kelet-Európa a második világháború után

A második világháború Magyarország, Finnország, Bulgária, Olaszország és Románia számára 1947. február 10-én, a párizsi békeszerződések aláírásával zárult le.
Magyarországon a békében nagyrészt az 1937-es határok álltak vissza. Kivételt képez a Kárpátalja elvesztése, átadása a Szovjetuniónak. Magyarországot kötelezték további három település (Dunacsún, Horvátjárfalu, Oroszvár) és az úgynevezett Pozsonyi hídfő átadására, hogy ezzel Csehszlovákia számára biztosított legyen Pozsony biztonsága.
A Szovjetunió lényegében az 1941 eleji határait kapta vissza, vagyis az 1939-es helyzethez képest Romániától megkapta Besszarábiát és Észak-Bukovinát, Finnországtól Karéliát, Lengyelország keleti részét, valamint a balti államokat. 1941-hez képest további területek kerültek szovjet fennhatóság alá, mint Kelet-Poroszország északi része és a világháború alatt Magyarországhoz tartozó Kárpátalja, így először kerültek a Szovjetunióhoz a cári Oroszországon kívül eső területek.
Lengyelország, mivel a győztes oldalon harcolt, elméletileg nem fejezhette volna be a háborút területveszteséggel, azonban Sztálin nem adta vissza az 1939-ben elragadott területeket. Helyette kárpótlásul Lengyelországhoz csatoltak német területeket, Kelet-Poroszország déli részét, Nyugat-Poroszország szinte teljes egészét, a teljes Sziléziát, valamint Pomeránia keleti részét.
Olaszország elvesztette afrikai gyarmatait, Franciaországnak és Jugoszláviának területeket kellett átengednie, és Görögországnak át kellett adnia Dodekániszoszt. Biztosítania kellett a sajtószabadságot, a vallásszabadságot és a szabad véleménynyilvánítást.
Németországot és Ausztriát a négy győztes nagyhatalom, az Egyesült Államok, az Egyesült Királyság, Franciaország és a Szovjetunió négy-négy megszállási zónára osztotta. A két főváros, Berlin és Bécs szintén négyhatalmi ellenőrzés alá került. Később az amerikai, az angol és a francia megszállási zónából létrejött a Bizóna, majd az NSZK, a Német Szövetségi Köztársaság, a szovjet megszállási zónából pedig a Német Demokratikus Köztársaság (NDK).
A párizsi béke a vesztes európai országokat, Olaszországot, Finnországot, Magyarországot, Bulgáriát, valamint a háború végén átálló Romániát hatalmas jóvátétel kifizetésére kötelezte a győztes országok részére.
Németország és Japán nem volt a párizsi békét aláíró országok között. Japán 1951. szeptember 8-án írt alá békeszerződést San Franciscóban 48 állammal, de a Szovjetunió és Kína nem volt jelen. Japán és Kína 1978-ban írta alá a béke- és barátsági szerződést. A Kuril-szigetek körüli területi vita miatt a Szovjetunióval, illetve annak utódállamával, Oroszországgal Japán a mai napig nem írt alá békeszerződést, így a háború jogi szempontból még nem teljesen zárult le. Németország és a Szövetséges Hatalmak 1990 szeptemberében kötöttek békét.

## Következmények

### Közvetlen

Németország megszállási zónái a világháború után

A második világháború idején néhány politikus belátta, hogy szükség van egy nemzetek feletti szervezetre, amely őrködik a békén és azon, hogy a világ biztonságos legyen. 1945-ben ebben a szellemben hozták létre az Egyesült Nemzetek Szervezetét. Mára a Föld szinte összes országa tagja a szervezetnek.
A második világháború után a szovjetek által megszállt országokban a szovjetbarát pártok vették át az uralmat, és saját országukban a tervgazdaságra tértek át. A kommunizmus előretörését segítette az is, hogy a szegénység és az éhínség miatt az emberek hinni akartak az eszme által ígért gyors fejlődésben. A fejlődés elősegítésére George C. Marshall amerikai külügyminiszter egy gazdasági programot dolgozott ki, ez volt a Marshall-terv, amelyet a kommunizmus előretörése miatt is szorgalmaztak. Ennek keretében a romokban heverő Európa gazdaságainak az Amerikai Egyesült Államok jelentős segélyt folyósított 1948–1952 között, amivel viszont a szovjet érdekszféra országai „elvből” nem éltek.
Az 1939-es népességi adatok alapján a második világháborúban a Föld lakosságának 3,17 százaléka halt meg.
A háborúban részt vevő államok közül legkisebb emberveszteséget az USA szenvedte el. Az amerikai áldozatok száma 420 ezer volt.
A vesztes Németországot és Ausztriát, illetve azok fővárosát, Bécset és Berlint szovjet, francia, brit és amerikai érdekeltségű zónákra osztották fel. A nyugati szövetségesek a saját zónáikat egyesítették, viszont a szovjetek nem csatlakoztak ehhez, és szovjetbarát kormányt juttattak a zónájuk élére. Ezekből 1949-ben létrejött az NSZK és az NDK. A korábbi szövetségesek így két táborra szakadtak. Az egyik oldalon a kapitalista Nyugat állt az USA vezetésével, a másik oldalon a tervgazdálkodásos Kelet, élén a Szovjetunióval. Az ezt követő korszak a hidegháborúnak, avagy a kétpólusú világ korszakának nevezhető.
A szellemi jóvátétel részeként mind a szovjetek, mind az amerikaiak és a britek kulcsfontosságú német szakértőket és tudósokat toboroztak (vagy hurcoltak el), hogy saját tudományos és fejlesztési programjaikban vegyenek részt, hasznosítsák a Németországban megszerzett ismereteiket. Elsősorban rakétatudósokat, főleg a V-2 programban részt vevő fejlesztőket próbálták megszerezni, de számítottak az egyéb fegyverrendszerek, navigációs és radartechnológiai szakemberekre is, csakúgy, mint például a biológiai fegyverekhez értő vagy speciális ismeretekkel rendelkező orvosokra.
Az amerikai toborzási program a Gemkapocs művelet névre hallgatott, ennek keretében 1946. szeptember 3-tól 1990-ig mintegy 1600 német szakembert helyeztek át az Egyesült Államokba, például Wernher von Braunt és az ő rakétafejlesztési csapatát. Ők fejlesztették a náci Németországban az Aggregat 4 program keretein belül a Vergeltungswaffe V-2 rakétáikat is. Jelentős szerepet képviseltek később az amerikai űrprogramban, például a Saturn V rakéta fejlesztésében. 
A szovjetek hasonló célú programja az Oszoaviahim művelet volt, melynek kezdetén egy akcióban, amit az NKVD speciális egységei 1946. október 22-én hajtottak végre, több mint 2200 német szakembert (családtagjaikkal együtt 6000 személyt) hurcoltak el a Szovjetunióba.
Kelet-Közép-Európában a háború után kollektívan bűnösnek mondták ki a németeket a világháború kirobbantásáért. Ezért 1945-ben német nemzetiségű emberekkel vagonok indultak el a szülőföldjükről a német zónák felé. Csehszlovákiában és Lengyelországban a nagyhatalmak is támogatták a kitelepítéseket. Csehszlovákiában az 1945-ben életbe lépő Beneš-dekrétumok a németeken kívül a magyarokat is kollektívan bűntették.
A vesztes államokat (Románia, Olaszország, Magyarország, Bulgária, Finnország) jóvátétel megfizetésére kötelezték, ez Magyarország esetében 300 millió dollárra rúgott. A jóvátételeket rendszerint tárgyi eszközökkel, gabonával stb. teljesítették. Ausztria jóvátételt nem fizetett, viszont az ott található német vagyont elkobozták a szövetségesek. Az osztrák függetlenség (1955) után a nyugati hatalmak és a szovjetek kárpótolták Ausztriát.
Ázsiában a világháború idején meggyengült brit, francia és holland gyarmatosítók új helyzettel találták szemben magukat: a gyarmatok függetlenséget akartak. 1945-ben az indokínai államok kikiáltották függetlenségüket, amit a franciák nem ismertek el, így egy évvel később kitört a nyolc évig tartó indokínai háború. Végül a gyarmattartóknak el kellett hagyniuk a területet. Indonézia függetlenségét is 1945-ben kiáltották ki, de a gyarmattartók vissza kívánták állítani a régi rendet, amelynek következménye a négyéves függetlenségi háború lett, indonéz győzelemmel. Indiában több évszázada harcoltak a függetlenségért. 1947-ben a britek kivonultak a gyarmatról, amelyet ezután felosztottak több független államra. Palesztinát a háború után felosztották volna egy zsidó és egy arab államra, de végül csak a zsidó állam jött létre 1948. május 14-én. Ez ellenérzést váltott ki a palesztinokból, akiknek a mai napig nincs önálló államuk, és szemben állnak Izraellel.

### Közvetett
A második világháború után Európában eltökélték, hogy véget vetnek az öldöklésnek és pusztításnak a jövőben. 1949-ben ezért létrehozták az Európa Tanácsot, amely az első lépést jelentette a szorosabb együttműködés felé. Az 1950-es években néhány nyugat-európai állam összehangolta gazdaságát, ezzel megteremtve a Közös Piacot vagy más néven az Európai Gazdasági Közösséget. A tagországok között a személyek, áruk és szolgáltatások szabadon mozoghatnak.

## Háborús bűntettek

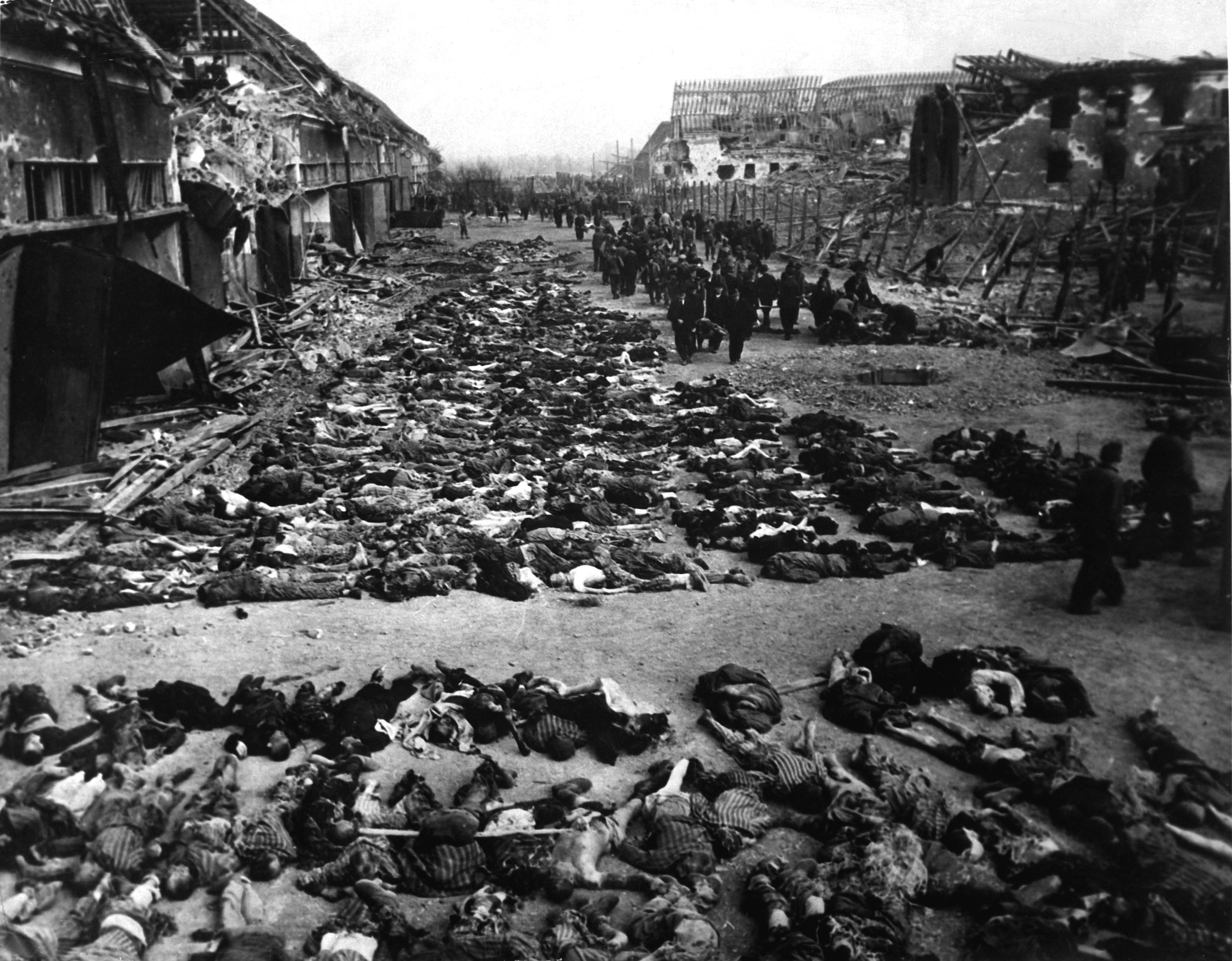
A nordhauseni koncentrációs tábor 1945. április 12-én

A világháború legnagyobb háborús bűntette a holokauszt, amelynek során több millió embert öltek meg, többségében zsidókat. Martin Gilbert szerint a 7,3 milliós európai zsidóság 78%-át, vagyis körülbelül hatmillió embert végeztek ki. A zsidókon kívül 3,5 millió szovjet hadifogoly, kétmillió lengyel, másfél millió cigány, 200 000 fogyatékos, másként gondolkodó, 15 000 homoszexuális és 5000 Jehova tanúja is a náci rezsim áldozatává vált. A németországi hadifoglyok 1,2%-a, míg a japán hadifoglyok 37%-a halt meg. A japán fegyverletétel után 37 583 brit, 28 500 holland, 14 473 amerikai és 56 kínai fogoly szabadult a japán hadifogolytáborokból.
Az amerikai elnök 1942. február 19-én aláírta a 9066-os elnöki rendeletet (Executive Order 9066), amely szerint az amerikai japánokat, németeket, olaszokat internálják. A rendelet által a kanadai és az amerikai kormány több mint 80 000 amerikai állampolgárt zártak koncentrációs táborokba.
A második világháború során egyik fél sem tartotta be teljes mértékig a genfi egyezményeket. A japánok 731-es alakulata hadifoglyokon próbálta ki a biológiai és kémiai fegyvereket, sőt élveboncolást is végrehajtottak embereken. Dr. Josef Mengele az auschwitzi koncentrációs táborban az egypetéjű ikreken hajtott végre kísérleteket, hogy magasabb rendű fajt hozzanak létre a nácik.
A háborús bűntettek sokszor a bosszúból eredtek. 1944 decemberében történt a malmedyi mészárlás, amelyben SS-katonák 150 amerikai katonát öltek meg, miután többen szökni próbáltak. Ezután az amerikaiak 200 német hadifoglyot gyilkoltak meg.
Több millióra tehető azon nők száma, akiket a háborúban megerőszakoltak. Mind a szövetségesek, mint a tengelyhatalmak katonái tömegesen becstelenítették meg a megszállt területen élő lányokat és asszonyokat. A németek prostitúcióra kényszerítették a nőket, az amerikaiak, franciák és szovjetek is hasonlóan kegyetlenül bántak velük. Ellenük azonban sosem emeltek vádat, mivel a meggyalázott nők nem tettek feljelentést, sőt szégyellték azt, ami velük történt, ezért sokan öngyilkosságba menekültek. Az erőszak miatt nagyszámú magzatelhajtásra került sor az elfoglalt országokban, akik pedig megszülték gyermeküket, azokat gyakran megbélyegezte a társadalom.
Az atombomba kapcsán többen, köztük a washingtoni Amerikai Egyetem Nukleáris Tanulmányok Intézetének vezetője, Peter Kuznick is úgy gondolták, hogy a bomba bevetése az emberiség ellen elkövetett bűntettnek minősül. A támadások során 220 000 japán halt meg. A terrorbombázásokat általában is háborús bűncselekménynek lehet tekinteni, amelyet mind a britek, mind az amerikaiak gyakran alkalmaztak. A brit terrorbombázások bevallottan a civil lakosság ellen irányultak, a német morál megtörése céljából.
1942 januárjában Újvidéken a magyar csendőrség és a Magyar Honvédség razzia keretében több száz szerbet ölt meg azzal az indokkal, hogy partizánok voltak. A razzia leállítását követően elítélték a felelősöket, de azok vagy megszöktek, vagy kisebb büntetésben részesültek. A háború után több személyt – köztük Szombathelyi Ferenc vezérezredest, aki egyébként hadbíróság elé állította a felelősöket közvetlenül az incidens után – kiadtak Jugoszláviának, ahol kivégezték őket. A világháború végén a Vajdaságba bevonuló kommunista partizánok több tízezer magyar civilt öltek meg a délvidéki vérengzések során, részben a szerbek elleni razzia miatt, részben a kollektív bűnösség jegyében. Bleiburg közelében 1945. május 14–16-án a hadifoglyok és menekültek ellen irányuló népirtásban több mint 10 000 főt gyilkoltak meg partizánok. Misha Glenny brit újságíró 50 000 usztasa és 30 000 menekült haláláról ír, Vladimir Žerjavić horvát újságíró szerint a halálos áldozatok száma 45–50 000 fő.
A SZK(b)P Központi Bizottságának Politikai Bizottsága 1940. március 5-én hozott döntését végrehajtva a Belügyi Népbiztosság (NKVD) egységei a Szovjetunió területén lévő hadifogolytáborokban raboskodó lengyel (részben tartalékos) tiszteket és főtiszteket végeztek ki Katinyban, Kalinyinban (ma Tver) és Harkovban. A katyńi vérengzés áldozatainak számát a különböző becslések 15 és 22 ezer fő közé teszik. A háború után a Szovjetunió a jaltai konferencián kötött egyezmény alapján kelet-európaiak millióit vitte kényszermunkára. Magyarországról a 2002-ig föllelt források alapján 101 ezer férfit és 29 ezer nőt hurcoltak el málenkij robotra. 2005 végéig az orosz Háborús Emlékbizottság szakemberei 66 277 fő, a táborokban meghalt fogoly nevét találták meg a dokumentumokban. A foglyok többségének halálát nem lehet dokumentálni, mert a gyűjtőtáborokban vagy a kiszállítás közben haltak meg.

### Perek

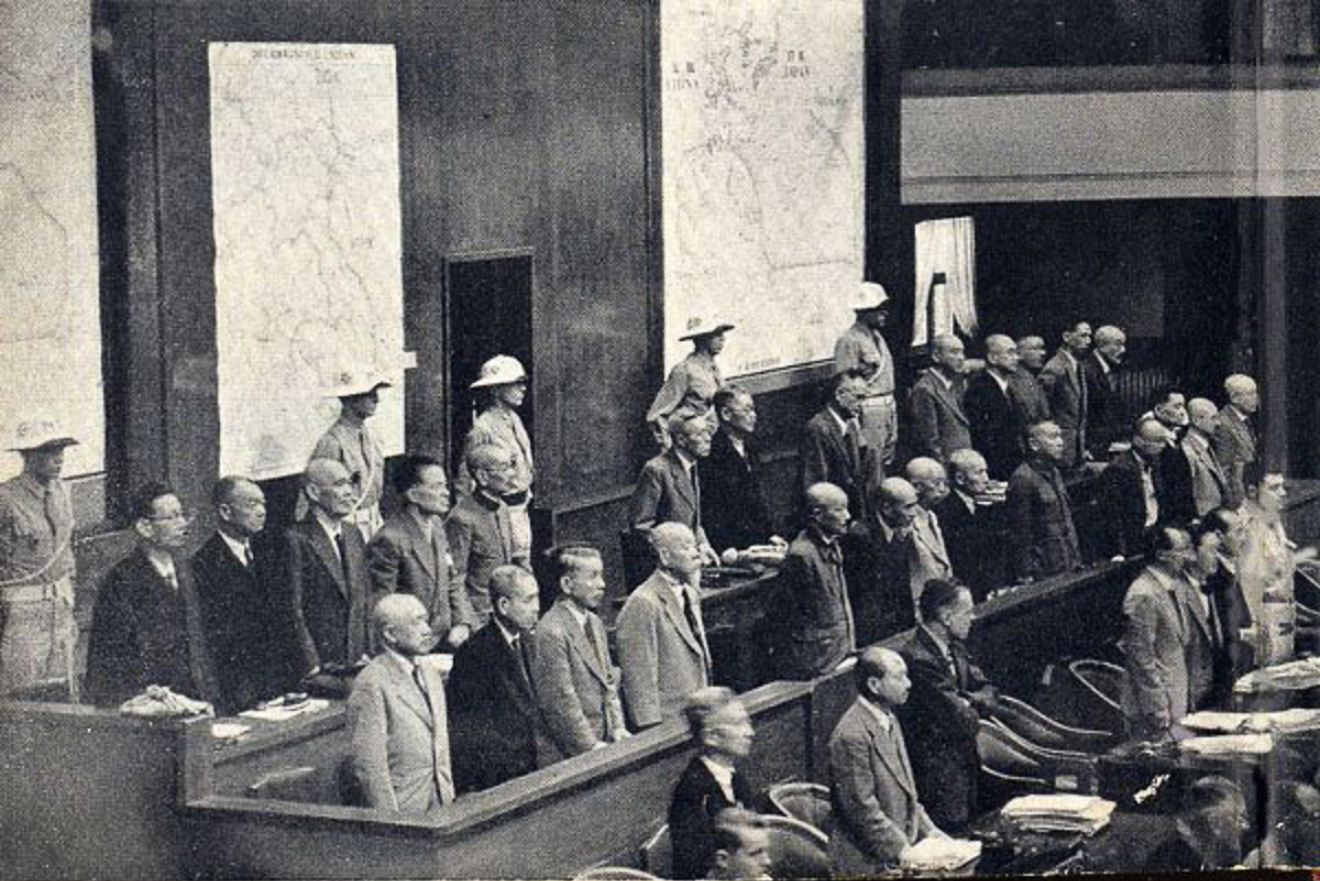
A tokiói per vádlottai

A háború után a tengelyhatalmi háborús bűntettek elkövetői ellen perek sora kezdődött, de szövetséges tiszteket nem vontak felelősségre az általuk elkövetett háborús bűnökért.
Az első perre 1945. november 20-án került sor. Ez volt a nürnbergi per. A vádlottak a Nemzetiszocialista Német Munkáspárt, a Kriegsmarine, a Wehrmacht főbb vezetőiből, valamint egyéb funkcionáriusokból tevődtek össze. Kezdetben 24 főt jelöltek a vádlottak padjára, de ez a szám – különböző okok miatt – a per kezdetére kevesebb lett. E per folyamán vizsgálták a különböző szervezetek szerepét (Gestapo, SS, SD), és ítéletet is mondtak felettük. A főbűnösök pere 1946. október 1-jén ért véget. Az ítélet: 12 fő kötél általi halál, hét fő letöltendő börtönbüntetés, három fő felmentés. Tíz halálraítélten 1946. október 16-án hajtották végre az ítéleteket – Martin Bormannt távollétében ítélték halálra, Hermann Göring október 15-én öngyilkos lett.
Ázsiában az 1946. május 5-től 1948. április 6-ig tartó tokiói perben mondtak ítéletet a háborús bűnösök felett. Két vádlott természetes halált halt a per során, hét személyt akasztás általi halálra ítéltek. Az ítéleteket 1948. december 23-án hajtották végre a szugamói börtönben. A többi vádlott legalább hétévi börtönbüntetést kapott, többen életfogytiglanit, de 1954–1955-ben mindenkit szabadon engedtek. Sigemicu Mamoru 1950-ben amnesztiával szabadult.
Kelet-Közép-Európában is számos per zajlott. Csehszlovákiában 1946–1948 között 33 000 főt ítéltek el. Romániában a nemzetárulási per keretében Ion Antonescut és hat társát halálra ítélték. Ezenkívül, a kommunista hatalom megszilárdítása okán, több antikommunista is börtönbe került. A kommunista Lengyelországban több nácit ítéltek el, köztük Rudolf Hößt. A szovjetek által elkövetett katyńi mészárlást azonban politikai okok miatt nem vizsgálták ki.
Magyarországon 1945-ben felállították a népbíróságokat. Céljuk a magyar háborús bűnösök elítélése volt. 1950-ig működtek, de később is voltak háborús bűntetteket feltáró perek. Kb. 60 000 vádlottból 45 000 főt ítéltek el, és 1948. március 1-jéig 322 halálos ítéletet hoztak. Köztük volt Sztójay Döme, Bárdossy László, Imrédy Béla, Szálasi Ferenc.
A magyarok ellen elkövetett délvidéki népirtást elkövetőket nem vonták felelősségre, a szerb parlament – a magyar kormány kérésére – 2013. június 21-i rendkívüli ülésén elfogadott egy, a délvidéki magyarok ellen 1944–45-ben elkövetett vérengzéseket elítélő nyilatkozatot.

## A világháború a művészetekben
A második világháború krízise és azt az követő válság olyan nagy hatást tett az emberiségre, mint például korábban a Fekete halál, elgondolkodtató kérdéseket tett fel az emberiségnek az irodalomban, a zene-, képző- és filmművészetekben egyaránt. Utóbbi terén jelentős például a Brüsszeli 12 Biciklitolvajok, vagy Rossellini Róma, nyílt város című filmje, Tarkovszkij Iván gyermekkora, de a magyar filmművészetben is számos feldolgozást láthatunk, például Valahol Európában, a téma azonban 50 év elteltével is foglalkoztatja a filmművészeket, például Jeles András: Senkiföldje.
Lásd még: Kategória:Második világháborús filmek
A magyar költészetben Radnóti Miklós és Pilinszky János dolgozta fel legjelentősebben a 2. világháborút.
A második világháború jelentős hatást tett a zeneművészekre, például Bartók életművén is megmutatkozik, a háború során leginkább Dmitrij Sosztakovics nyúlt a témához többek között 7. szimfóniája szentelt ennek.
A világháborúhoz kapcsolódó számos filmet forgattak. Ezek közül a legnagyobb elismerést, az Oscar-díjat öt film kapta meg a legjobb filmek kategóriájában. 1953-ban a Most és mindörökké című film az első, amely megkapta a világháborúról szóló művek közül. A filmben két szálon futó szerelmi történetet mesélnek el a Pearl Harbor-i csata előestéjén. 1957-ben a Híd a Kwai folyón című alkotás lett a második díjazott, amelyben a Burmában található Kwai-folyó feletti hidat kívánják felrobbantani az angol hadifoglyok. A harmadik, az 1970-ben bemutatott Patton tábornok vagy más címmel A tábornok volt. Ebben a filmben George Patton tábornok háborús éveit mutatja be. A negyedik az 1993-ban díjat kapott Schindler listája, amelyben Oskar Schindler zsidókat alkalmaz a gyárában, ezzel 1100 ember életét menti meg. Az ötödik a 2010-ben Oscar-díjat kapott A király beszéde, amely VI. György brit király beszédhibáinak kezeléséről szól, és végső soron a háborús beszédének sikerével ér véget.
Kertész Imre irodalmi Nobel-díjat kapott életművéért, melynek igen fontos állomása volt a második világháborúhoz kapcsolódó holokauszt borzalmait bemutató Sorstalanság című regény.
A videójátékok megjelenésével számos gyártó a második világháborúhoz kapcsolódó témát dolgozott fel. Ismertebb videójátékok: Battlefield 1942, Call of Duty, Medal of Honor: Allied Assault, Commandos.

### Weboldalak
- Kilencezer náci háborús bűnös menekült a „patkányútvonalon” Dél-Amerikába
- A második világháború SZTE Egyetemi Könyvtár Hadtörténeti Gyűjtemény
- A második világháborús bunkerek, erődök, topográfiai térképek, a Magyar Királyi Honvédség csapatjelzései Archiválva 2011. február 15-i dátummal a Wayback Machine-ben
- II. világháború Tények, Képek, Adatok
- Why France Fell to the Nazis: The Air Component Before the War – milavia.net
- propaganda-plakátok
- Magyarországon hivatalosan véget ér a II. világháború
- Németország második világháborús veszteségei